# 2006 dans les parcs de loisirs
| Années des parcs de loisirs : 2003 - 2004 - 2005 - 2006 - 2007 - 2008 - 2009    |
| Décennies des parcs de loisirs : 1970 - 1980 - 1990 - 2000 - 2010 - 2020 - 2030 |

## Parcs d'attractions

### Ouverture
- Bioscope ( France) ouvert au public le 1er juin.
- Chimelong Paradise, dans Guangzhou Chimelong Tourist Resort ( Chine) ouvert au public le 12 avril.
- Happy Valley (Pékin) ( Chine) ouvert au public le 9 juillet.
- Vinpearl Land (Nha Trang) ( Viêt Nam) ouvert au public le 28 août.

### Fermeture
- Bell's Amusement Park (en) ( États-Unis)
- Myrtle Beach Pavilion ( États-Unis) fermé au public le 24 septembre.
- Mystery Park ( Suisse) fermé au public le 19 novembre (il rouvre en 2009 sous le nom de Jungfrau Park)
- Nara Dreamland ( Japon) fermé au public le 31 août.
- American Adventure Theme Park ( États-Unis)

### Changement de nom
- Télécoo devient Plopsa Coo ( Belgique)
- Visionland devient Alabama Adventure ( États-Unis)

## Événements
- Universal's Islands of Adventure ( États-Unis) reçoit l'Applause Award au titre de meilleur parc de loisirs du monde.
- Mai
  - 22-23 mai -  France - Acquisition d'une partie du groupe Star Parks par la Compagnie des Alpes. Walibi Belgium (et Aqualibi), Bellewaerde Park, Walibi Aquitaine, Walibi Rhône-Alpes et Walibi World font partie de la transaction.

## Analyse économique de l'année
L'organisme TEA (Themed Entertainment Association) assisté par l'Economics Research Associate publient leur analyse globale du secteur des parcs d'attractions pour l'année 2006. Ce document, le Theme Park Attendance Report 2006, présente en détail plusieurs données clés de l'industrie mais également une série de classements des parcs les plus fréquentés, classés en catégorie. Cette analyse peut être considérée comme une référence du secteur.

### Classement des 10 groupes les plus importants
| Rang | Société                            | Fréquentation (en millions de visiteurs) |
| ---- | ---------------------------------- | ---------------------------------------- |
| 1    | Walt Disney Parks and Resorts      | 112 500 000                              |
| 2    | Six Flags Inc.                     | 28 500 000                               |
| 3    | Universal Studios Recreation Group | 25 800 000                               |
| 4    | Cedar Fair Entertainment           | 24 700 000                               |
| 5    | Busch Entertainment Corporation    | 21 700 000                               |
| 6    | Merlin Entertainments Group        | 16 000 000                               |
| 7    | Tussauds Group                     | 14 300 000                               |
| 8    | Grévin & Cie                       | 10 000 000                               |
| 9    | Parques Reunidos                   | 9 200 000                                |
| 10   | Everland                           | 8 900 000                                |

### Classement des 25 parcs d'attractions les plus visités dans le monde
Pour quantifier l'évolution du marché mondial, TEA/AECOM se base sur l'addition du nombre d'entrées (c'est-à-dire de la fréquentation) des 25 parcs d'attractions les plus visités, quelle que soit leur location. Pour 2006, ce total s'est élevé à 186.5 millions de visiteurs, en augmentation (de 2,9 %) par rapport à 2005.
| Rang          | Parc                             | Ville / Pays             | Fréquentation (en millions de visiteurs) | Tendance |
| ------------- | -------------------------------- | ------------------------ | ---------------------------------------- | -------- |
| 1             | Magic Kingdom                    | Orlando / États-Unis     | 16 640 000                               | 3,0 %    |
| 2             | Disneyland                       | Anaheim / États-Unis     | 14 730 000                               | 1,2 %    |
| 3             | Tokyo Disneyland                 | Tokyo / Japon            | 12 900 000                               | -1,6 %   |
| 4             | Tokyo DisneySea                  | Tokyo / Japon            | 12 100 000                               | 1,4 %    |
| 5             | Parc Disneyland                  | Chessy / France          | 10 600 000                               | 1,0 %    |
| 6             | Epcot                            | Orlando / États-Unis     | 10 460 000                               | 5,5 %    |
| 7             | Disney-MGM Studios               | Orlando / États-Unis     | 9 100 000                                | 5,0 %    |
| 8             | Disney's Animal Kingdom          | Orlando / États-Unis     | 8 910 000                                | 8,6 %    |
| 9             | Universal Studios Japan          | Osaka / Japon            | 8 500 000                                | 0,7 %    |
| 10            | Everland                         | Yongin / Corée du Sud    | 7 500 000                                |          |
| 11 (ex aequo) | Universal Studios Florida        | Orlando / États-Unis     | 6 000 000                                | 1,2 %    |
| 11 (ex aequo) | Pleasure Beach, Blackpool        | Blackpool / Royaume-Uni  | 6 000 000                                | 0,0 %    |
| 13            | Disney's California Adventure    | Anaheim / États-Unis     | 5 950 000                                | 2,1 %    |
| 14            | SeaWorld Orlando                 | Orlando / États-Unis     | 5 740 000                                | 2,5 %    |
| 15            | Lotte World                      | Séoul / Corée du Sud     | 5 500 000                                |          |
| 16            | Yokohama Hakkeijima Sea Paradise | Yokohama / Japon         | 5 400 000                                |          |
| 17            | Universal's Islands of Adventure | Orlando / États-Unis     | 5 300 000                                | -4,8 %   |
| 18            | Hong Kong Disneyland             | Hong Kong / Chine        | 5 200 000                                |          |
| 19            | Universal Studios Hollywood      | Los Angeles / États-Unis | 4 700 000                                | 0,0 %    |
| 20            | Jardins de Tivoli                | Copenhague / Danemark    | 4 396 000                                |          |
| 21            | Ocean Park                       | Hong Kong / Chine        | 4 380 000                                | 0,1 %    |
| 22            | Busch Gardens Tampa Bay          | Tampa / États-Unis       | 4 360 000                                | 1,5 %    |
| 23            | SeaWorld San Diego               | San Diego / États-Unis   | 4 260 000                                | 4,0 %    |
| 24            | Europa-Park                      | Rust / Allemagne         | 3 950 000                                | 0,0 %    |
| 25            | Nagashima Spa Land               | Kuwana / Japon           | 3 910 000                                |          |

### Classement des 20 parcs d'attractions les plus visités en Amérique du Nord
| Rang | Parc                             | Ville / Pays             | Fréquentation (en millions de visiteurs) | Tendance |
| ---- | -------------------------------- | ------------------------ | ---------------------------------------- | -------- |
| 1    | Magic Kingdom                    | Orlando / États-Unis     | 16 640 000                               | 3,0 %    |
| 2    | Disneyland                       | Anaheim / États-Unis     | 14 730 000                               | 1,2 %    |
| 3    | Epcot                            | Orlando / États-Unis     | 10 460 000                               | 5,5 %    |
| 4    | Disney-MGM Studios               | Orlando / États-Unis     | 9 100 000                                | 5,0 %    |
| 5    | Disney's Animal Kingdom          | Orlando / États-Unis     | 8 910 000                                | 8,6 %    |
| 6    | Universal Studios Florida        | Orlando / États-Unis     | 6 000 000                                | 1,2 %    |
| 7    | Disney's California Adventure    | Anaheim / États-Unis     | 5 950 000                                | 2,1 %    |
| 8    | SeaWorld Orlando                 | Orlando / États-Unis     | 5 740 000                                | 2,5 %    |
| 9    | Universal's Islands of Adventure | Orlando / États-Unis     | 5 300 000                                | -4,8 %   |
| 10   | Universal Studios Hollywood      | Los Angeles / États-Unis | 4 700 000                                | 0,0 %    |
| 11   | Busch Gardens Tampa Bay          | Tampa / États-Unis       | 4 360 000                                | 1,5 %    |
| 12   | SeaWorld San Diego               | San Diego / États-Unis   | 4 260 000                                | 4,0 %    |
| 13   | Knott's Berry Farm               | Buena Park / États-Unis  | 3 670 000                                | 2,0 %    |
| 14   | Paramount Canada's Wonderland    | Vaughan / Canada         | 3 250 000                                | -2,0 %   |
| 15   | Cedar Point                      | Sandusky / États-Unis    | 3 070 000                                | -2,5 %   |
| 16   | Paramount's Kings Island         | Mason / États-Unis       | 3 050 000                                | -1,5 %   |
| 17   | Six Flags Great Adventure        | Jackson / États-Unis     | 2 730 000                                | -8,0 %   |
| 18   | Hersheypark                      | Hershey / États-Unis     | 2 690 000                                | -0,4 %   |
| 19   | Six Flags Great America          | Gurnee / États-Unis      | 2 620 000                                | -8,0 %   |
| 20   | Six Flags Magic Mountain         | Valencia / États-Unis    | 2 550 000                                | -10,0 %  |

### Classement des 20 parcs d'attractions les plus visités en Europe
| Rang          | Parc                            | Ville / Pays                        | Fréquentation (en millions de visiteurs) | Tendance, |
| ------------- | ------------------------------- | ----------------------------------- | ---------------------------------------- | --------- |
| 1             | Parc Disneyland                 | Chessy / France                     | 10 600 000                               | 1 %       |
| 2             | Pleasure Beach, Blackpool       | Blackpool / Royaume-Uni             | 6 000 000                                | 0 %       |
| 3             | Jardins de Tivoli               | Copenhague / Danemark               | 4 396 000                                | 5 %       |
| 4             | Europa-Park                     | Rust / Allemagne                    | 3 950 000                                | 0 %       |
| 5             | PortAventura Park               | Salou / Espagne                     | 3 500 000                                | 4 %       |
| 6             | Efteling                        | Kaatsheuvel / Pays-Bas              | 3 200 000                                | 0 %       |
| 7             | Gardaland                       | Castelnuovo del Garda / Italie      | 3 100 000                                | 0 %       |
| 8             | Liseberg                        | Göteborg / Suède                    | 2 950 000                                | 6,3 %     |
| 9             | Bakken                          | Copenhague / Danemark               | 2 700 000                                | NC        |
| 10            | Alton Towers                    | Staffordshire / Royaume-Uni         | 2 400 000                                | 9,1 %     |
| 11            | Parc Walt Disney Studios        | Chessy / France                     | 2 200 000                                | 4,8 %     |
| 12            | Phantasialand                   | Brühl / Allemagne                   | 1 900 000                                | 5 %       |
| 13            | Parc Astérix                    | Plailly / France                    | 1 800 000                                | 0 %       |
| 14 (ex aequo) | Thorpe Park                     | Chertsey (Angleterre) / Royaume-Uni | 1 700 000                                | 21,4 %    |
| 14 (ex aequo) | Mirabilandia                    | Savio / Italie                      | 1 700 000                                | NC        |
| 16            | Parque de Atracciones de Madrid | Madrid / Espagne                    | 1 500 000                                | NC        |
| 17            | Legoland Windsor                | Windsor / Royaume-Uni               | 1 480 000                                | 5,7 %     |
| 18            | Legoland Billund                | Billund / Danemark                  | 1 460 000                                | 2 %       |
| 19            | Duinrell                        | Wassenaar / Pays-Bas                | 1 350 000                                | NC        |
| 20            | Futuroscope                     | Poitiers / France                   | 1 350 000                                | 3,6 %     |

### Classement des 10 parcs d'attractions les plus visités en Asie
| Rang | Parc                             | Ville / Pays          | Fréquentation (en millions de visiteurs) | Tendance |
| ---- | -------------------------------- | --------------------- | ---------------------------------------- | -------- |
| 1    | Tokyo Disneyland                 | Tokyo / Japon         | 12 900 000                               | -1,6 %   |
| 2    | Tokyo DisneySea                  | Tokyo / Japon         | 12 100 000                               | 1,4 %    |
| 3    | Universal Studios Japan          | Osaka / Japon         | 8 500 000                                | 0,7 %    |
| 4    | Everland                         | Yongin / Corée du Sud | 7 500 000                                |          |
| 5    | Lotte World                      | Séoul / Corée du Sud  | 5 500 000                                |          |
| 6    | Yokohama Hakkeijima Sea Paradise | Yokohama / Japon      | 5 400 000                                |          |
| 7    | Hong Kong Disneyland             | Hong Kong / Chine     | 5 200 000                                |          |
| 8    | Ocean Park Hong Kong             | Hong Kong / Chine     | 4 380 000                                | 0,1 %    |
| 9    | Nagashima Spa Land               | Kuwana / Japon        | 3 910 000                                |          |
| 10   | Happy Valley (Shenzhen)          | Shenzhen / Chine      | 2 930 000                                |          |

## Attractions
Ces listes sont non exhaustives.

### Montagnes russes

#### Délocalisations
| Nom            | Type / Modèle                 | Constructeur | Parc                          | Pays            | Anciennement                            |
| -------------- | ----------------------------- | ------------ | ----------------------------- | --------------- | --------------------------------------- |
| Hornet         | Acier                         | Vekoma       | Wonderland Park               | États-Unis      | Mayan Mindbender à Six Flags AstroWorld |
| Mini Mine Rush | Junior/Family Gravity Coaster | Zamperla     | American Adventure Theme Park | Royaume-Uni     | Runaway Train à Gulliver's Warrington   |
| Ragondingue    | Wild Mouse tournoyante        | Reverchon    | Parc Bagatelle                | France          | Mouse Trap à Pleasurewood Hills         |
| Thriller       | Acier                         | Pinfari      | Minitalia Leolandia Park      | Italie          | Thriller à Europark Idroscalo           |
| Wilde Maus     | Wild Mouse                    | Maurer Söhne | Al Hokair Land Theme Park     | Arabie saoudite | Wilde Maus au Prater de Vienne          |

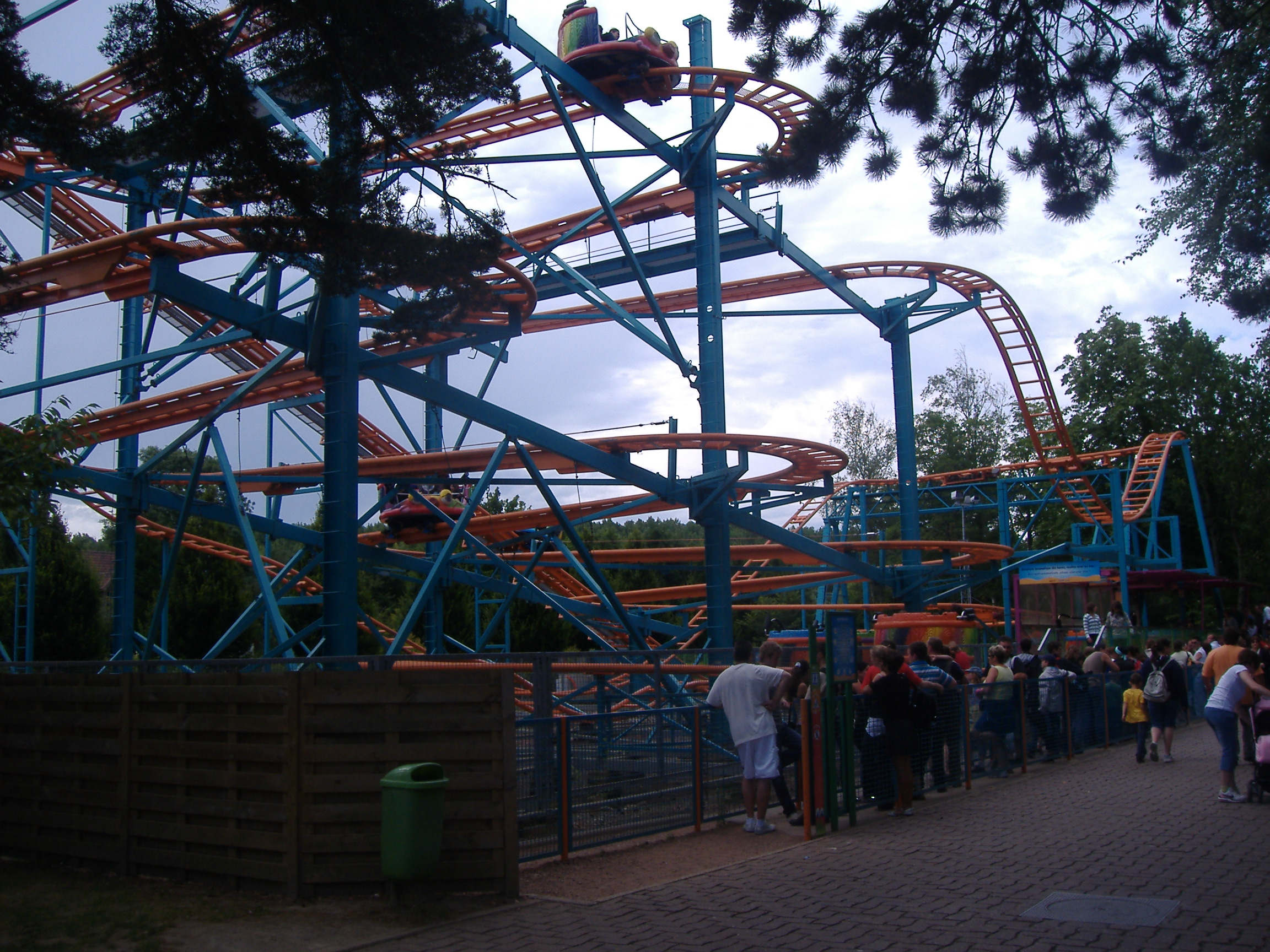
Ragondingue au parc Bagatelle

#### Nouveautés
| Nom                         | Type / Modèle                                       | Constructeur                 | Parc                            | Pays           |
| --------------------------- | --------------------------------------------------- | ---------------------------- | ------------------------------- | -------------- |
| 10 Inversion Roller Coaster | Acier/ Looping Coaster (Colossus)                   | Intamin                      | Chimelong Paradise              | Chine          |
| Abismo                      | Acier/SkyLoop XT450                                 | Maurer Rides                 | Parque de Atracciones de Madrid | Espagne        |
| Black Mamba                 | Inversées                                           | Bolliger & Mabillard         | Phantasialand                   | Allemagne      |
| Cobra                       | Acier/ Bobsled Coaster Model 450/4                  | Gerstlauer                   | Paulton's Park                  | Royaume-Uni    |
| Crystal Wings               | Volantes/Superman                                   | Bolliger & Mabillard         | Happy Valley (Pékin)            | Chine          |
| Eejanaika                   | Quadridimensionnelles                               | S&S Arrow                    | Fuji-Q Highland                 | Japon          |
| El Toro                     | Bois                                                | Intamin                      | Six Flags Great Adventure       | États-Unis     |
| Expedition Everest          | Train de la mine                                    | Vekoma                       | Disney's Animal Kingdom         | États-Unis     |
| Family Gravity Coaster      | Junior/ Family Gravity Coaster 80STD                | Zamperla                     | Chimelong Paradise              | Chine          |
| Flight of the Phoenix       | Acier/Looping Coaster                               | Intamin                      | Harborland Theme Park           | Chine          |
| Flying Dragon               | Wild Mouse/ Spinning Coaster (ZXC-24A)              | Golden Horse                 | Discoveryland                   | Chine          |
| Golden Wings in Snowfield   | Inversées/ SLC (Shenlin w/Helix)                    | Vekoma                       | Happy Valley (Pékin)            | Chine          |
| Goliath                     | Hyper montagnes russes                              | Bolliger & Mabillard         | Six Flags Over Georgia          | États-Unis     |
| Goliath                     | Hyper montagnes russes                              | Bolliger & Mabillard         | La Ronde                        | Canada         |
| Grand Exposition Coaster    | Junior/ Family Gravity Coaster 80STD                | Zamperla                     | Silver Dollar City              | États-Unis     |
| Half Pipe                   | Lancées/ Half Pipe Coaster                          | Intamin                      | Chimelong Paradise              | Chine          |
| Harvest Time                | Tournoyantes/ Spinning Coaster (ZXC-24A)            | Golden Horse                 | Happy Valley (Pékin)            | Chine          |
| Italian Job Turbo Coaster   | Lancées                                             | Premier Rides                | Paramount's Kings Dominion      | États-Unis     |
| Jungle Racing               | Train de la mine/ Mine Train (785m)                 | Vekoma                       | Happy Valley (Pékin)            | Chine          |
| Katapult                    | Lancées                                             | Anton Schwarzkopf            | Mirabilandia                    | Italie         |
| Kentucky Rumbler            | Bois                                                | Great Coasters International | Beech Bend Park                 | États-Unis     |
| Kumali                      | Inversées/SLC (Shenlin)                             | Vekoma                       | Flamingo Land Theme Park & Zoo  | Royaume-Uni    |
| Montanha Russa              | Aquatiques                                          | Mack Rides                   | Aquashow Fun Family Park        | Portugal       |
| Motorbike Launch Coaster    | Motocoaster                                         | Vekoma                       | Chimelong Paradise              | Chine          |
| Opa                         | Wild Mouse tournoyantes enfermées                   | Zamperla                     | Mt. Olympus Water & Theme Park  | États-Unis     |
| Patriot                     | Inversées                                           | Bolliger & Mabillard         | Worlds of Fun                   | États-Unis     |
| Pegasus                     | E-Powered                                           | Mack Rides                   | Europa-Park                     | Allemagne      |
| Project 1                   | Acier                                               | L&T Systems                  | Cavallino Matto                 | Italie         |
| Raupe                       | Junior/Big Apple                                    | SBF Visa Group               | Freizeitpark Plohn              | Allemagne      |
| Rockin Roller               | Wild Mouse tournoyantes                             | Fabbri Group                 | Botton's Pleasure Beach         | Royaume-Uni    |
| Shamu Express               | Junior/Force - Three                                | Zierer                       | SeaWorld Orlando                | États-Unis     |
| Speed Monster               | Lancées/Accelerator Coaster                         | Intamin                      | TusenFryd                       | Norvège        |
| Speed: No Limits            | Euro-Fighter                                        | Gerstlauer                   | Oakwood Theme Park              | Pays de Galles |
| Speedy Gonzales             | Junior                                              | L&T Systems                  | Parc du Bocasse                 | France         |
| Stealth                     | Lancées/Accelerator Coaster                         | Intamin                      | Thorpe Park                     | Royaume-Uni    |
| SuperSplash                 | Aquatiques/ SuperSplash                             | Mack Rides                   | Plopsaland De Panne             | Belgique       |
| Tatsu                       | Volantes                                            | Bolliger & Mabillard         | Six Flags Magic Mountain        | États-Unis     |
| The Voyage                  | Bois                                                | The Gravity Group            | Holiday World                   | États-Unis     |
| Thunderbird                 | Bois                                                | Great Coasters International | PowerPark                       | Finlande       |
| Tropical Track              | Junior                                              | Interpark                    | Happyland                       | Suisse         |
| Twister Coaster             | Wild Mouse tournoyantes/ Spinning Coaster (ZXC-24A) | Golden Horse                 | Chimelong Paradise              | Chine          |
| Tyfonen                     | Wild Mouse tournoyantes/ Twister Coaster 420STD     | Zamperla                     | Tivoli Friheden                 | Danemark       |
| Wild Mouse                  | Wild Mouse                                          | Zamperla                     | Fantasilandia                   | Chili          |
| Wild Mouse                  | Wild Mouse                                          | Reverchon                    | Plopsa Coo                      | Belgique       |
| X Coaster                   | Acier/X-Car-Coaster                                 | Maurer Rides                 | Magic Springs and Crystal Falls | États-Unis     |
| Zaturn                      | Lancées/Accelerator Coaster                         | Intamin                      | Space World                     | Japon          |

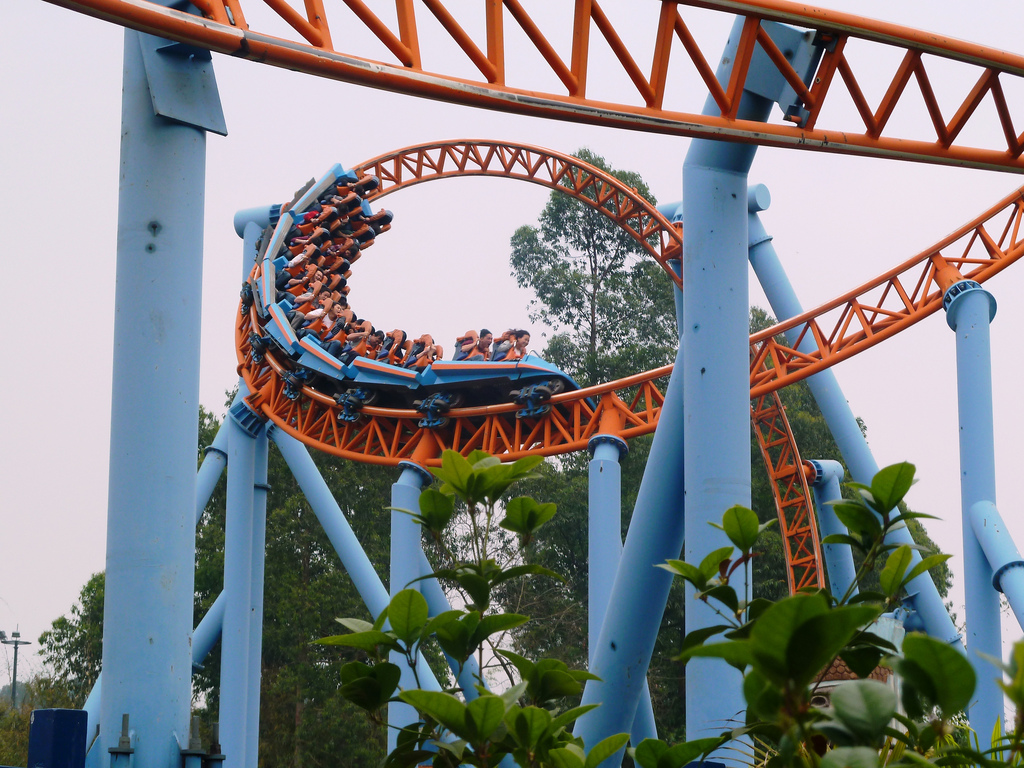
10 Inversion Roller Coaster à Chimelong Paradise
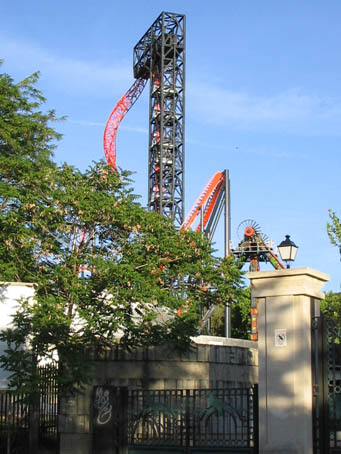
Abismo au Parque de Atracciones de Madrid
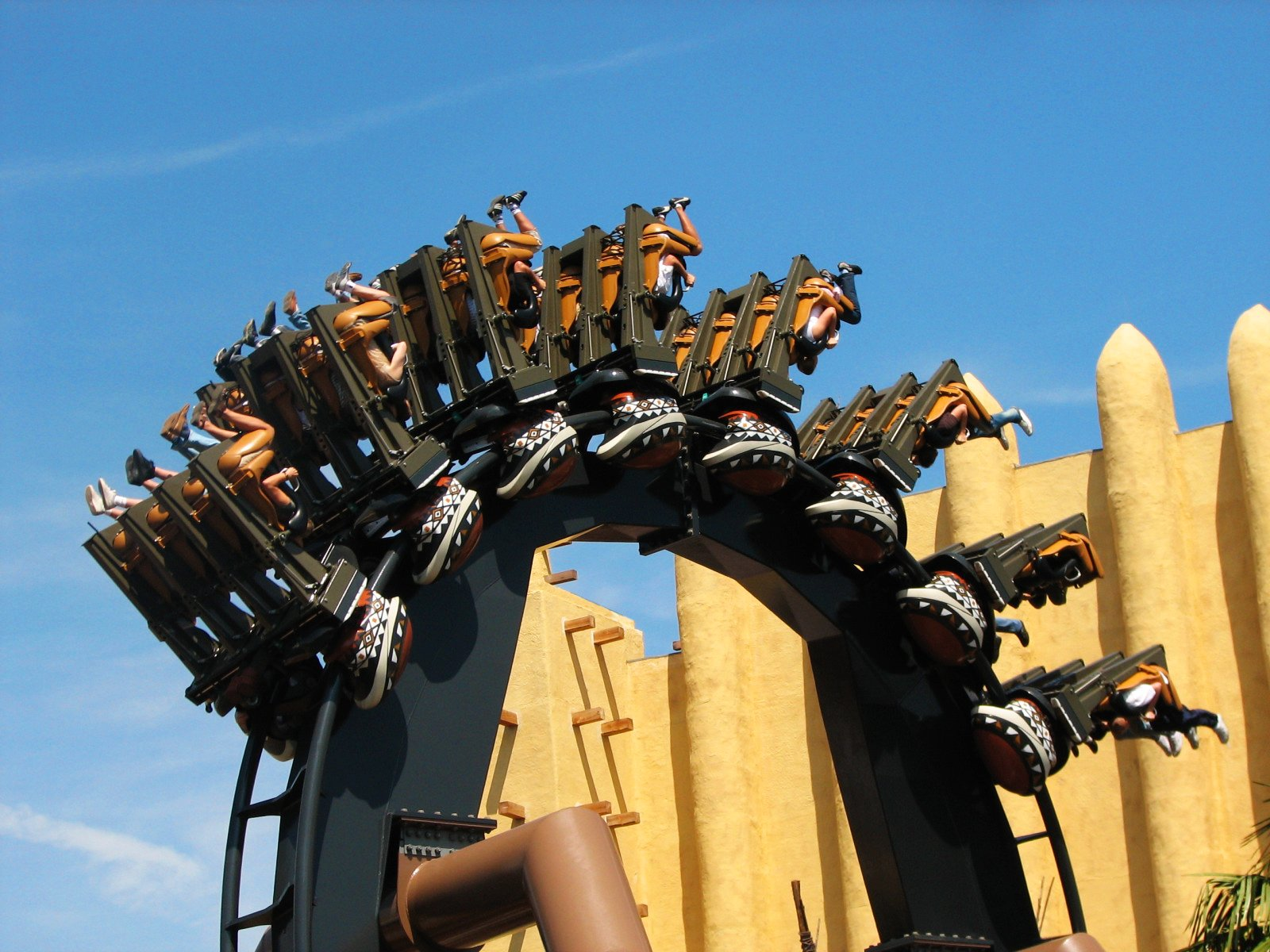
Black Mamba à Phantasialand
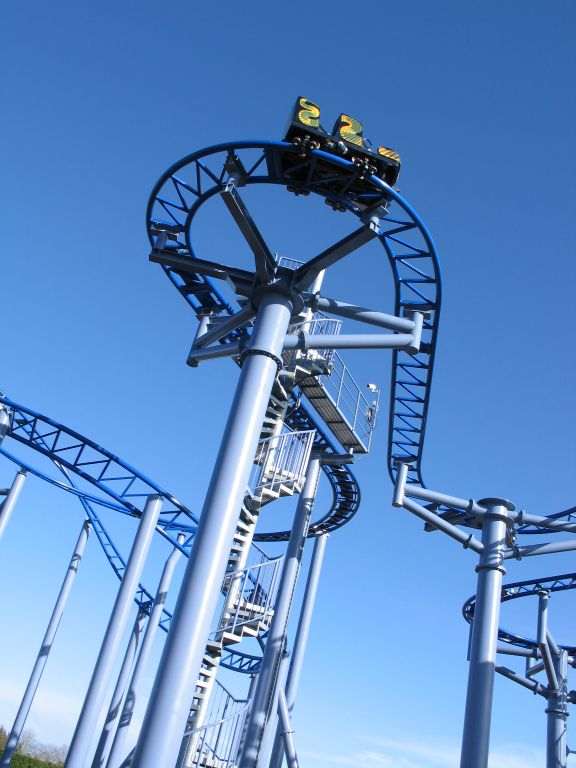
Cobra à Paulton's Park
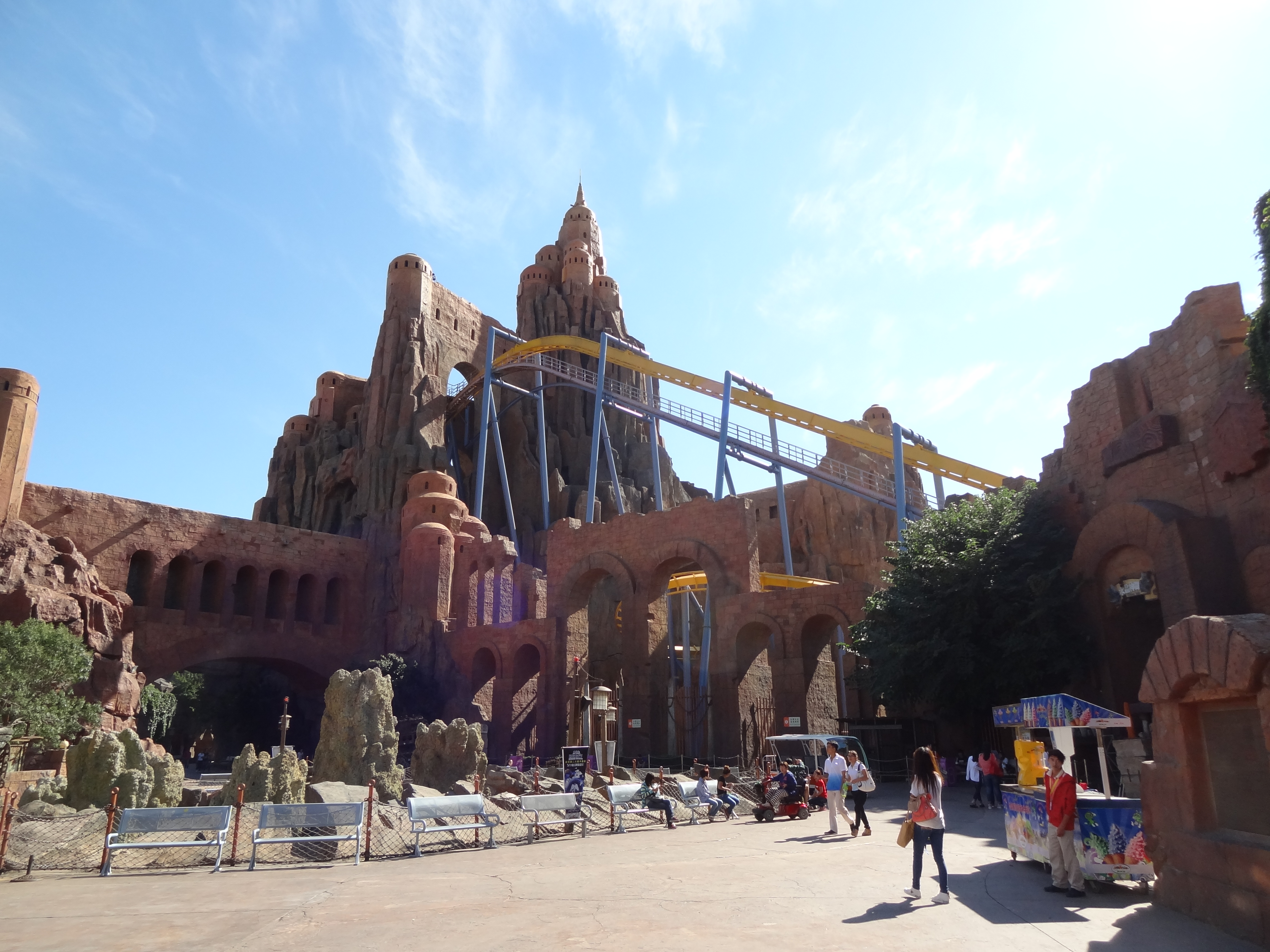
Crystal Wings à Happy Valley
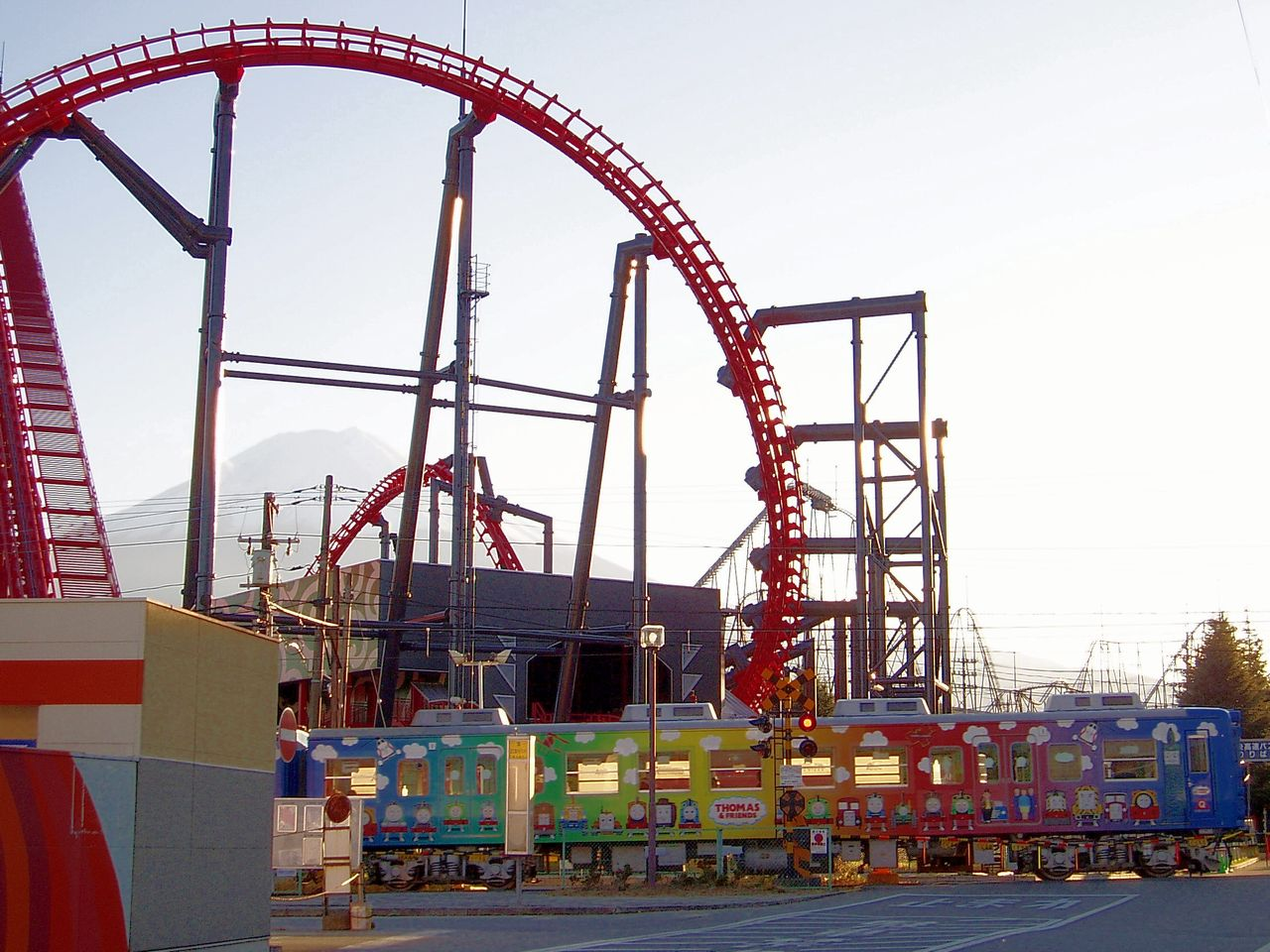
Eejanaika à Fuji-Q Highland
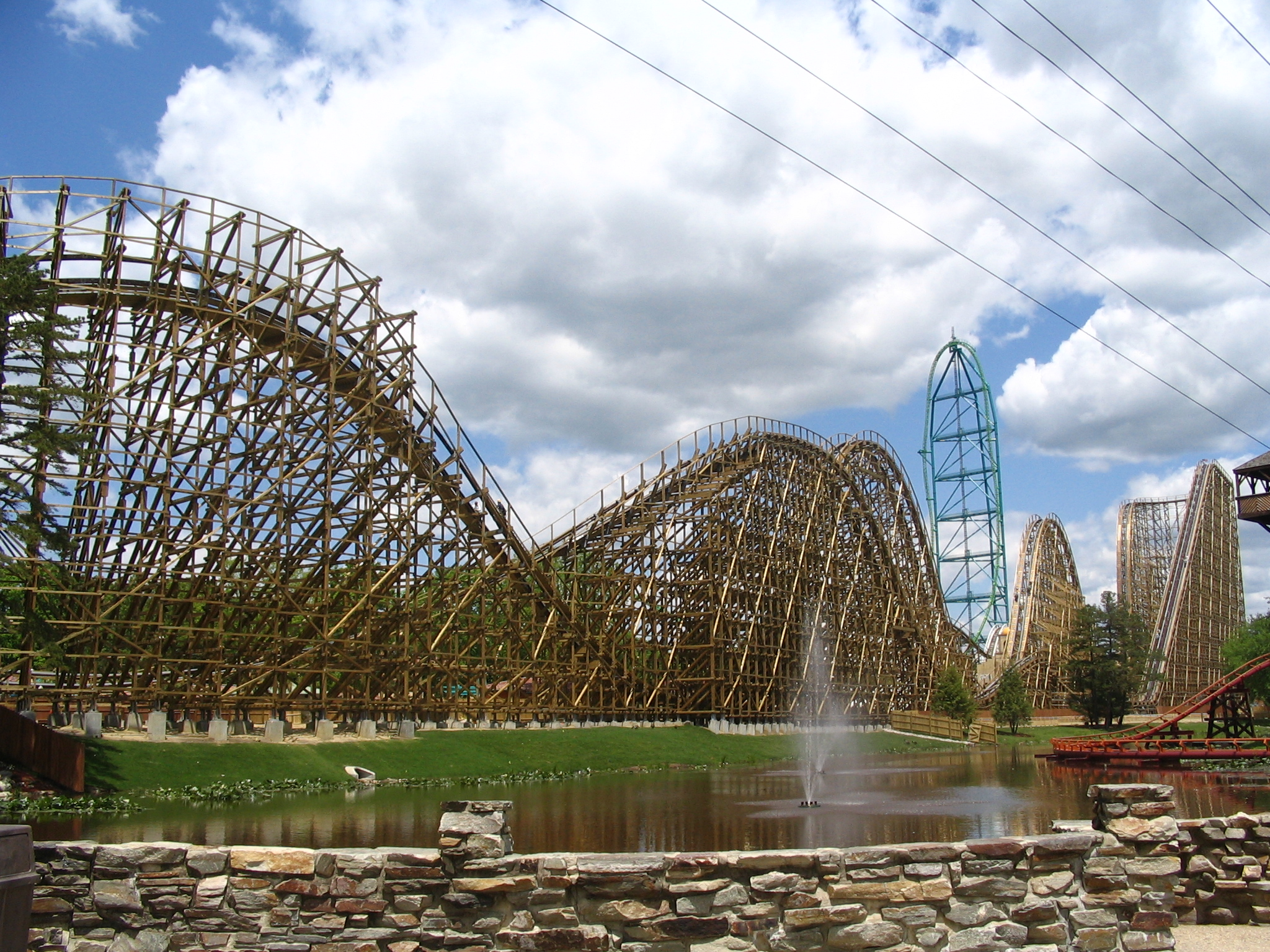
El Toro à Six Flags Great Adventure
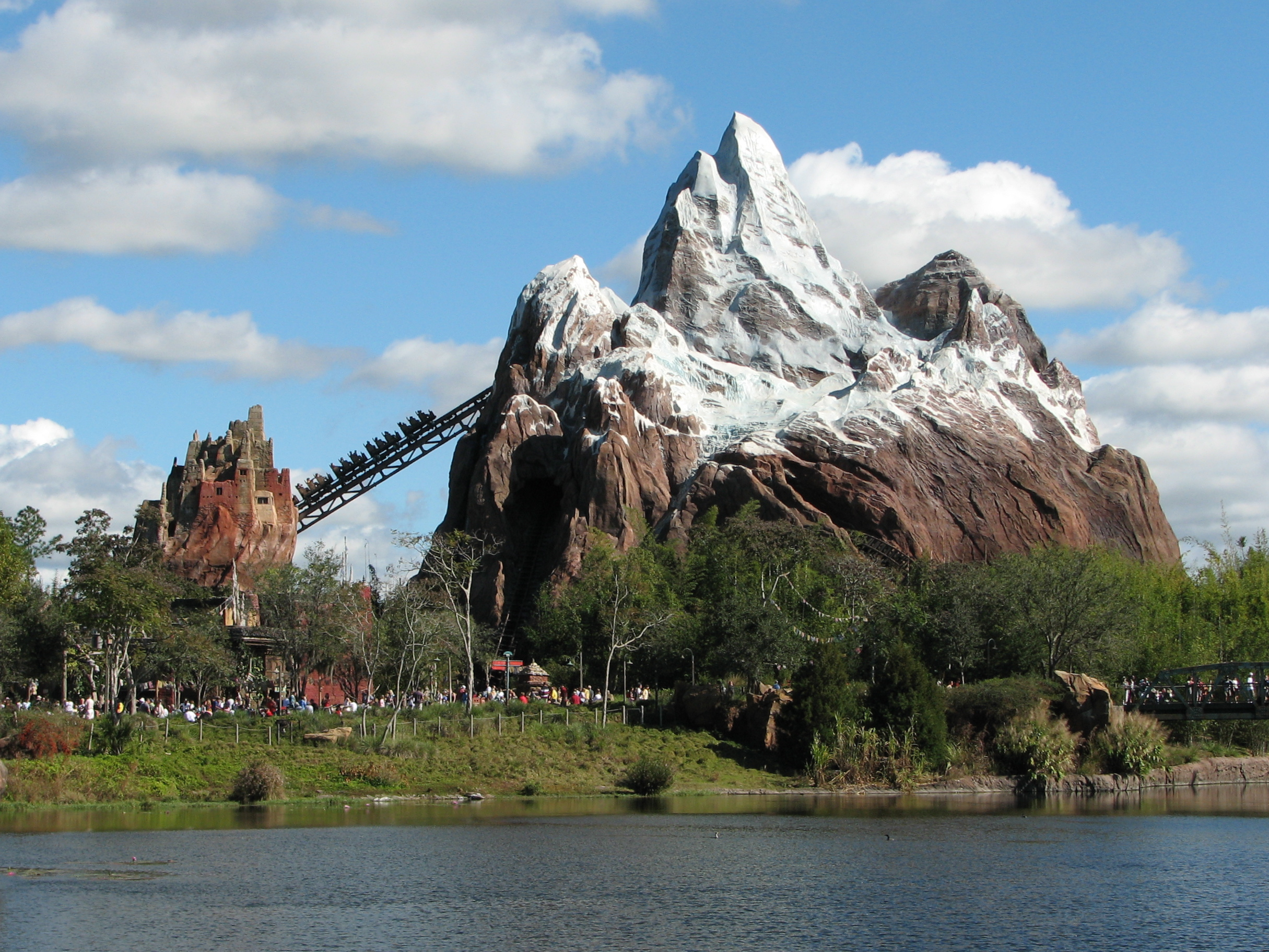
Expedition Everest à Disney's Animal Kingdom
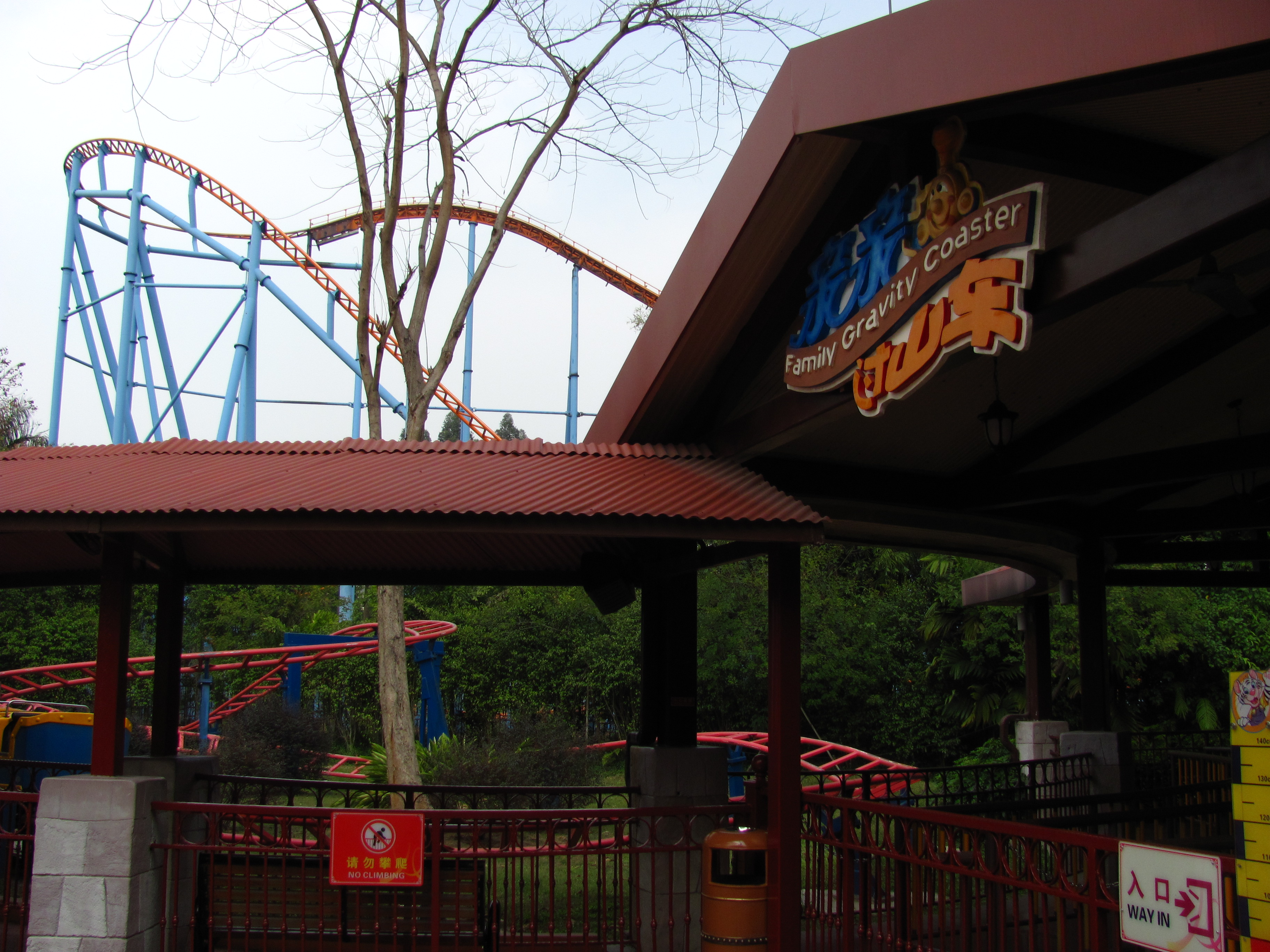
Family Gravity Coaster à Chimelong Paradise
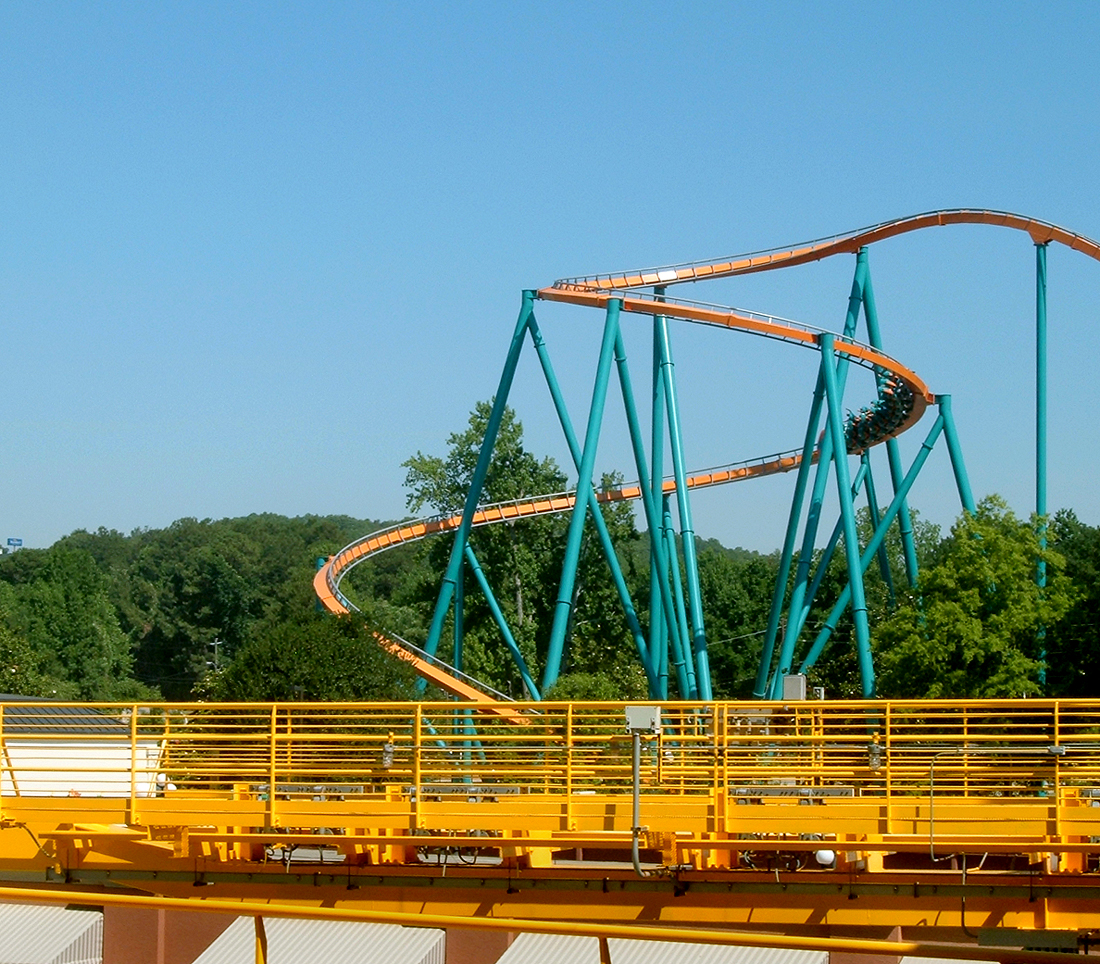
Goliath à Six Flags Over Georgia
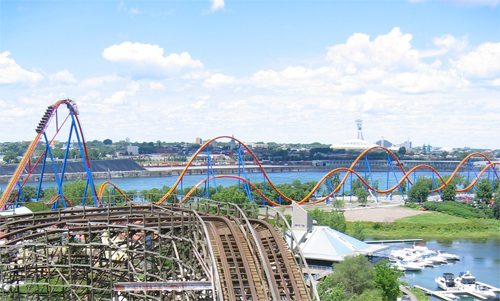
Goliath à La Ronde
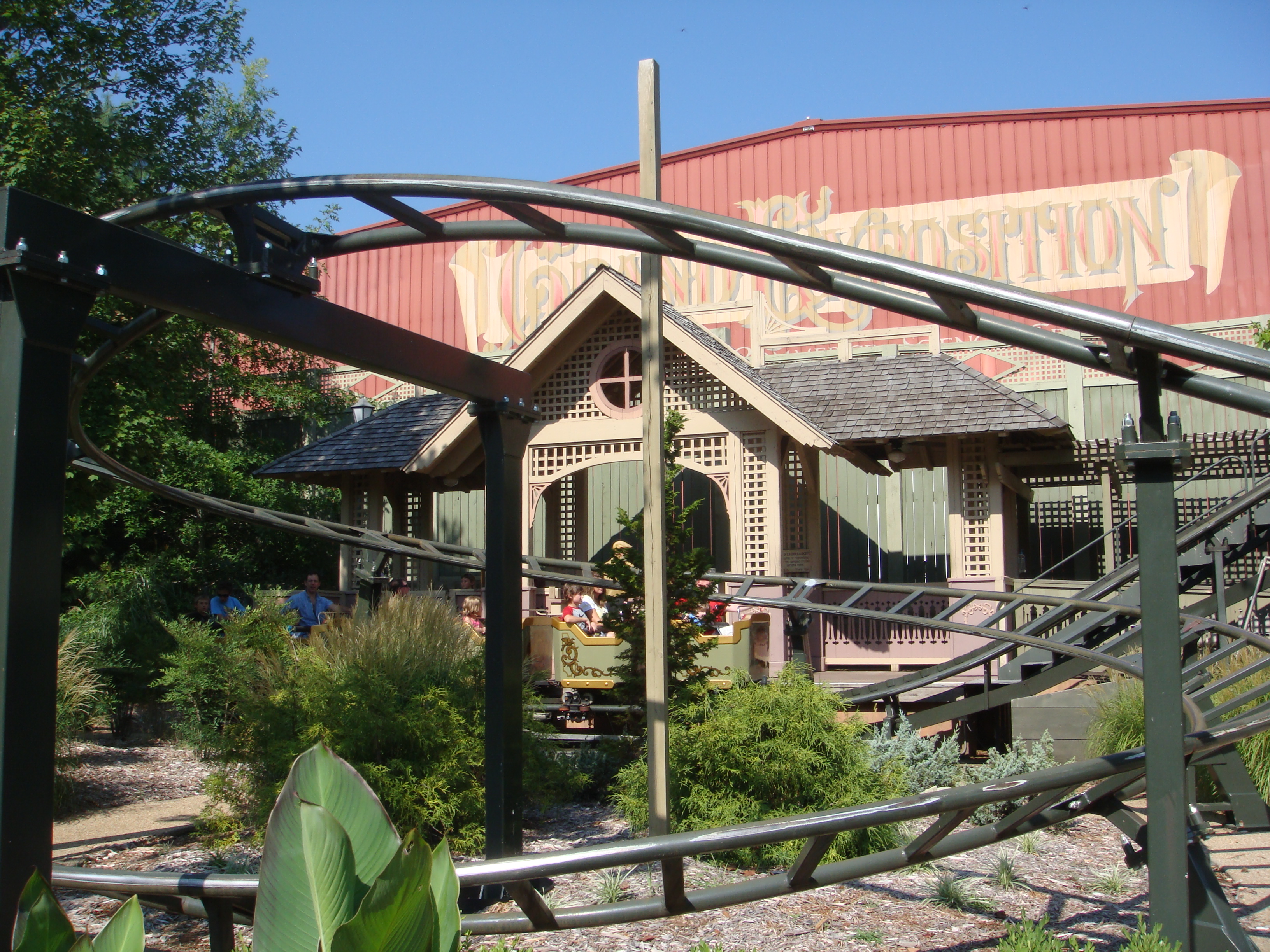
Grand Exposition Coaster à Silver Dollar City
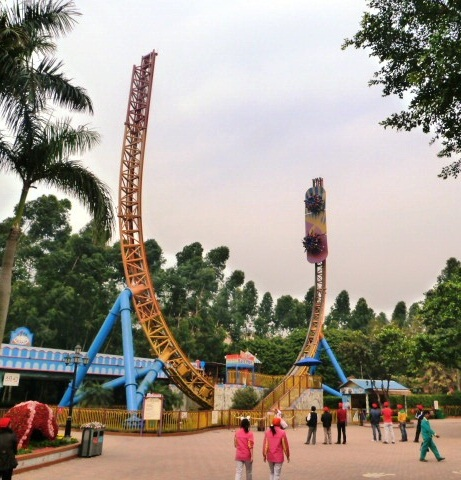
Half Pipe à Chimelong Paradise
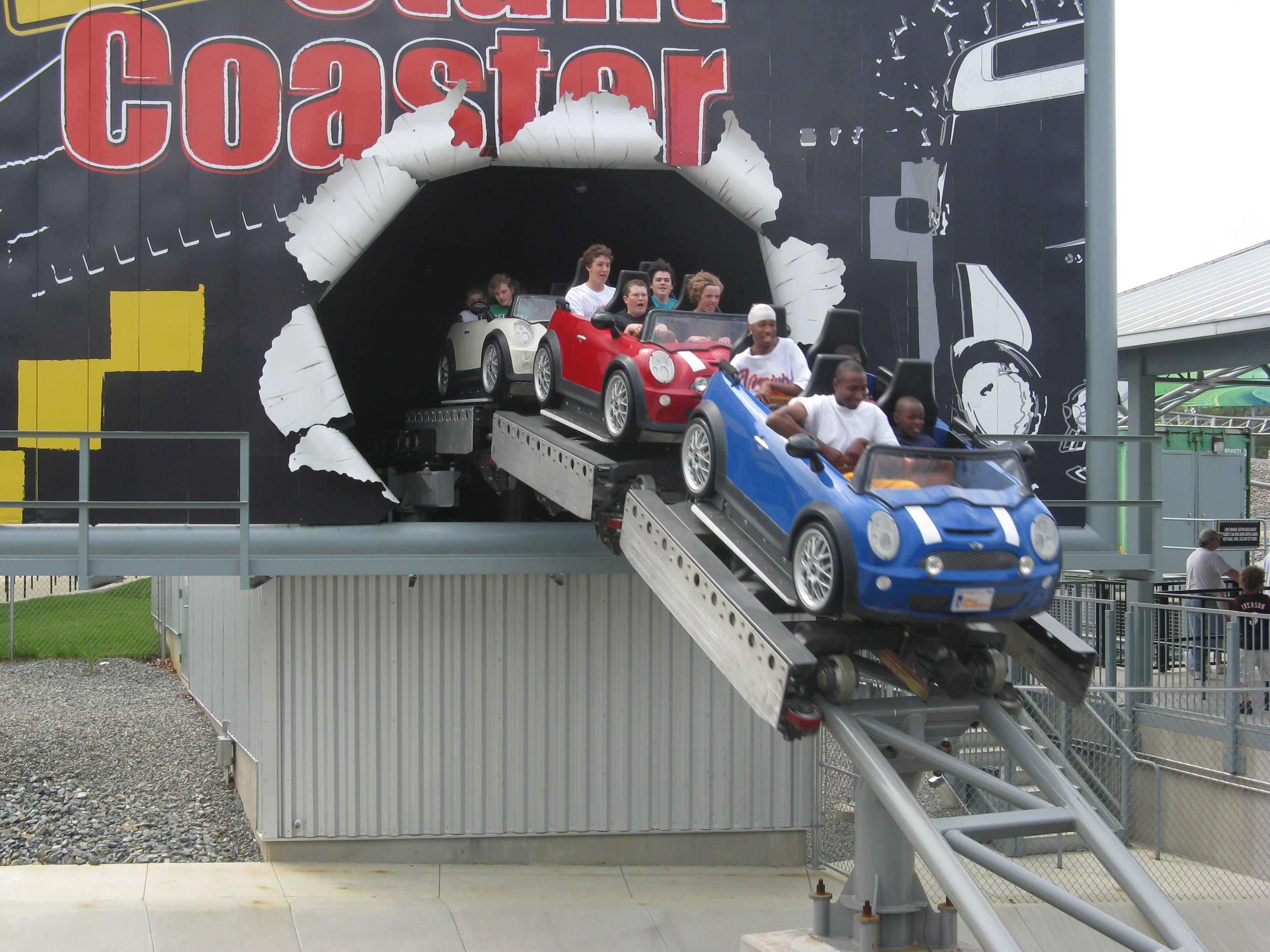
Italian Job Turbo Coaster à Paramount's Kings Dominion
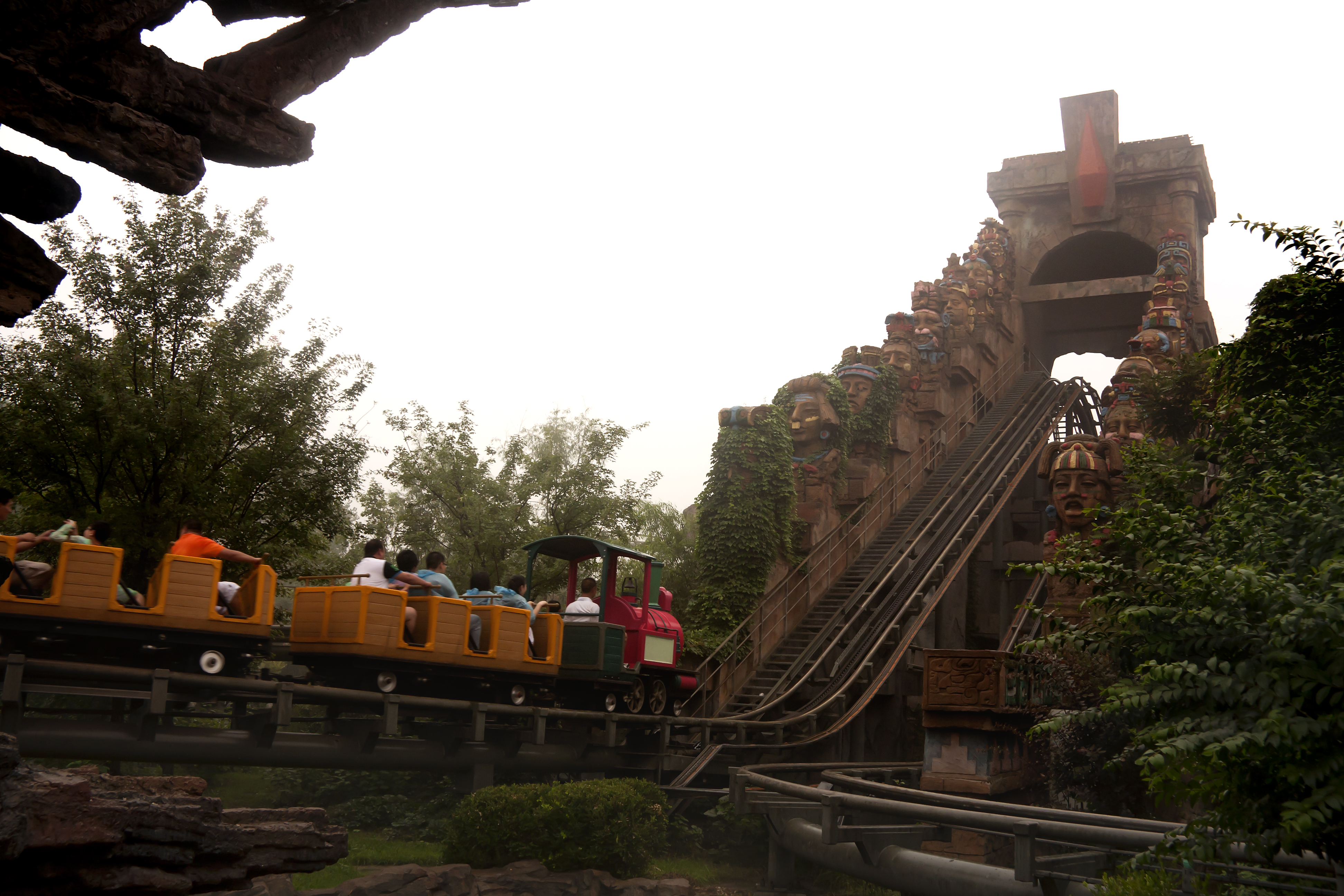
Jungle Racing à Happy Valley
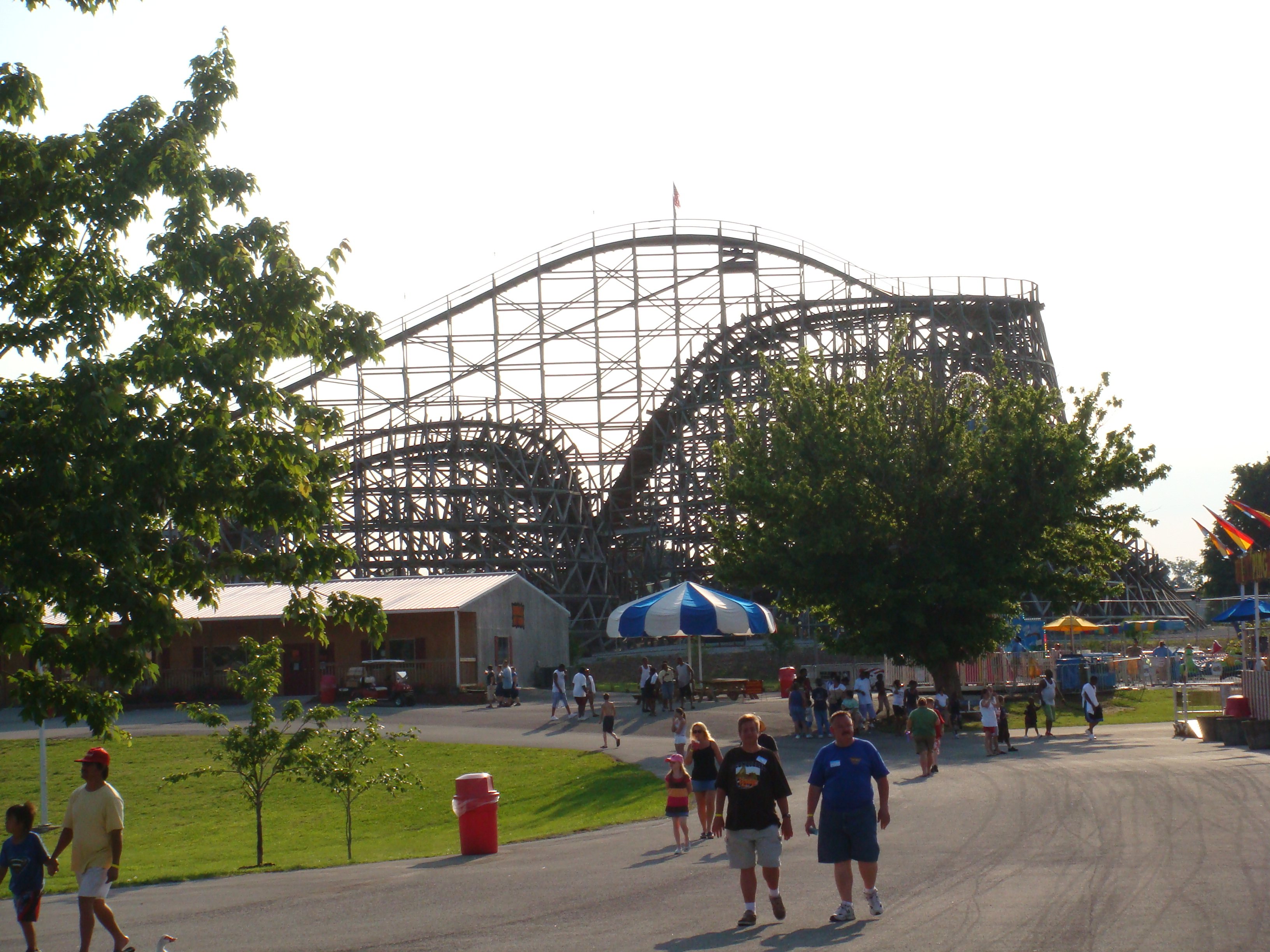
Kentucky Rumbler à Beech Bend Park
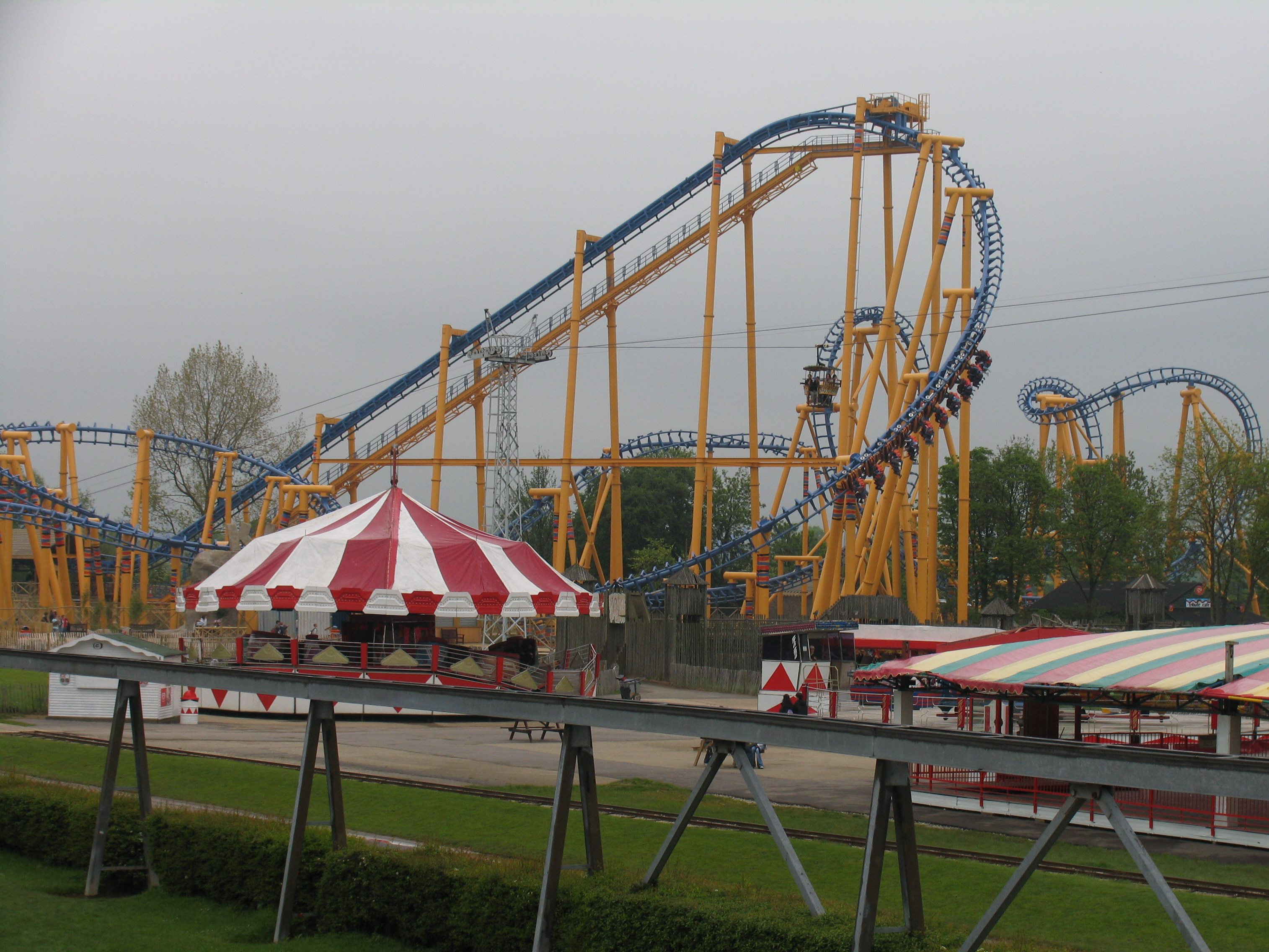
Kumali à Flamingo Land Theme Park & Zoo
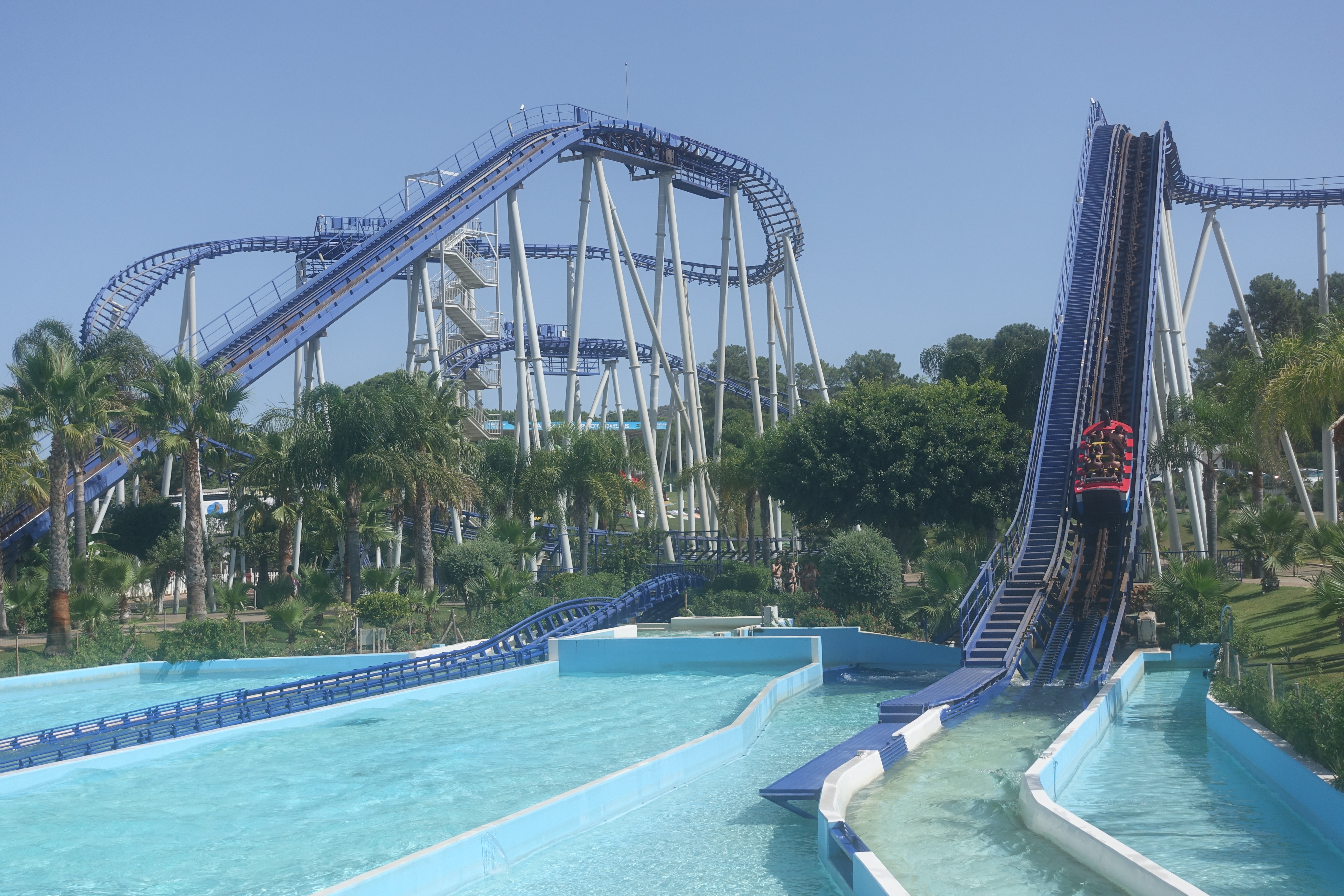
Montanha Russa à Aquashow Fun Family Park
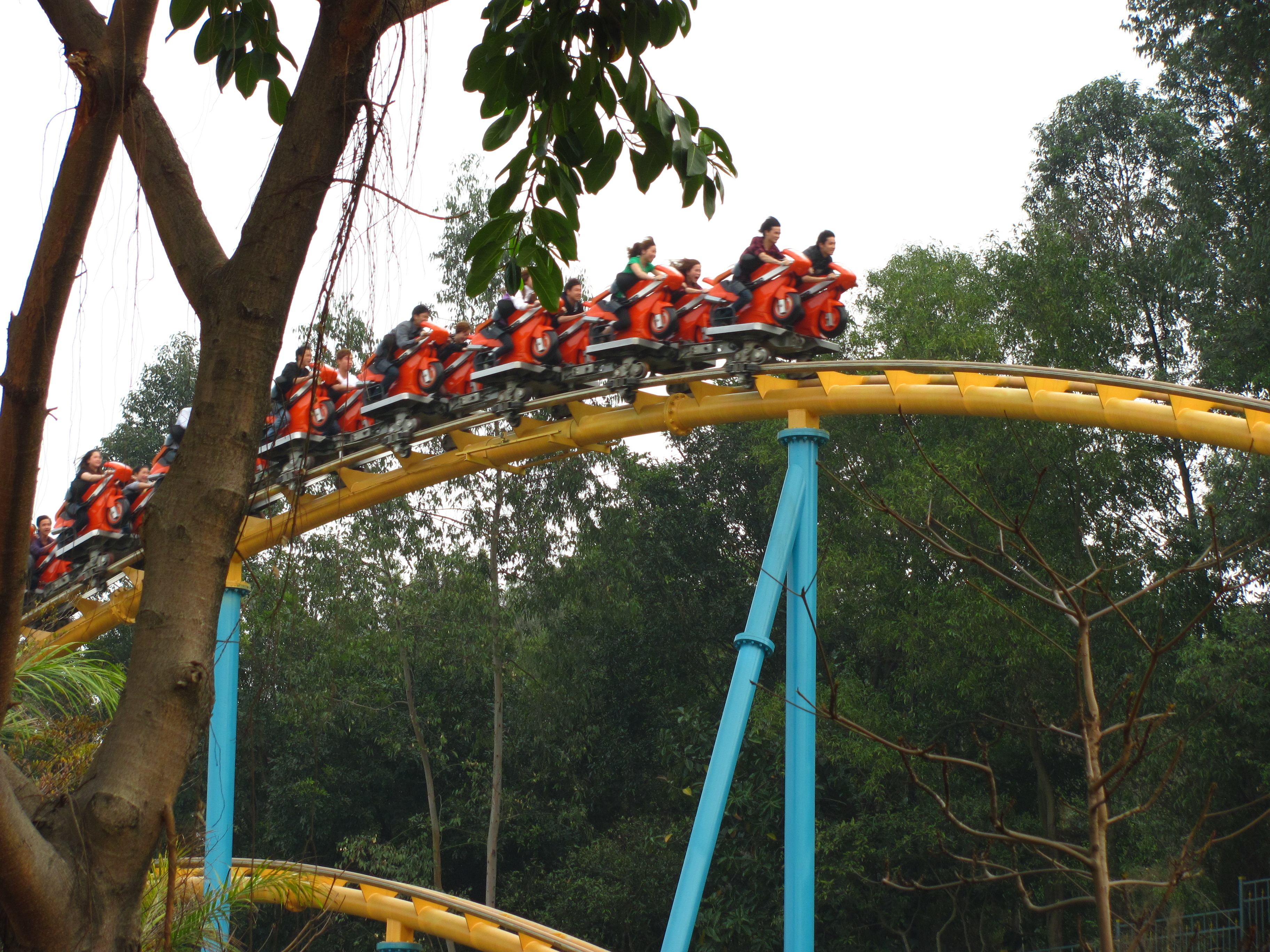
Motorbike Launch Coaster à Chimelong Paradise
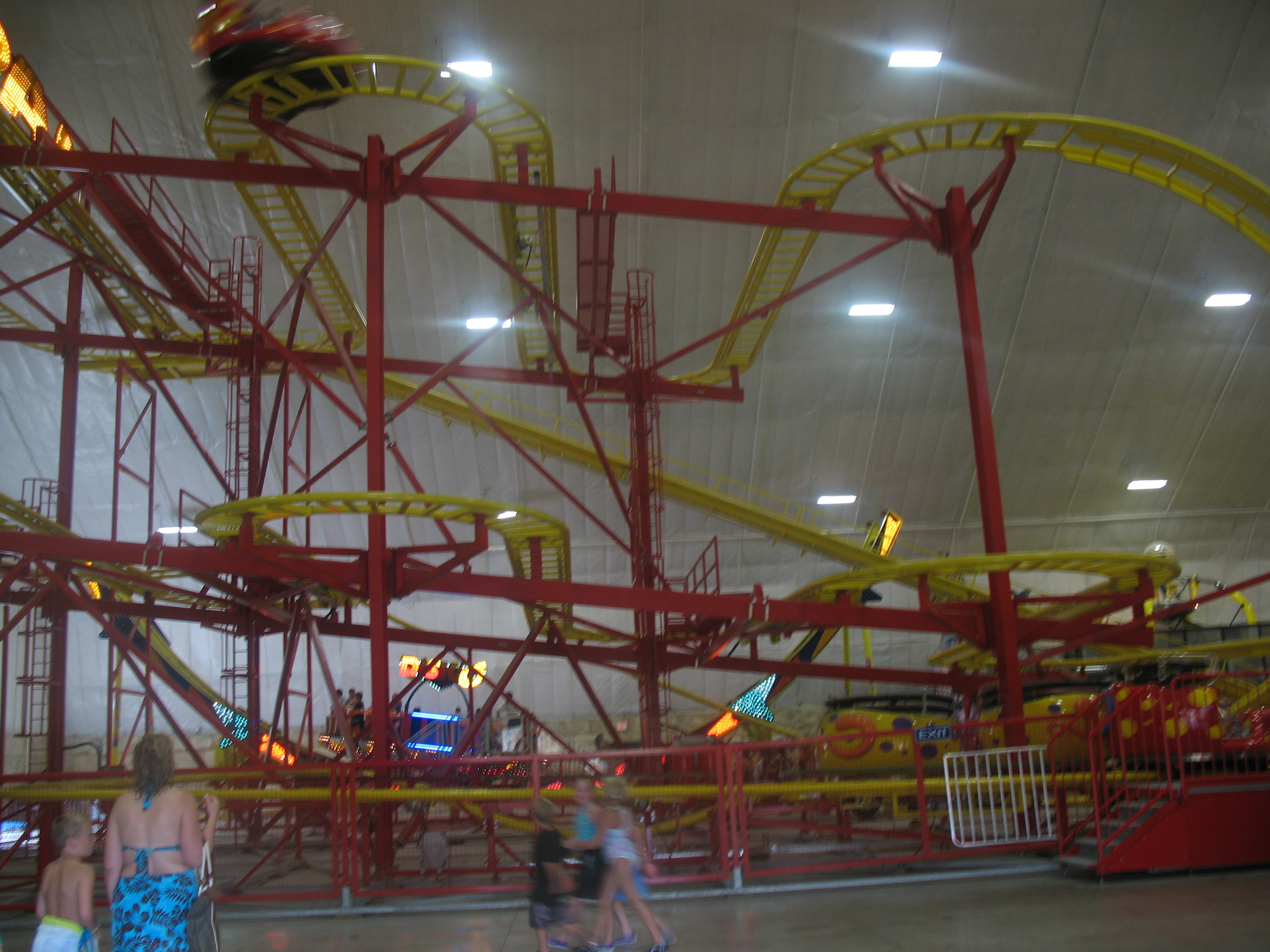
Opa à Mt. Olympus Water & Theme Park
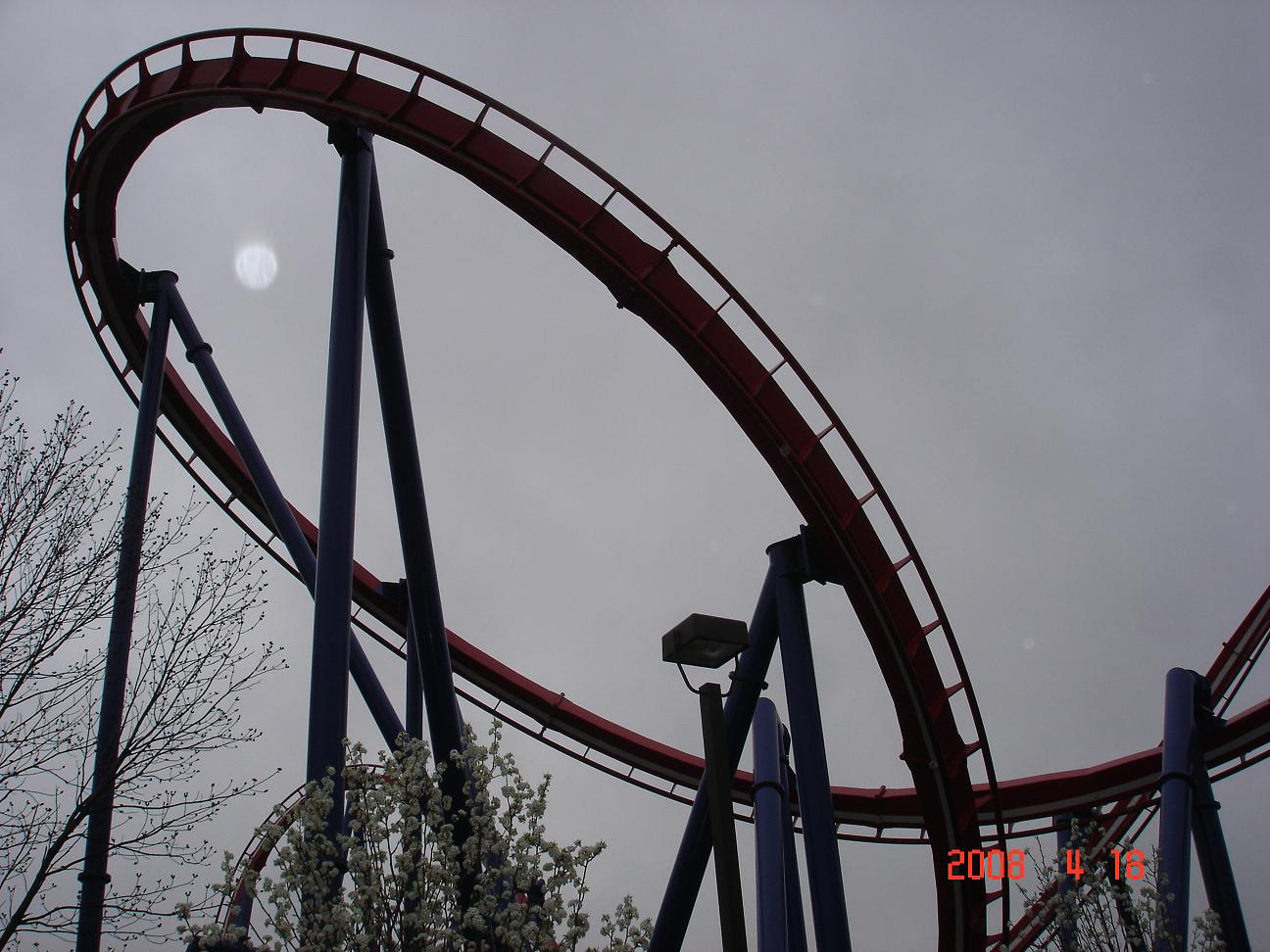
Patriot à Worlds of Fun
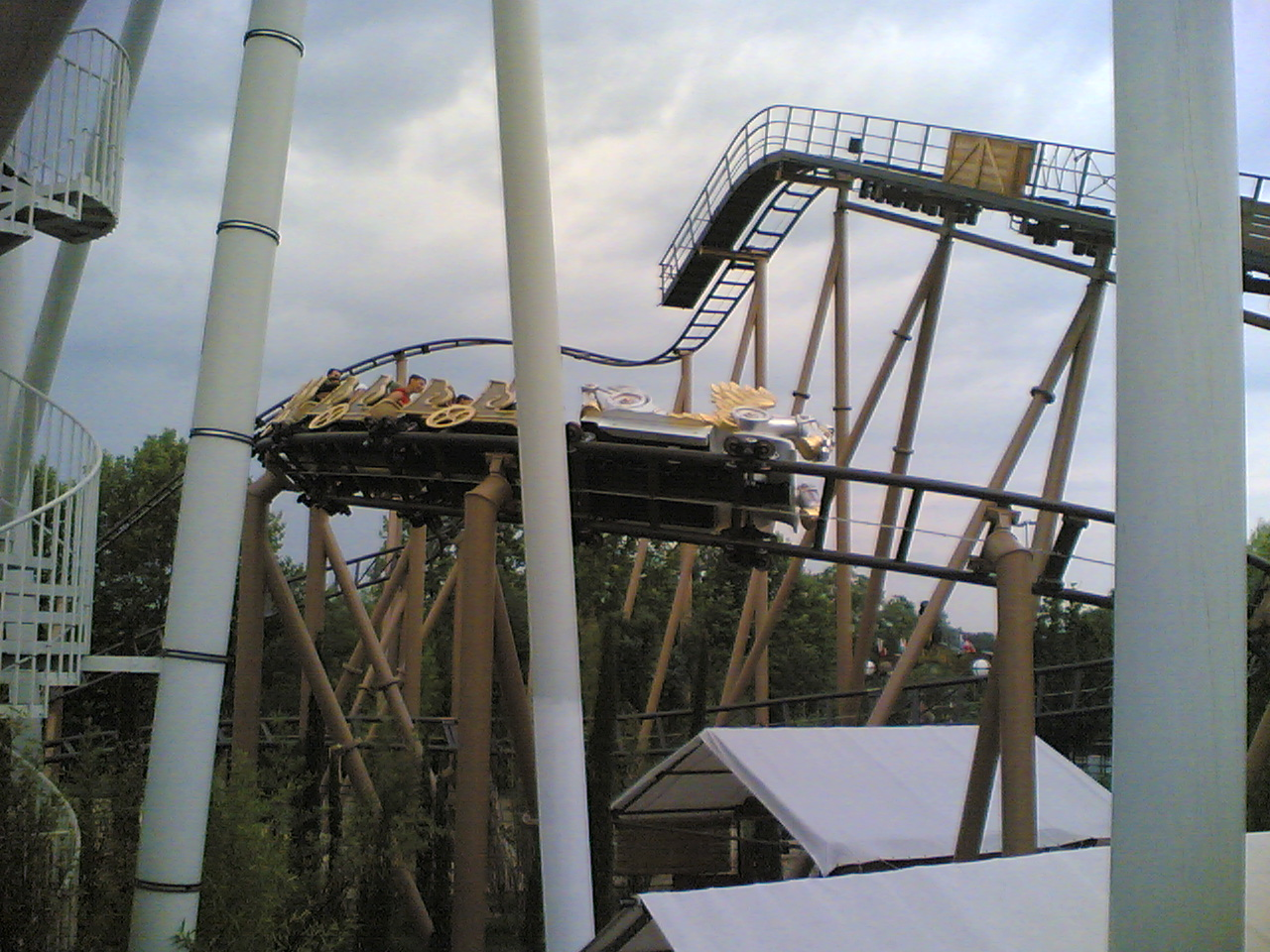
Pegasus à Europa-Park
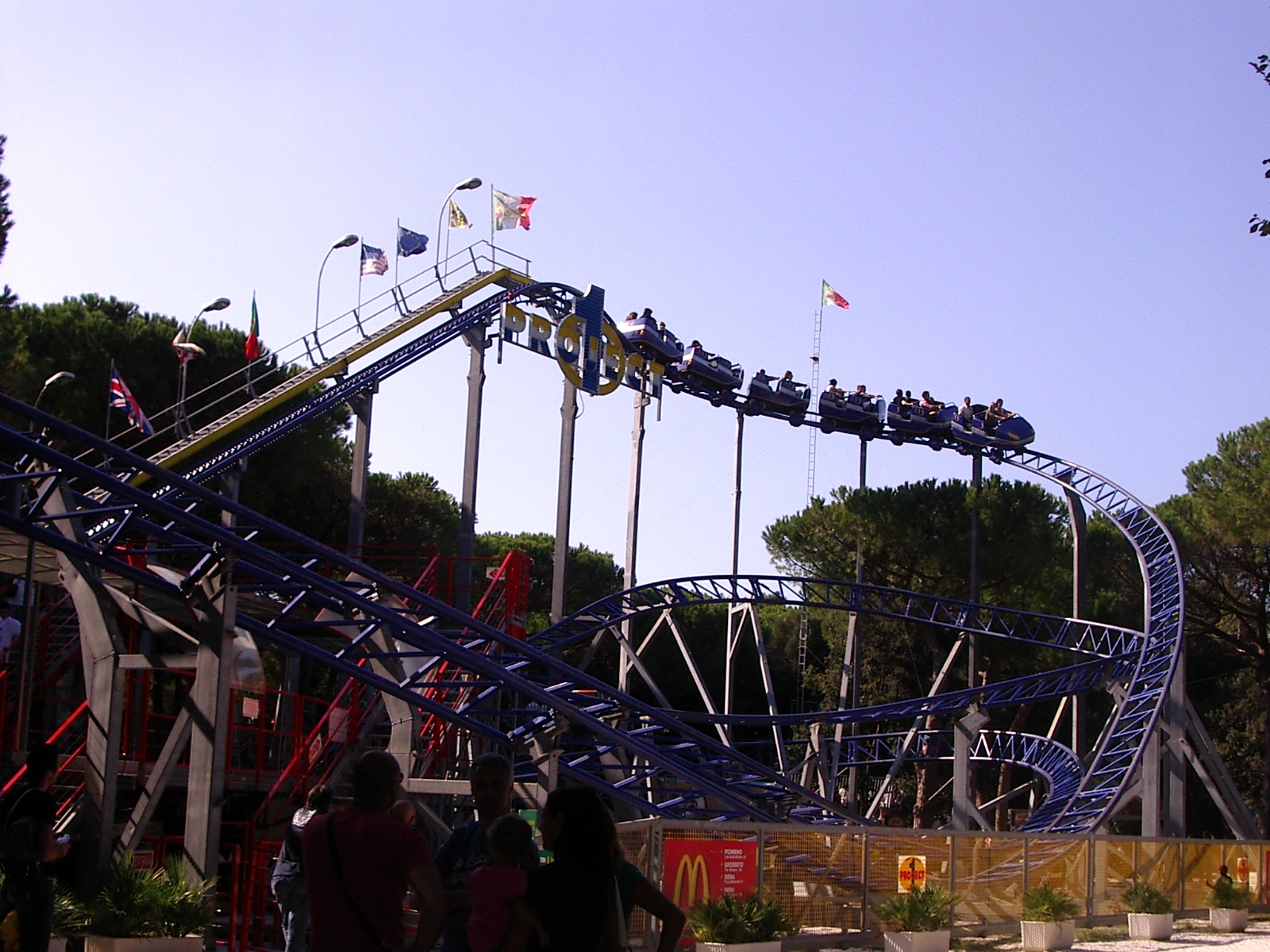
Project 1 à Cavallino Matto
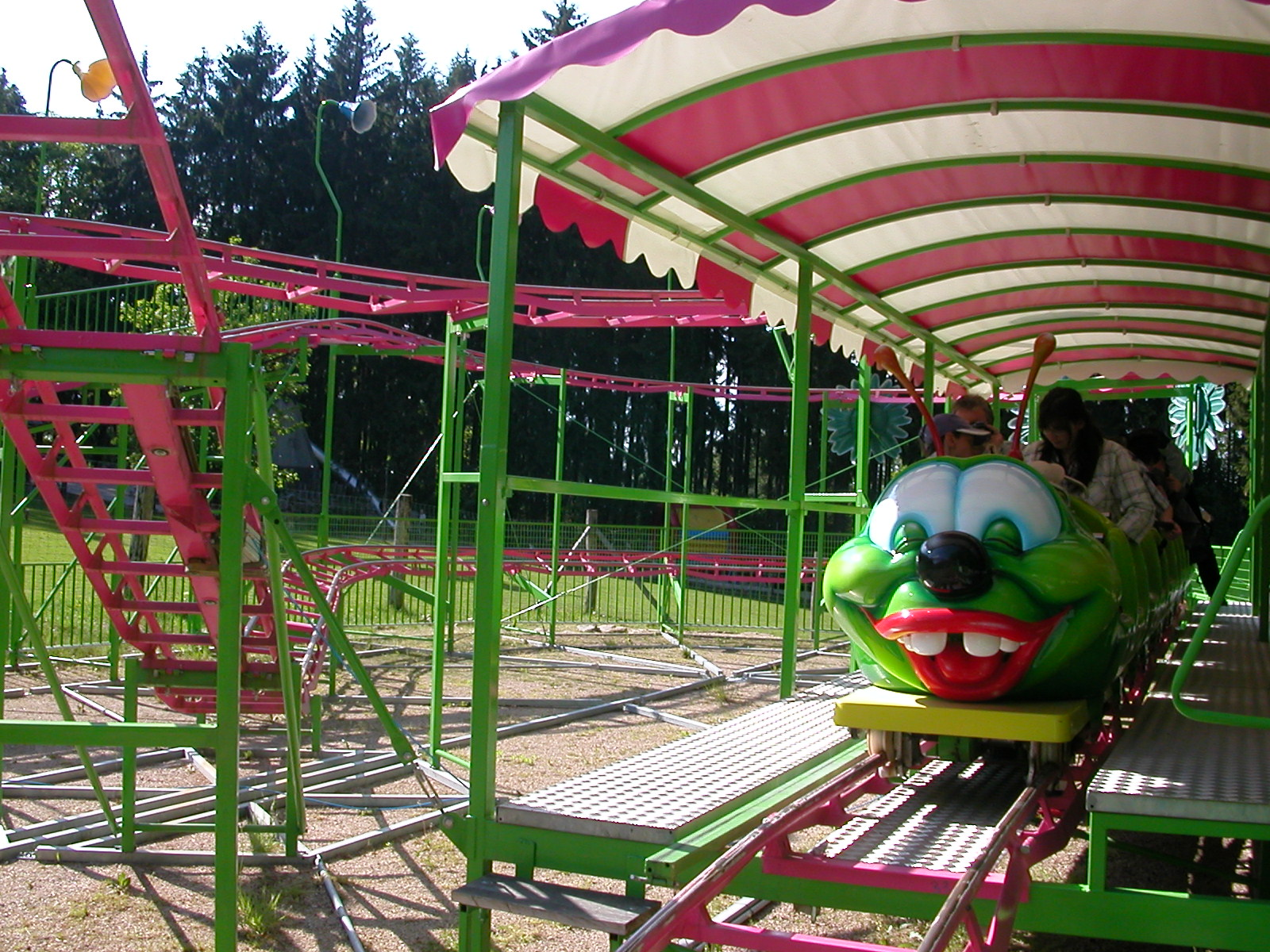
Raupe à Freizeitpark Plohn
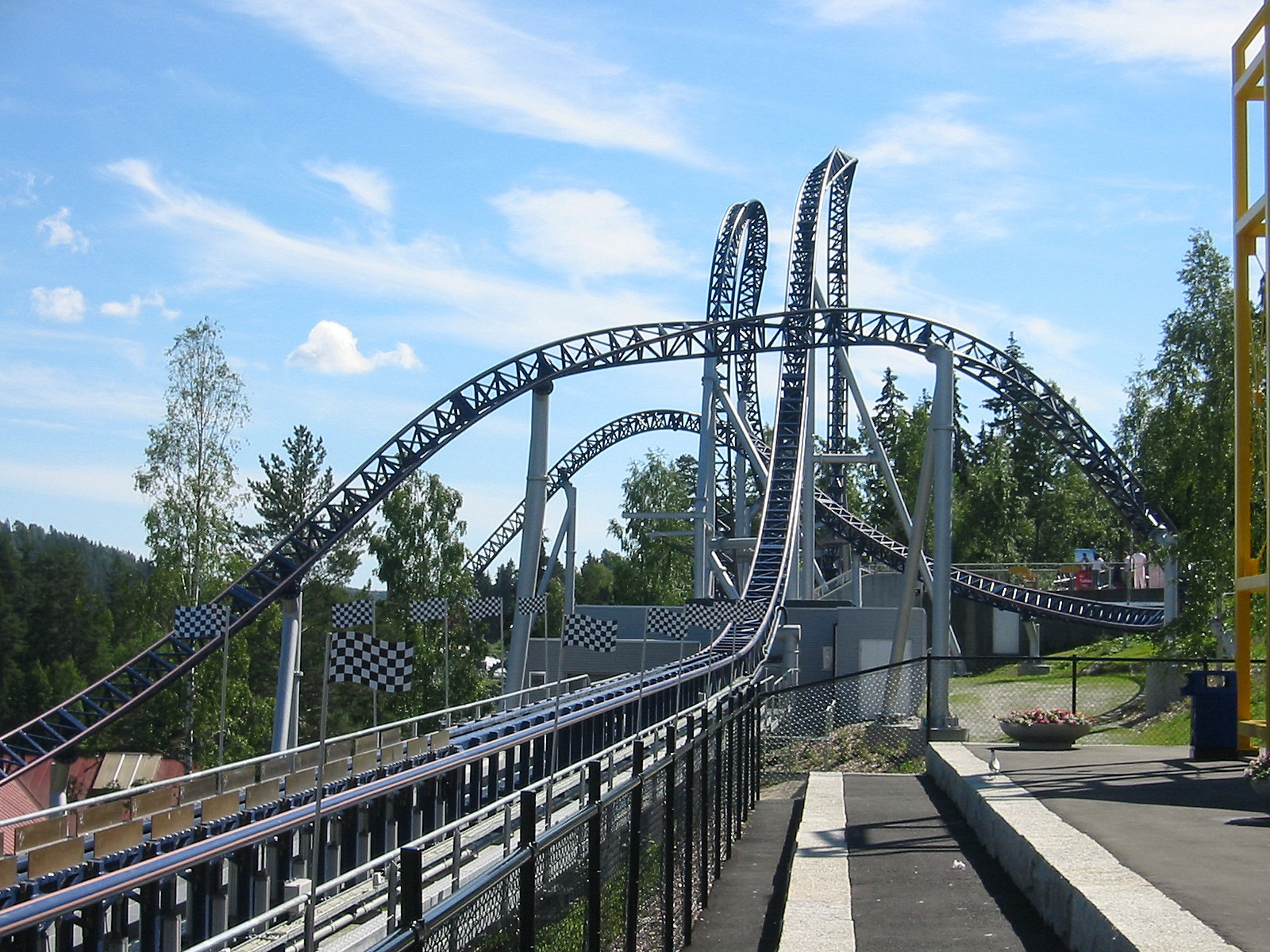
Speed Monster à TusenFryd
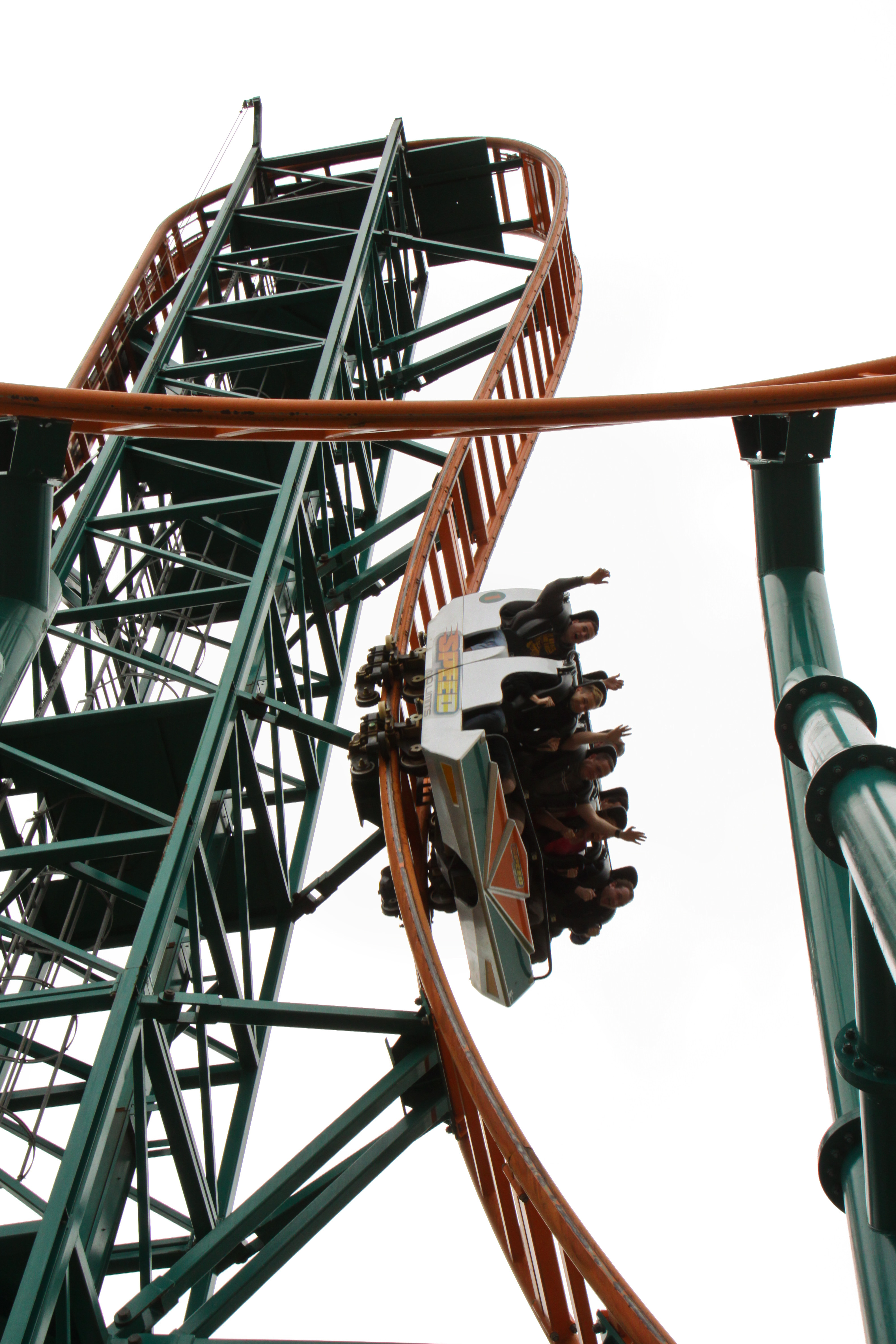
Speed: No Limits à Oakwood Theme Park
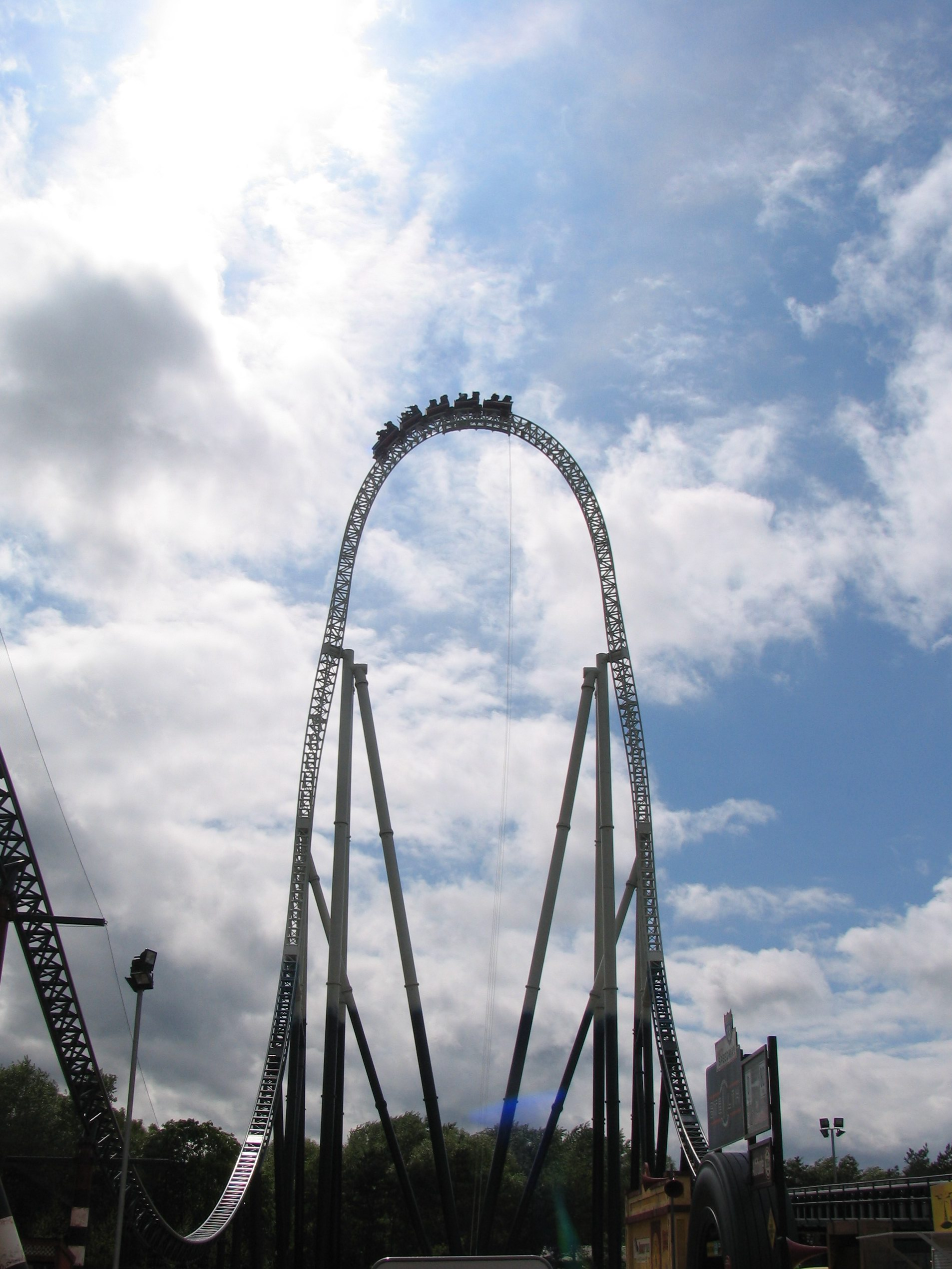
Stealth à Thorpe Park
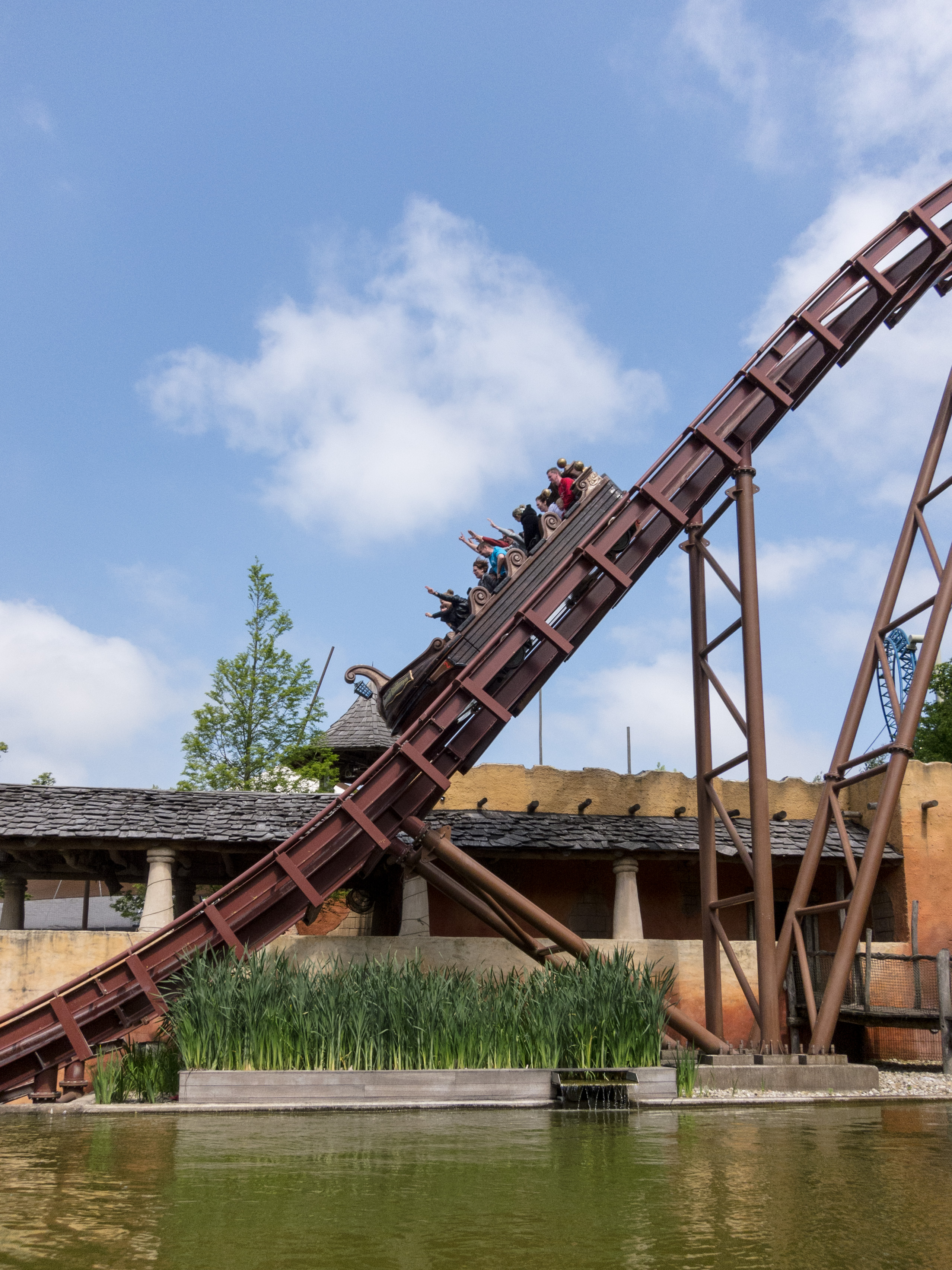
SuperSplash à Plopsaland De Panne
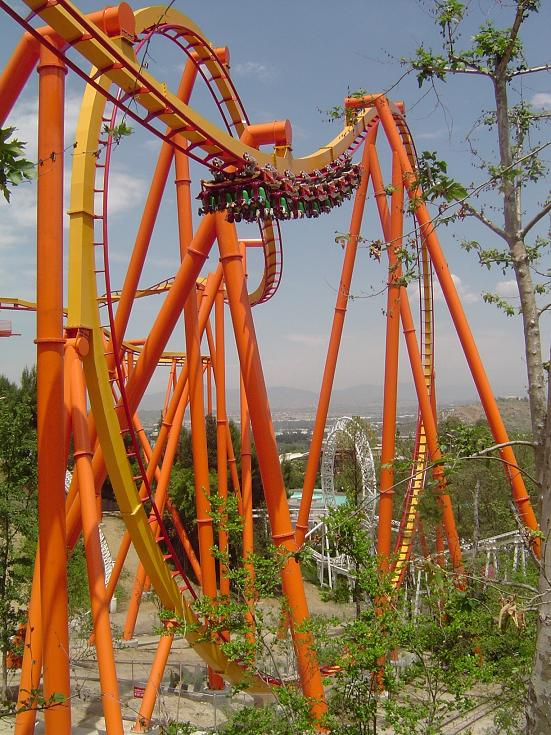
Tatsu à Six Flags Magic Mountain
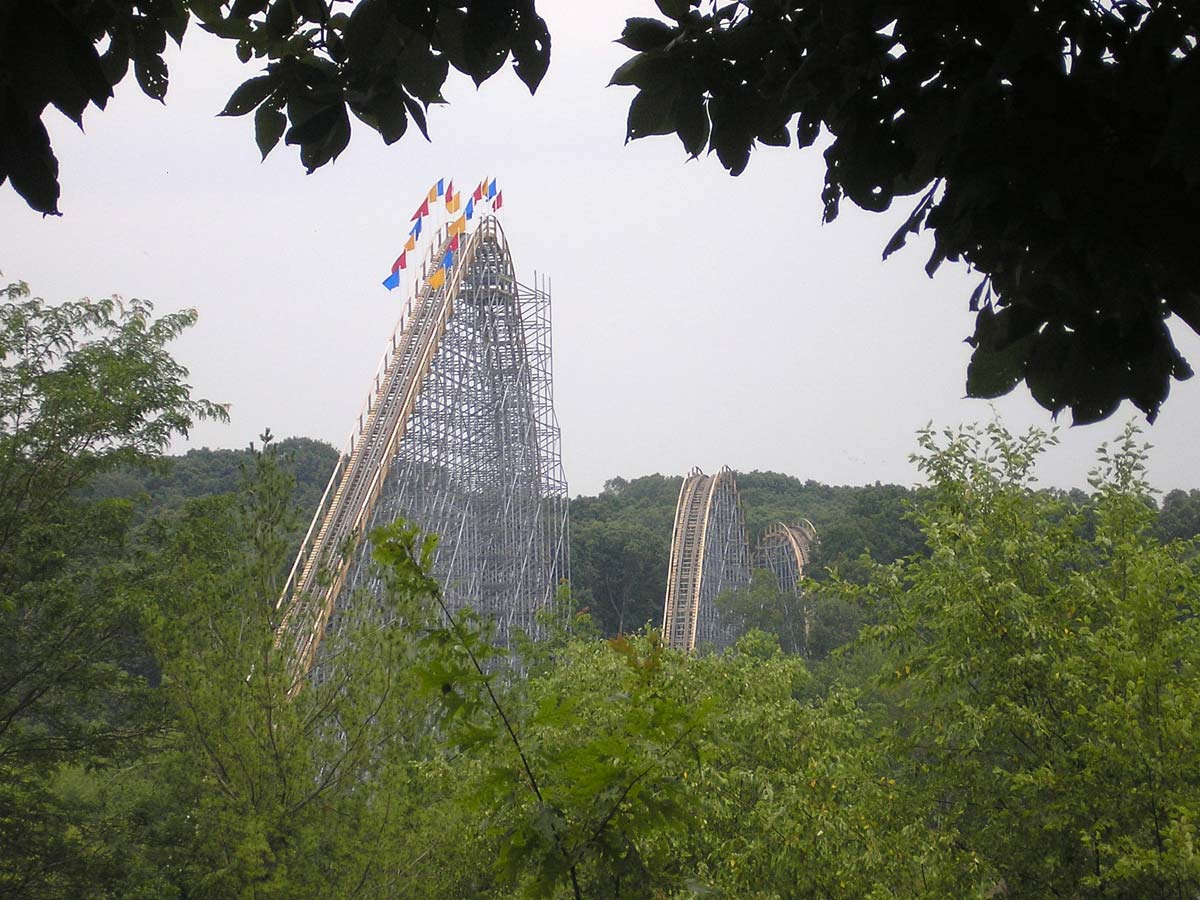
The Voyage à Holiday World
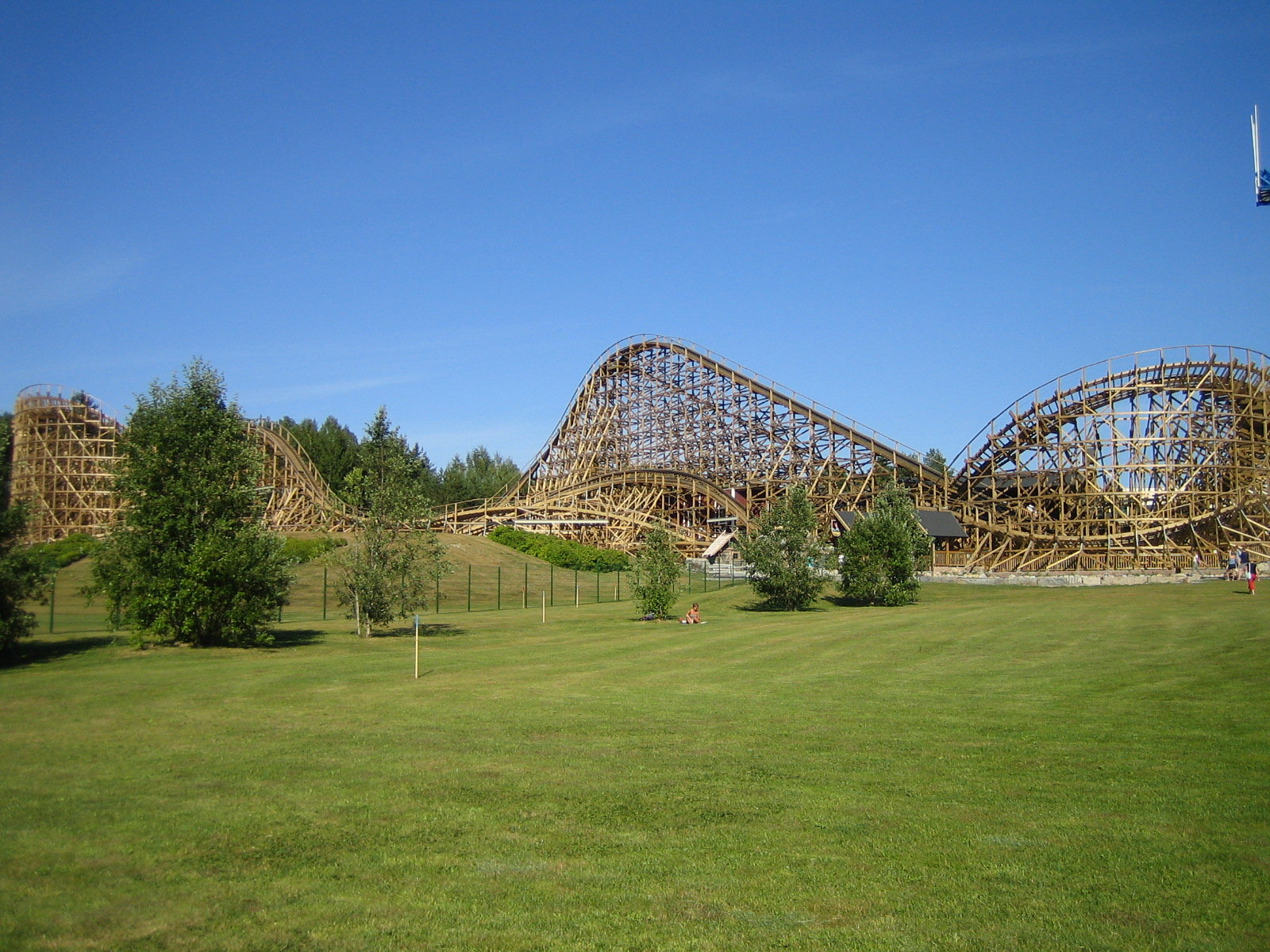
Thunderbird à PowerPark
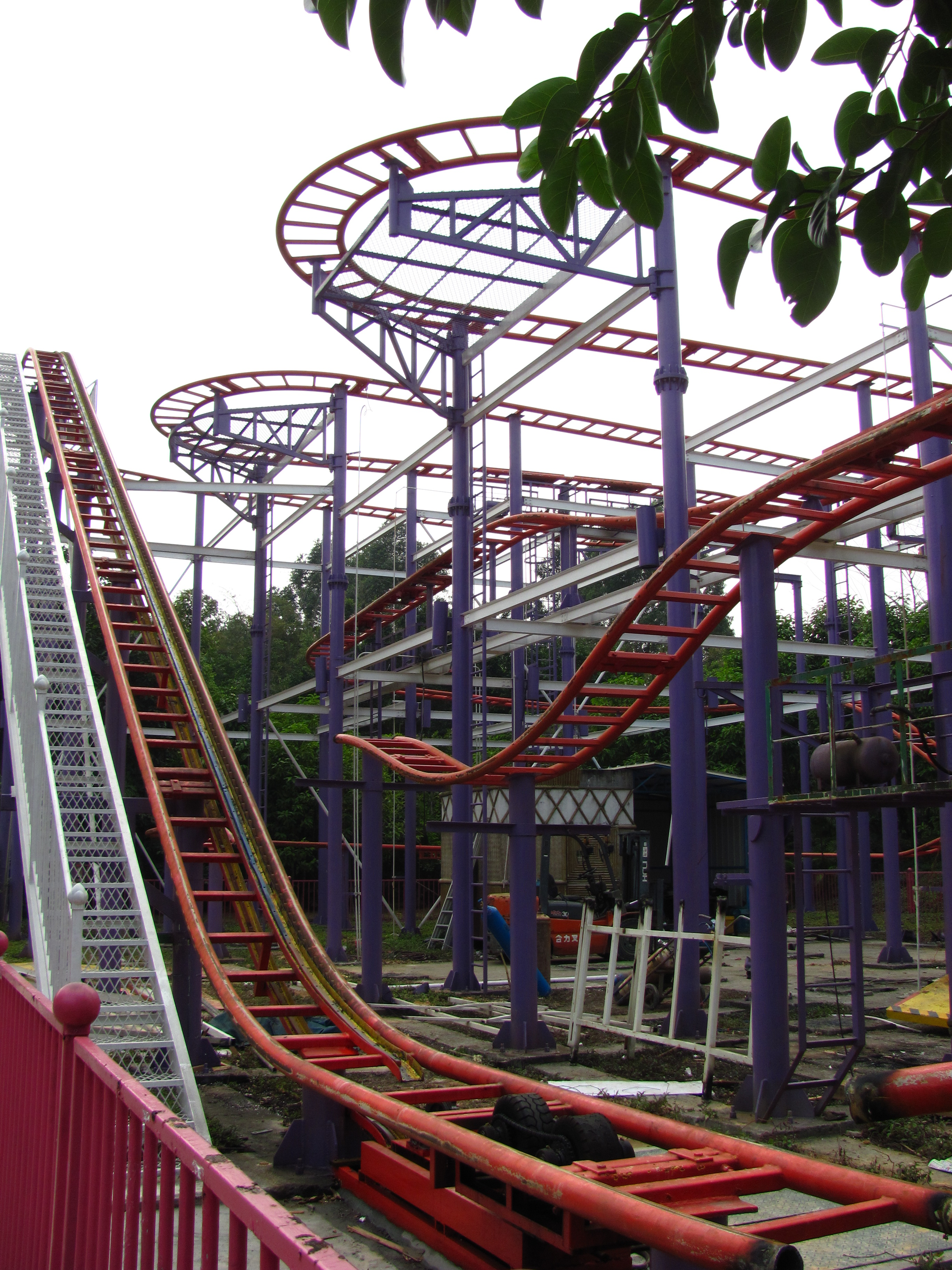
Twister Coaster à Chimelong Paradise
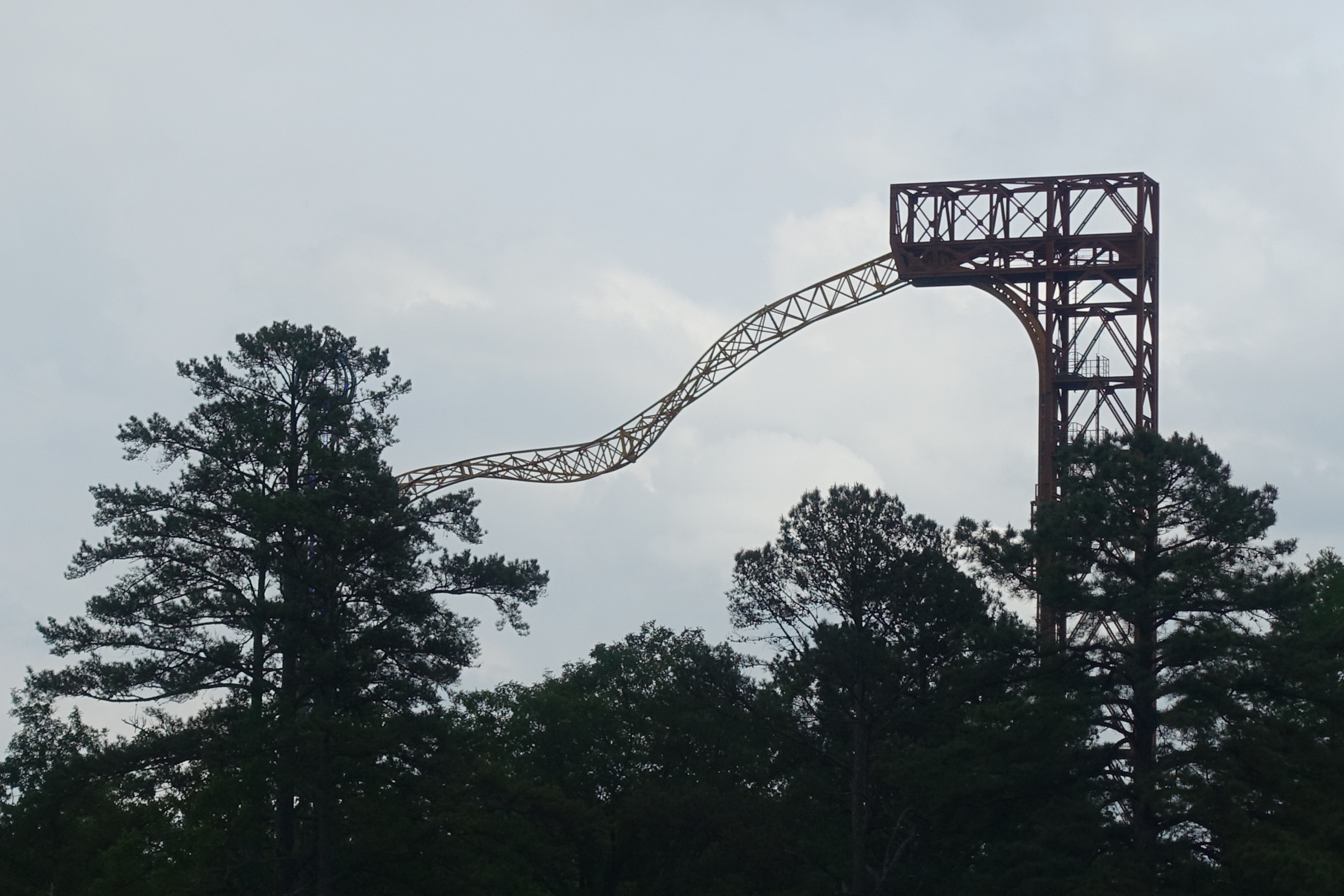
X Coaster à Magic Springs and Crystal Falls
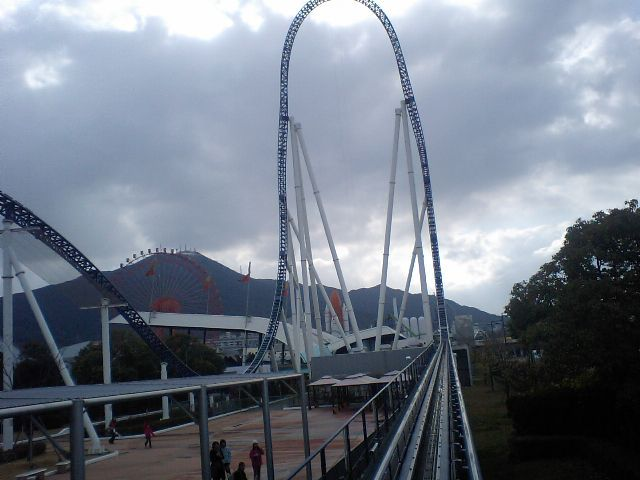
Zaturn à Space World

#### Nouveau thème
| Nom           | Type / Modèle         | Constructeur | Parc          | Pays     | Anciennement           |
| ------------- | --------------------- | ------------ | ------------- | -------- | ---------------------- |
| Dream Catcher | À véhicules suspendus | Vekoma       | Bobbejaanland | Belgique | Air Race (1987 à 2005) |

### Autres attractions
Cette liste est non exhaustive.

#### Nouveautés
| Nom                                             | Type                            | Constructeur             | Parc                               | Pays        |
| ----------------------------------------------- | ------------------------------- | ------------------------ | ---------------------------------- | ----------- |
| AirMaxx                                         | Tour de chute                   | SBF                      | Cavallino Matto                    | Italie      |
| Autopia                                         | Parcours de voitures            | Walt Disney Imagineering | Hong Kong Disneyland               | Chine       |
| Avatar                                          | Disk'O Coaster                  | Zamperla                 | Paramount's Kings Island           | États-Unis  |
| Balancier des Fortiches                         | Butterfly                       | Heege                    | Futuroscope                        | France      |
| Batwing                                         | Télécombat                      | Zamperla                 | Six Flags Over Texas               | États-Unis  |
| Batwing Spaceshot                               | Space Shot                      | S&S Worldwide            | Warner Bros. Movie World Australia | Australie   |
| Buzz l'éclair Bataille Laser                    | Parcours scénique interactif    | Walt Disney Imagineering | Parc Disneyland                    | France      |
| Caddo Lake Barge                                | Rockin' Tug                     | Zamperla                 | Six Flags Over Texas               | États-Unis  |
| Cannibal Pots                                   | Tasses                          | Technical Park           | Dennlys Parc                       | France      |
| Capt'n Black Bird's Piratentaufe                | Tilt Tower                      | ABC Engineering          | Belantis                           | Allemagne   |
| Catapult                                        | Sky Swat                        | S&S Worldwide            | Six Flags New England              | États-Unis  |
| Ciné Desperados                                 | Cinémaction                     | Alterface                | Fraispertuis-City                  | France      |
| Charlie and the chocolate factory               | Parcours scénique               | Mack Rides               | Alton Towers                       | Royaume-Uni |
| Danse avec les Robots                           | Robocoaster                     | Kuka                     | Futuroscope                        | France      |
| Desperado City                                  | Cinémaction                     | Alterface                | Bobbejaanland                      | Belgique    |
| El Toro                                         | Breakdance                      | Huss Rides               | Bellewaerde                        | Belgique    |
| El Último Minuto                                | Barque scénique                 |                          | Dinópolis                          | Espagne     |
| Étoile de Nanchang                              | Grande roue                     |                          | Nanchang                           | Chine       |
| Fire Dragon Revelry                             | Giant Discovery                 | Zamperla                 | China Dinosaurs Park               | Chine       |
| Ghostville: Escape from Ghost City              | Parcours scénique               |                          | Mirabilandia                       | Italie      |
| Gobbler Getaway                                 | Parcours scénique interactif    | Sally Corporation        | Holiday World                      | États-Unis  |
| Grizzly                                         | Disk'O Coaster                  | Zamperla                 | Nigloland                          | France      |
| Himmelskibet                                    | Star Flyer                      | Funtime                  | Jardins de Tivoli                  | Danemark    |
| Journey of Odyssey                              | Shoot the Chute                 | Golden Horse             | Happy Valley (Pékin)               | Chine       |
| Krage-Træerne                                   | Shoot, tilt & drop tower        | Bear Rides               | BonbonLand                         | Danemark    |
| Krokobahn                                       | Bûches                          | ABC Engineering          | Märchenpark Neusiedlersee          | Autriche    |
| La Aventura de Scooby Doo                       | Parcours scénique interactif    | Sally Corporation        | Parque Warner Madrid               | Espagne     |
| La Mine d'Or                                    | Parcours scénique               | Heimo                    | Fraispertuis-City                  | France      |
| Lighthouse Tower                                | Star Flyer                      | Funtime                  | Holiday Park                       | Allemagne   |
| Maibaum                                         | Maibaum                         | ABC Engineering          | Erlebnispark Tripsdrill            | Allemagne   |
| Magnificent Wave Carousel                       | Chaises volantes                | Zamperla                 | Silver Dollar City                 | États-Unis  |
| Monsters, Inc. : Mike and Sulley to the Rescue! | Parcours scénique interactif    | Walt Disney Imagineering | Disney's California Adventure      | États-Unis  |
| Nave Pirata                                     | Bateau à bascule                | SBF                      | Cavallino Matto                    | Italie      |
| Ormen                                           | Topple Tower                    | Huss Rides               | Djurs Sommerland                   | Danemark    |
| Piratenflotte                                   | Parcours de bateaux interactifs | R.E. Enterprises         | CentrO.Park                        | Allemagne   |
| Reese's Xtreme Cup Challenge                    | Parcours scénique interactif    | Sally Corporation        | Hersheypark                        | États-Unis  |
| Skyhawk                                         | Screamin' Swing                 | S&S Worldwide            | Cedar Point                        | États-Unis  |
| Splash Battle                                   | Splash Battle                   | Preston & Barbieri       | Walibi Aquitaine                   | France      |
| SpringFlyer Devenu ROX Flyer en 2013.           | Star Flyer                      | Funtime                  | Plopsaland De Panne                | Belgique    |
| Superman: Tower of Power                        | Combo Ride                      | S&S Worldwide            | Six Flags St. Louis                | États-Unis  |
| Survivor: The Ride! Devenu Tiki Twirl en 2011.  | Disk'O Coaster                  | Zamperla                 | Great America                      | États-Unis  |
| Swing Shot                                      | Screamin' Swing                 | S&S Arrow                | Kennywood                          | États-Unis  |
| The Seas with Nemo & Friends Pavilion           | Pavillon                        | Walt Disney Imagineering | Epcot                              | États-Unis  |
| Thunder N' Lightning                            | Screamin' Swing                 | S&S Arrow                | Lake Compounce                     | États-Unis  |
| Theeleut                                        | Tasses                          | Mack Rides               | Drievliet                          | Pays-Bas    |
| Timber Tower                                    | Topple Tower                    | Huss Rides               | Dollywood                          | États-Unis  |
| Tower of Terror                                 | Tour de chute                   | Walt Disney Imagineering | Tokyo DisneySea                    | Japon       |
| Traktorbahn                                     | Parcours de tracteurs           | ABC Engineering          | Märchenpark Neusiedlersee          | Autriche    |
| U-571 Submarine simulator                       | Simulateur                      |                          | Movieland Studios                  | Italie      |
| Vertical Swing                                  | Star Flyer                      | Funtime                  | Divo Ostrov                        | Russie      |
| Vikings' River Splash                           | Rivière rapide en bouées        | ABC Engineering          | Legoland Billund                   | Danemark    |

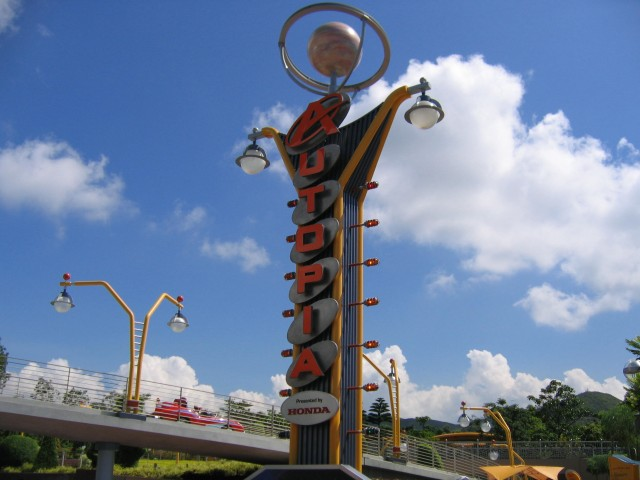
Autopia à Hong Kong Disneyland
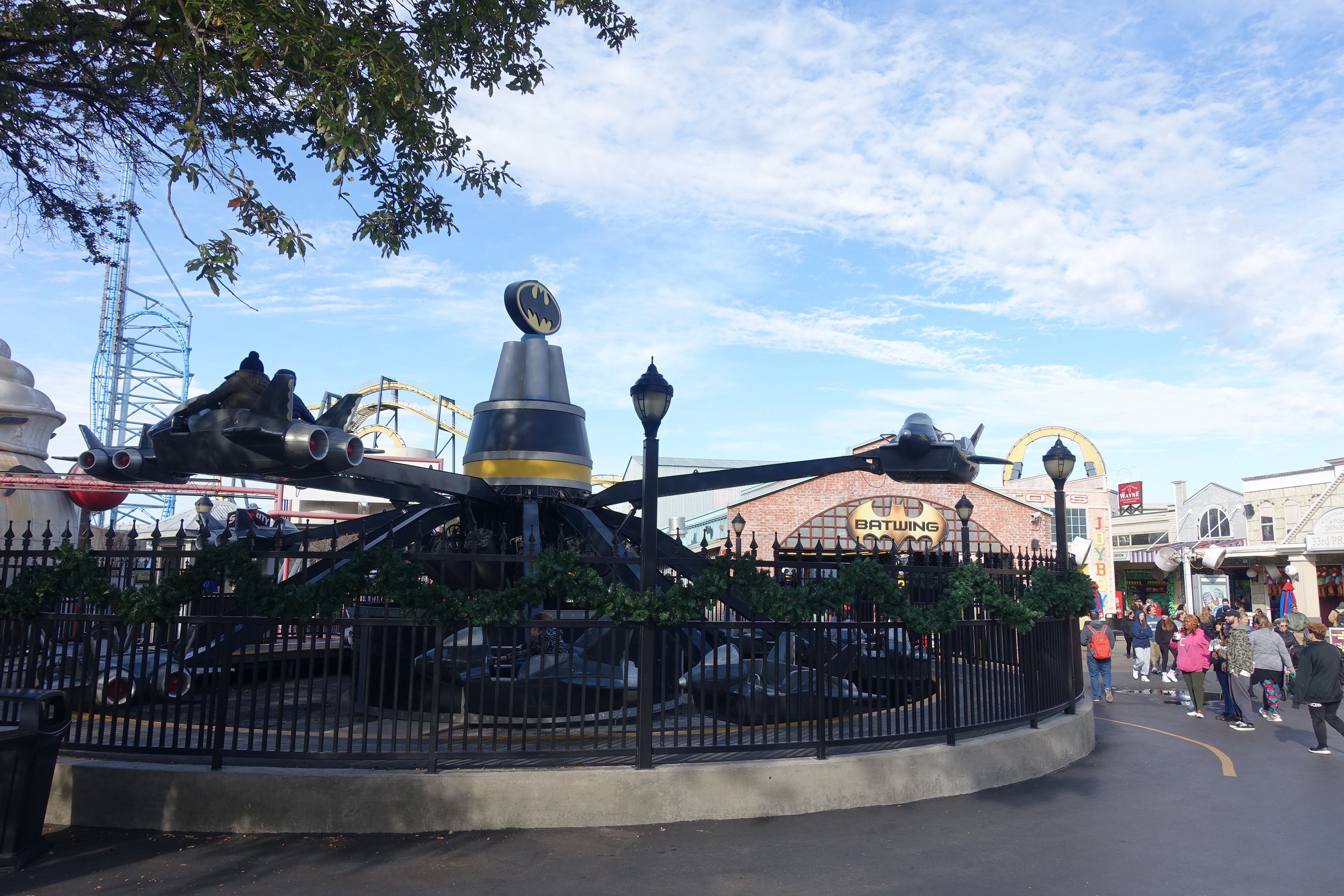
Batwing à Six Flags Over Texas
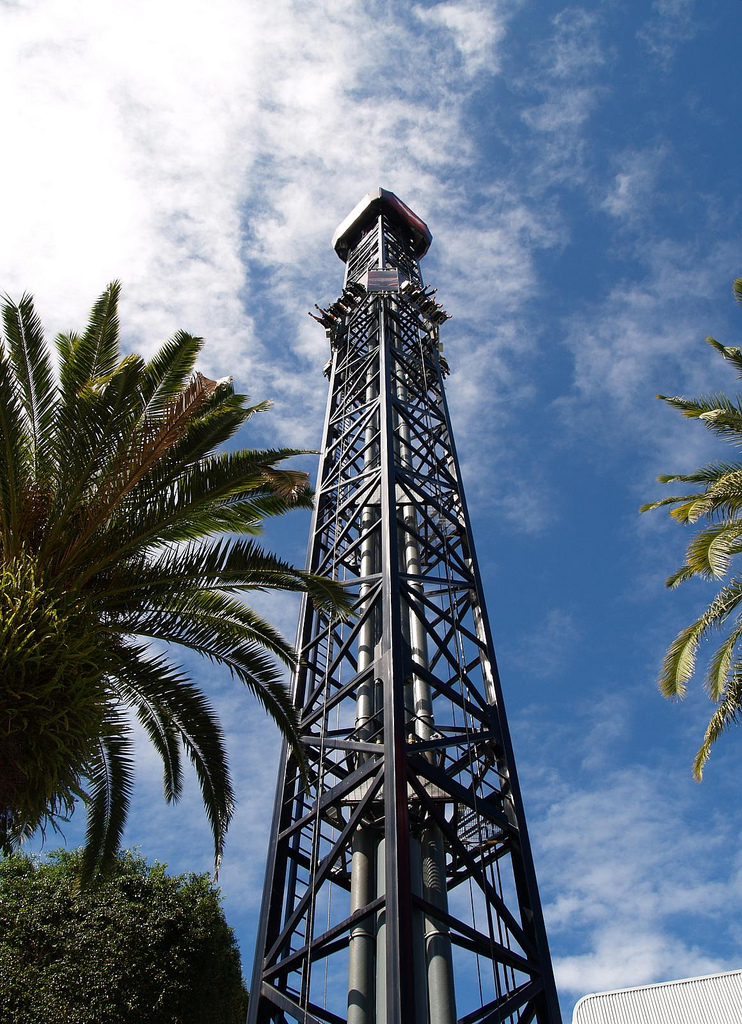
Batwing Spaceshot à Warner Bros. Movie World Australia
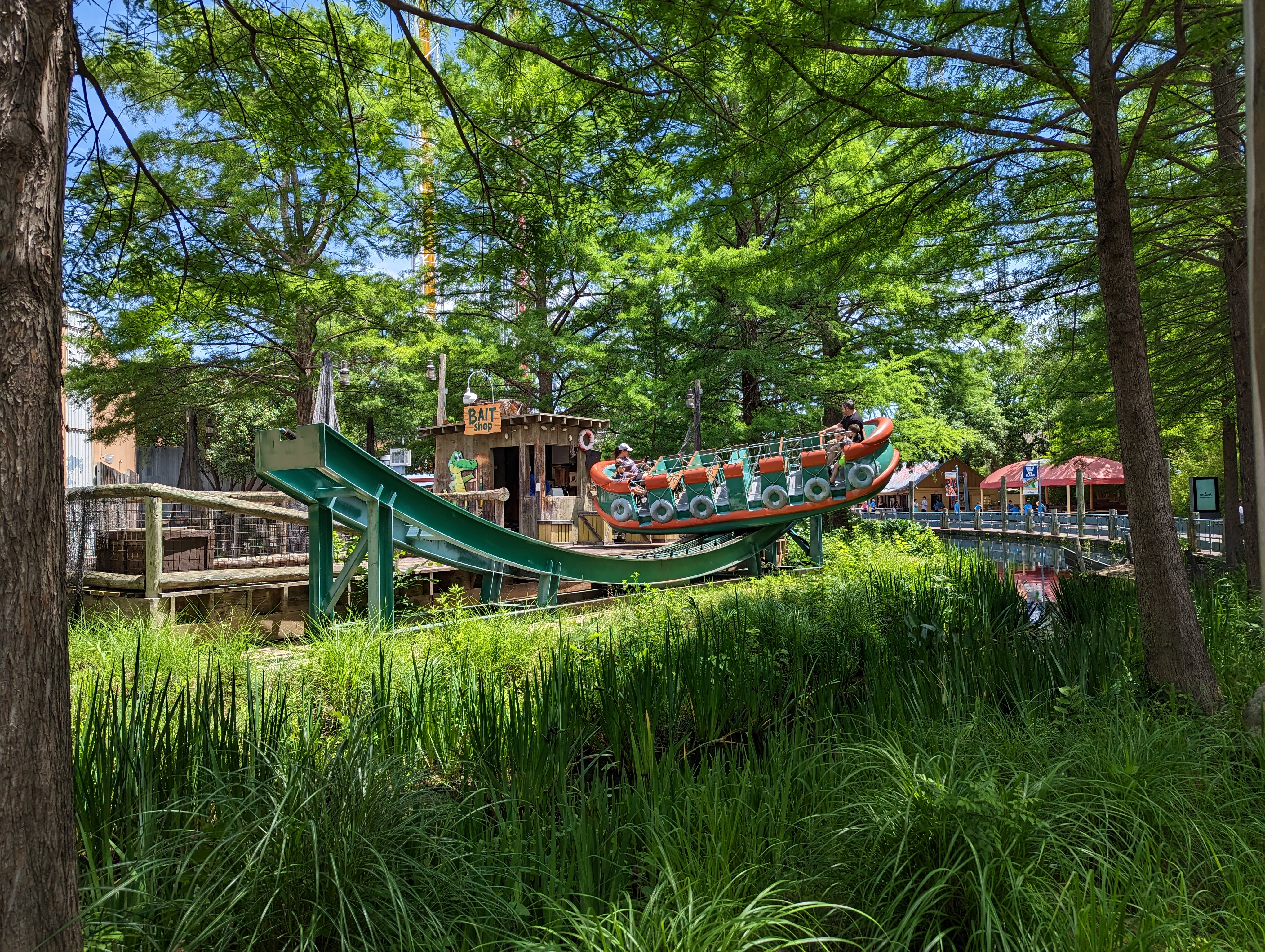
Caddo Lake Barge à Six Flags Over Texas
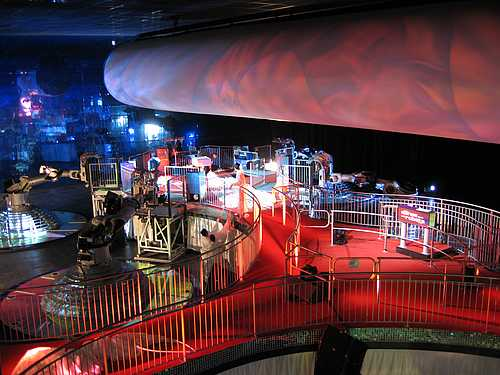
Danse avec les Robots au Futuroscope
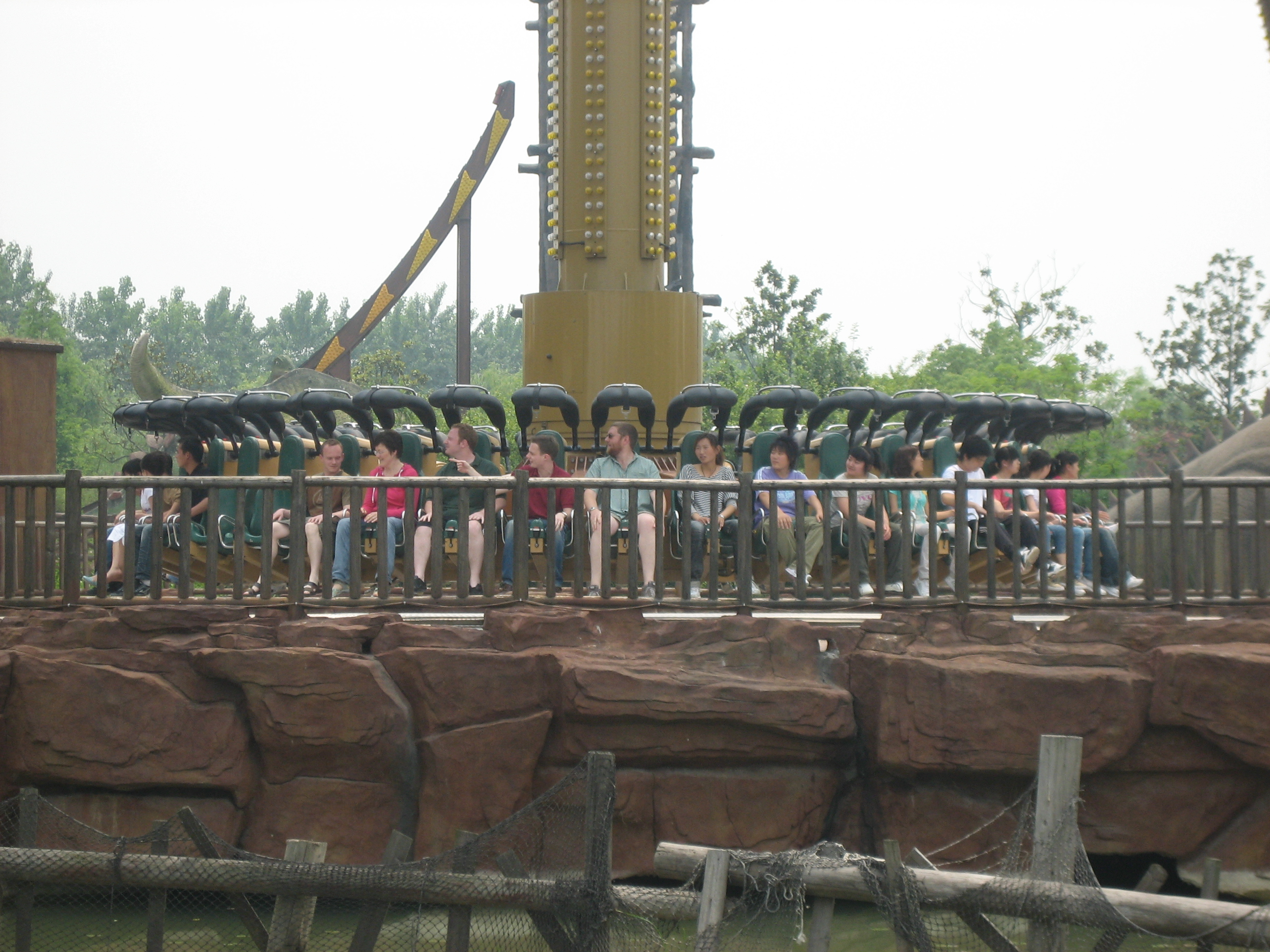
Fire Dragon Revelry à China Dinosaurs Park
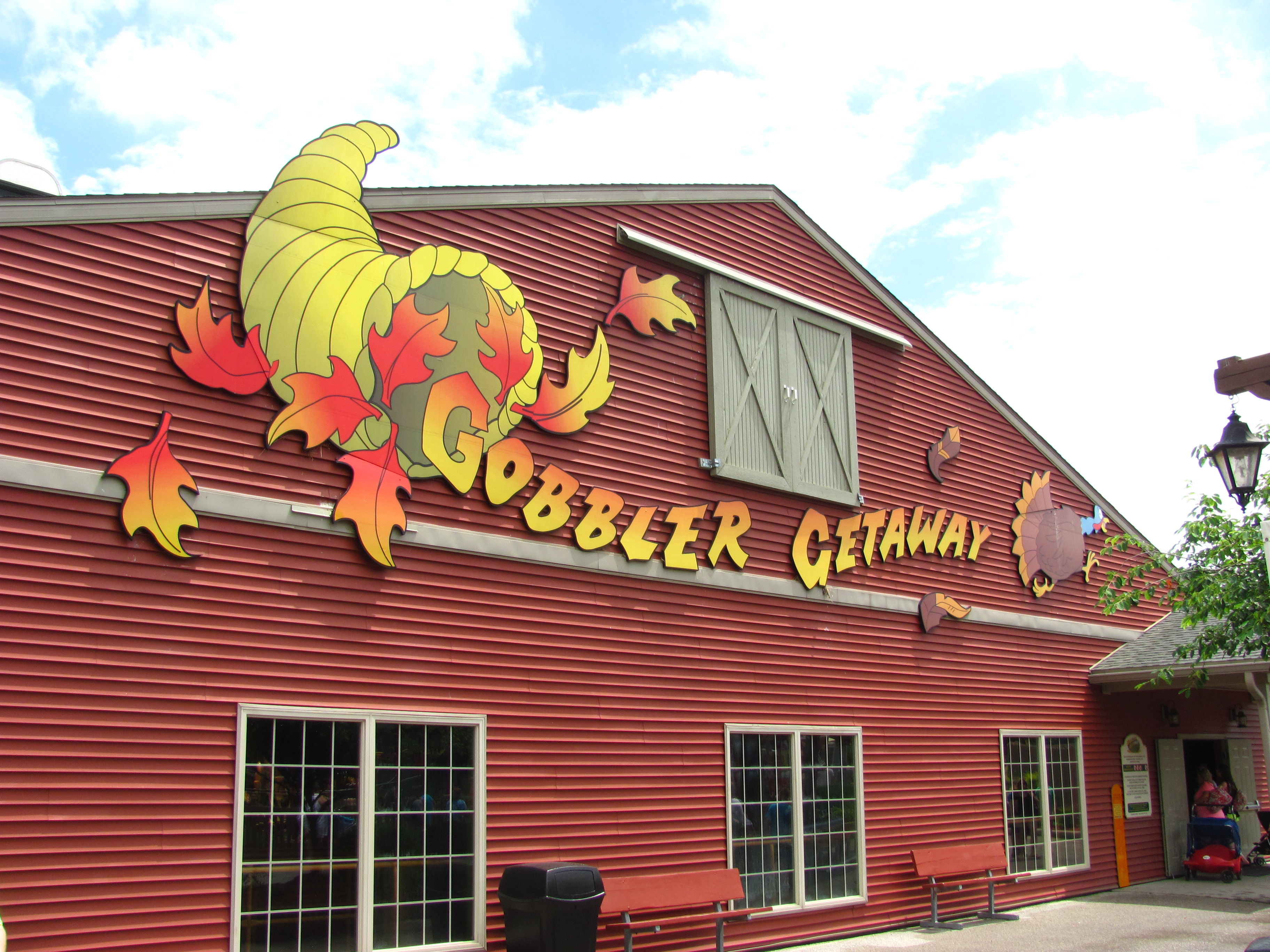
Gobbler Getaway à Holiday World
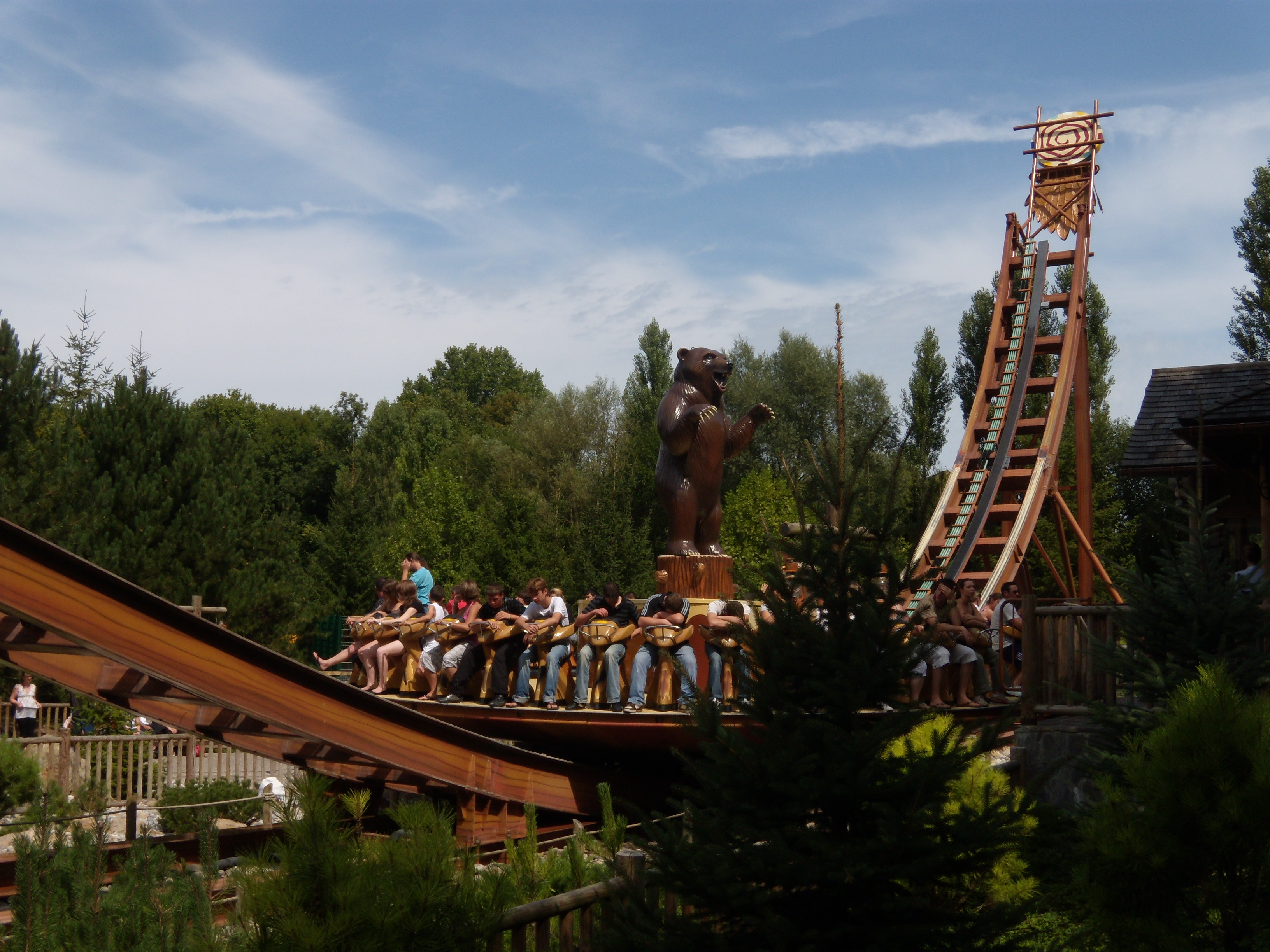
Grizzly à Nigloland
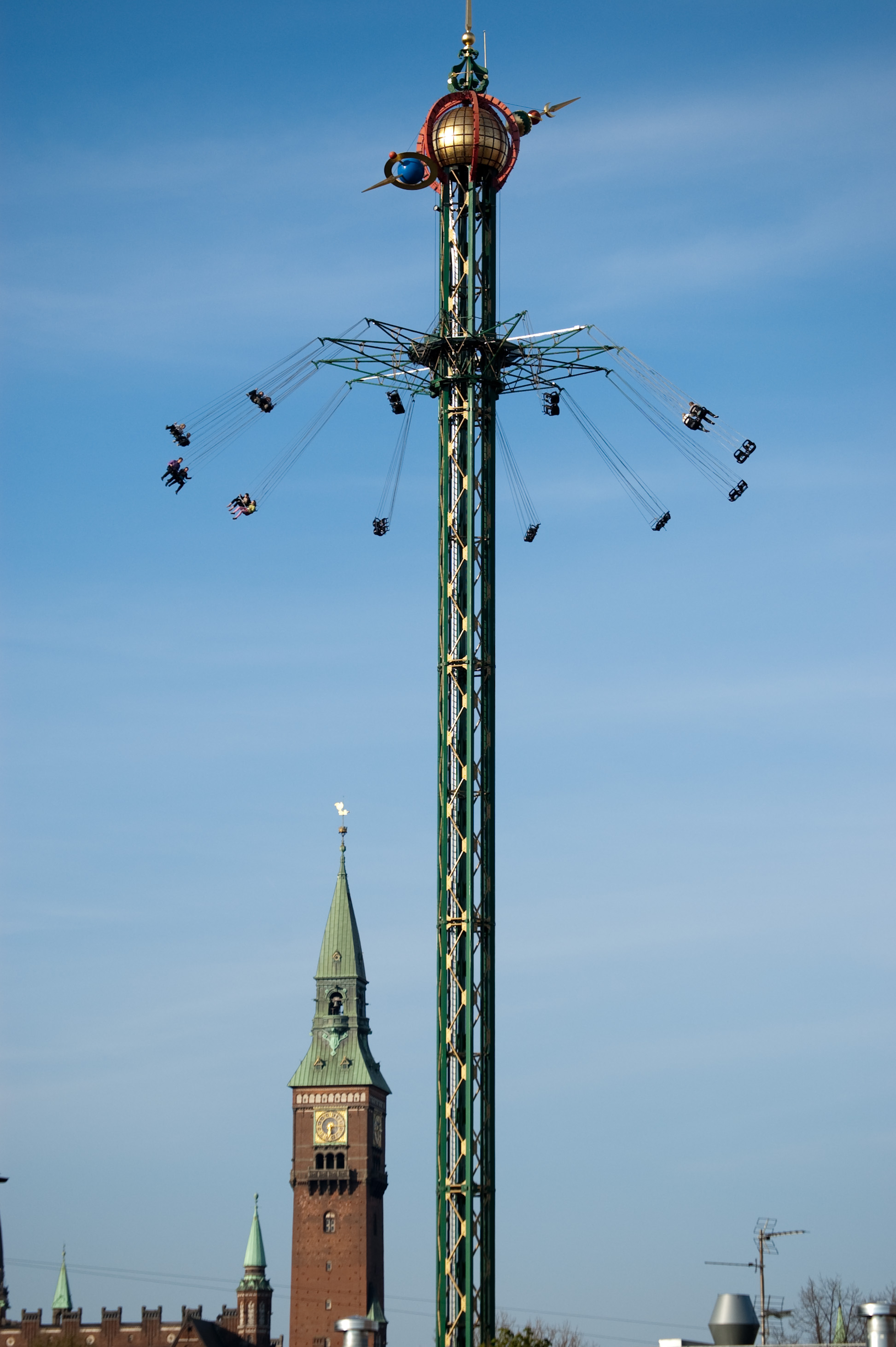
Himmelskibet aux jardins de Tivoli
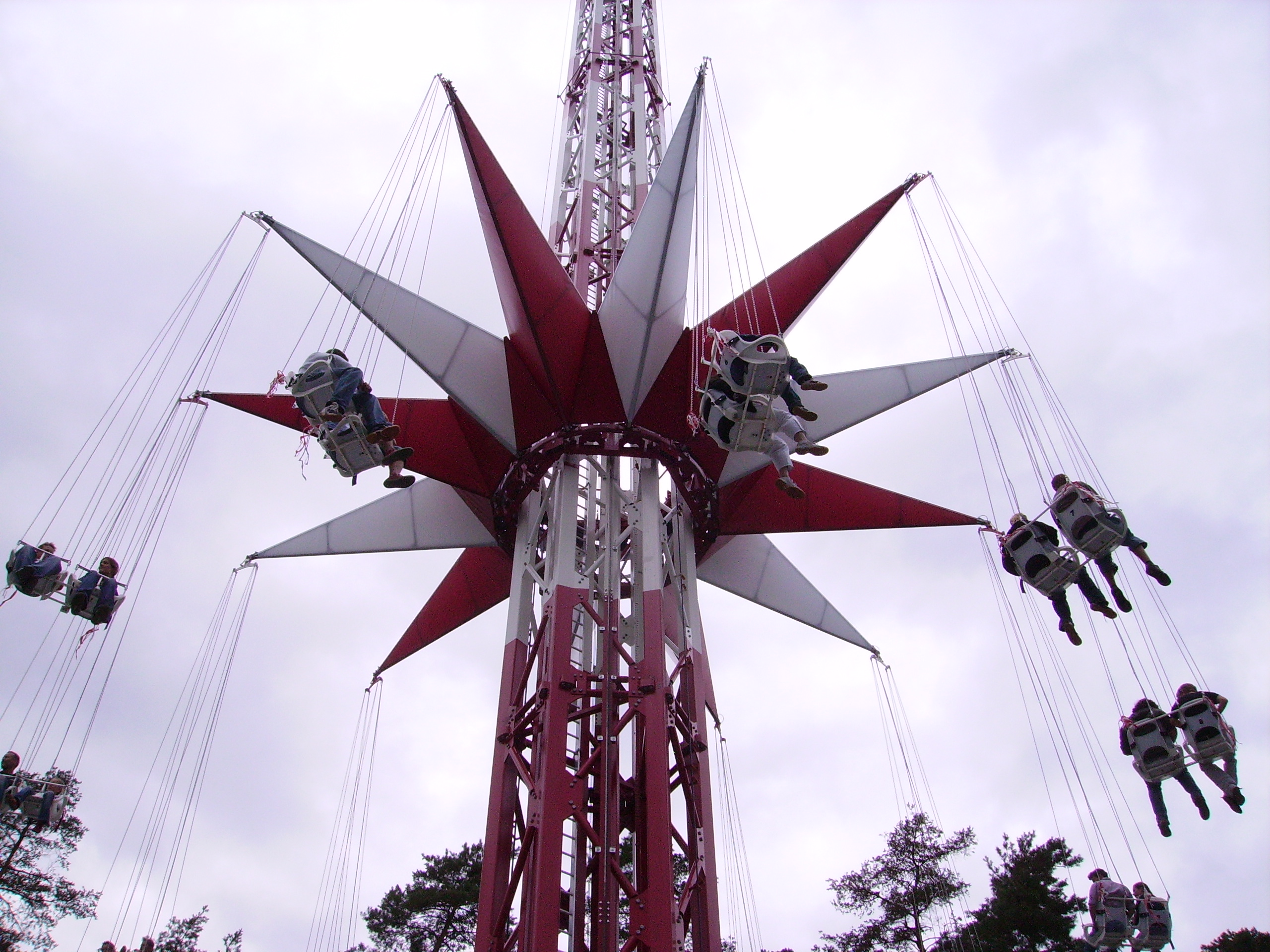
Lighthouse Tower à Holiday Park
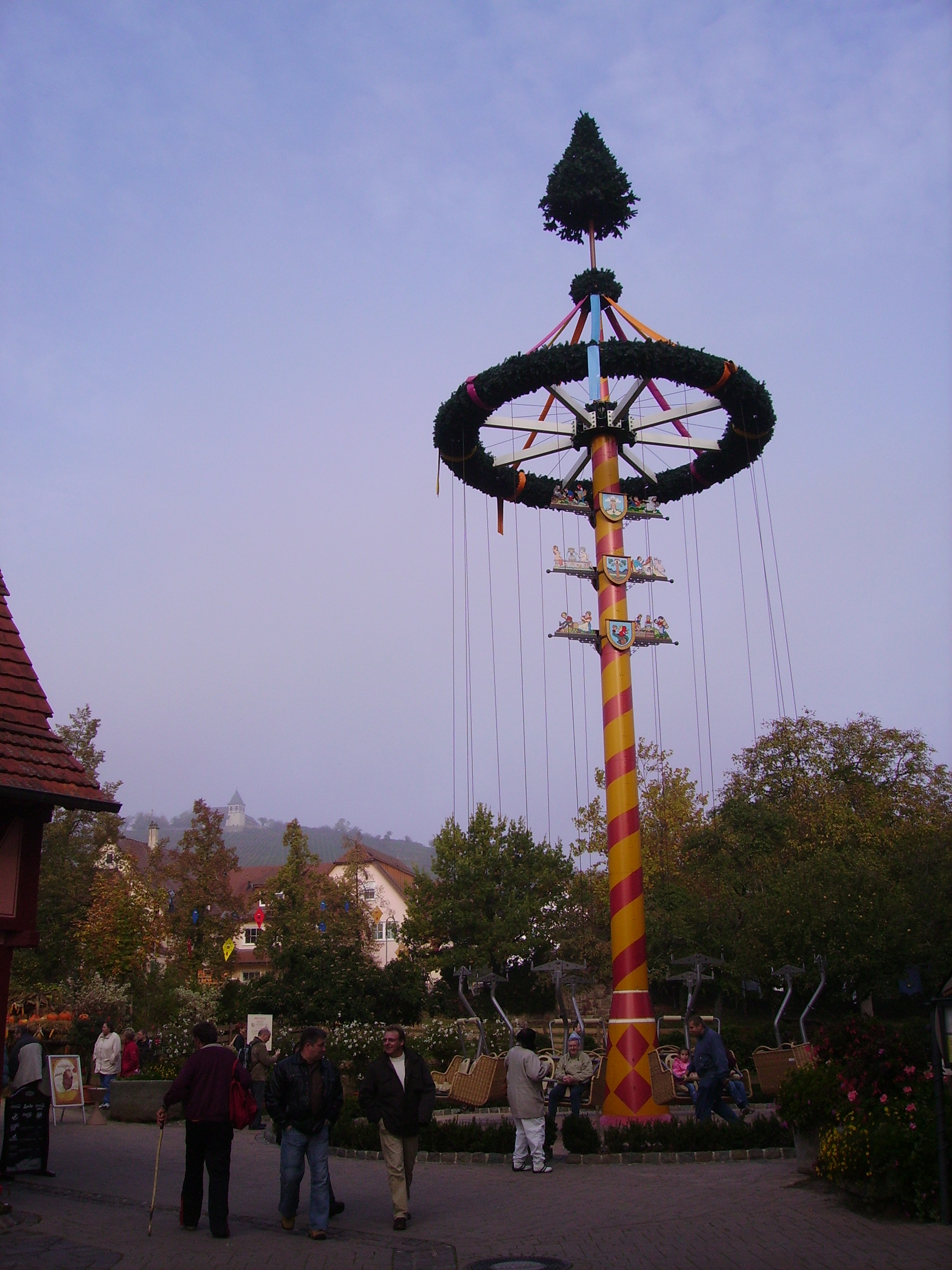
Maibaum à Erlebnispark Tripsdrill
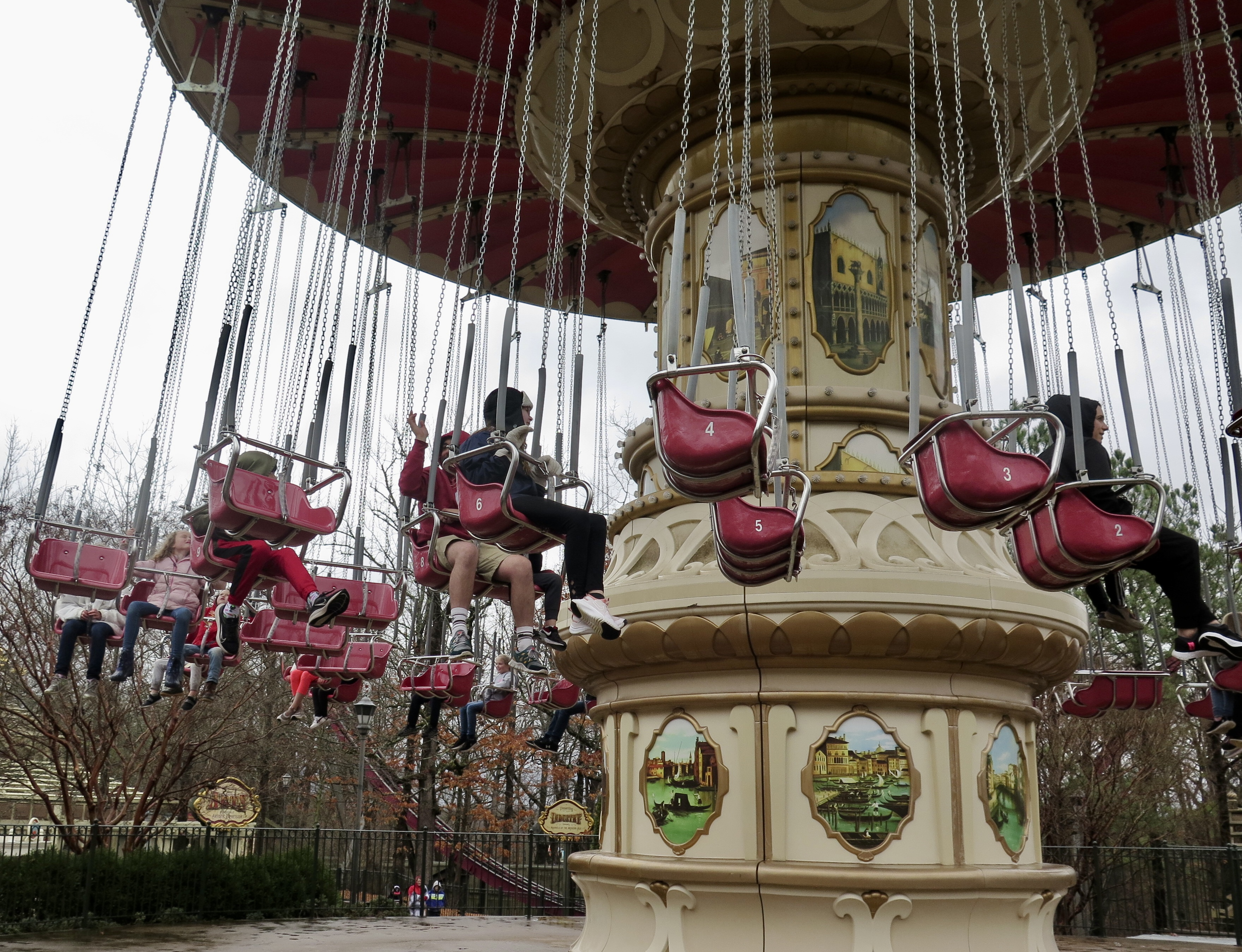
Magnificent Wave Carousel à Silver Dollar City
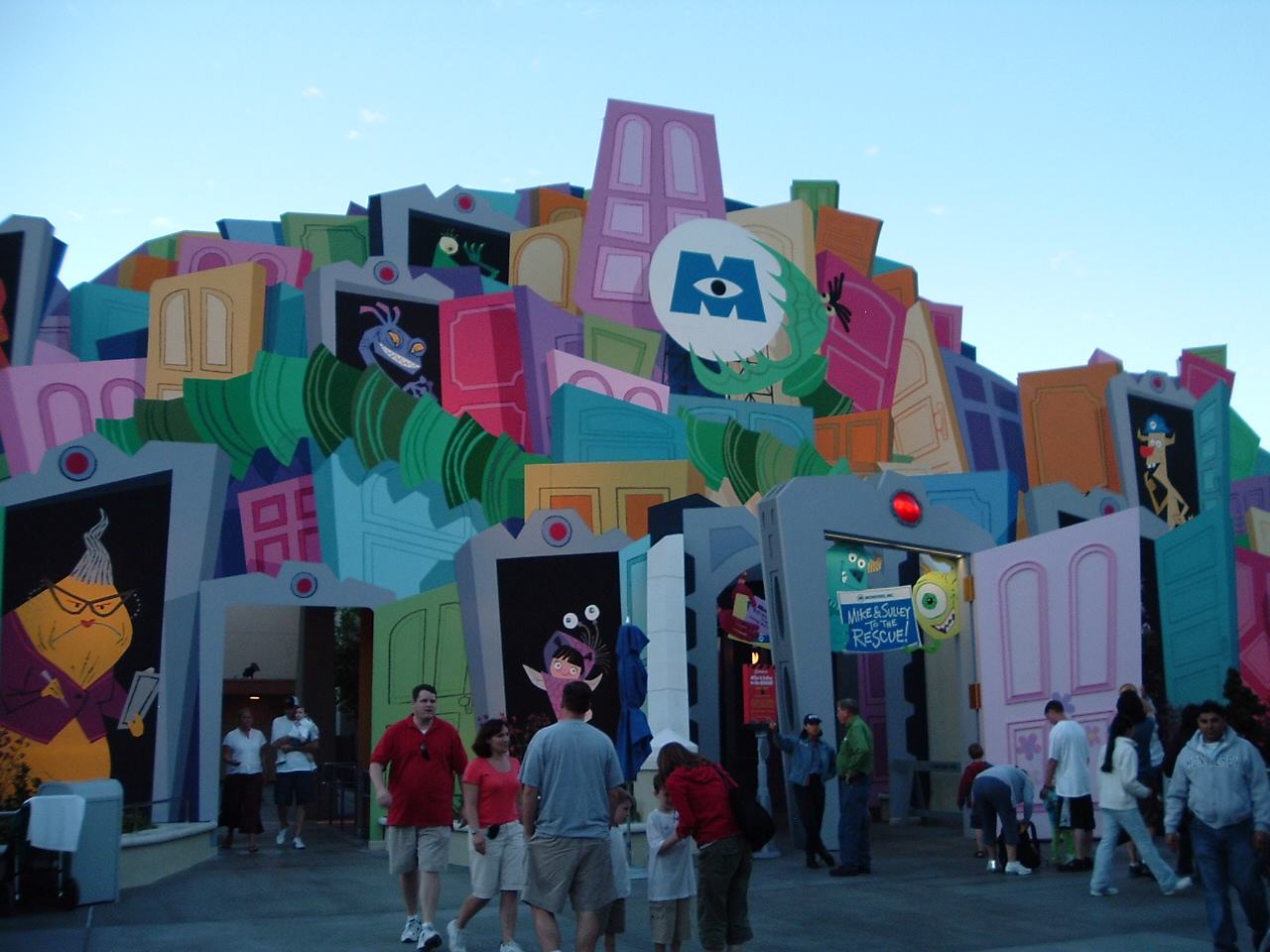
Monsters, Inc. : Mike and Sulley to the Rescue! à Disney's California Adventure
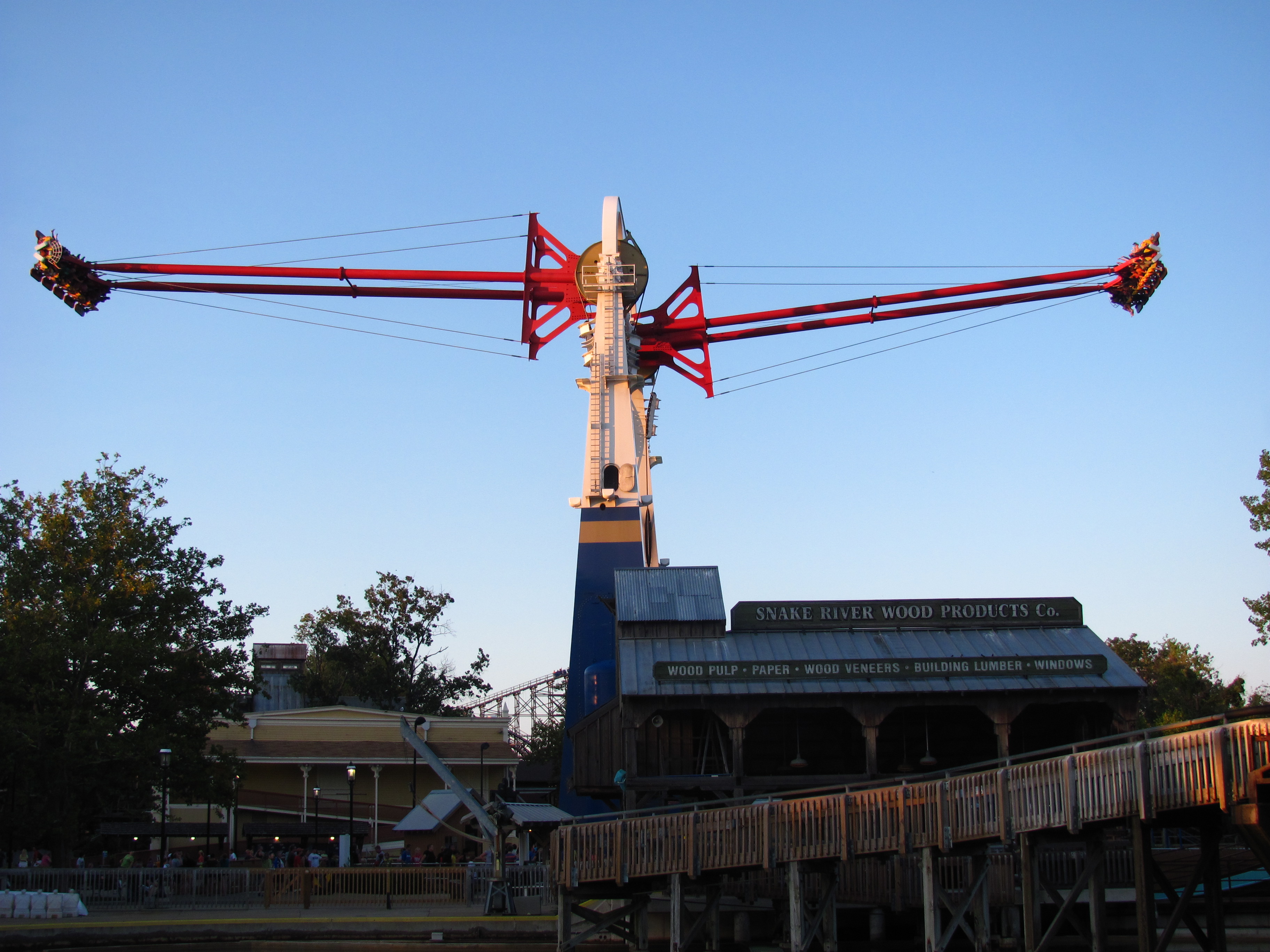
Skyhawk à Cedar Point
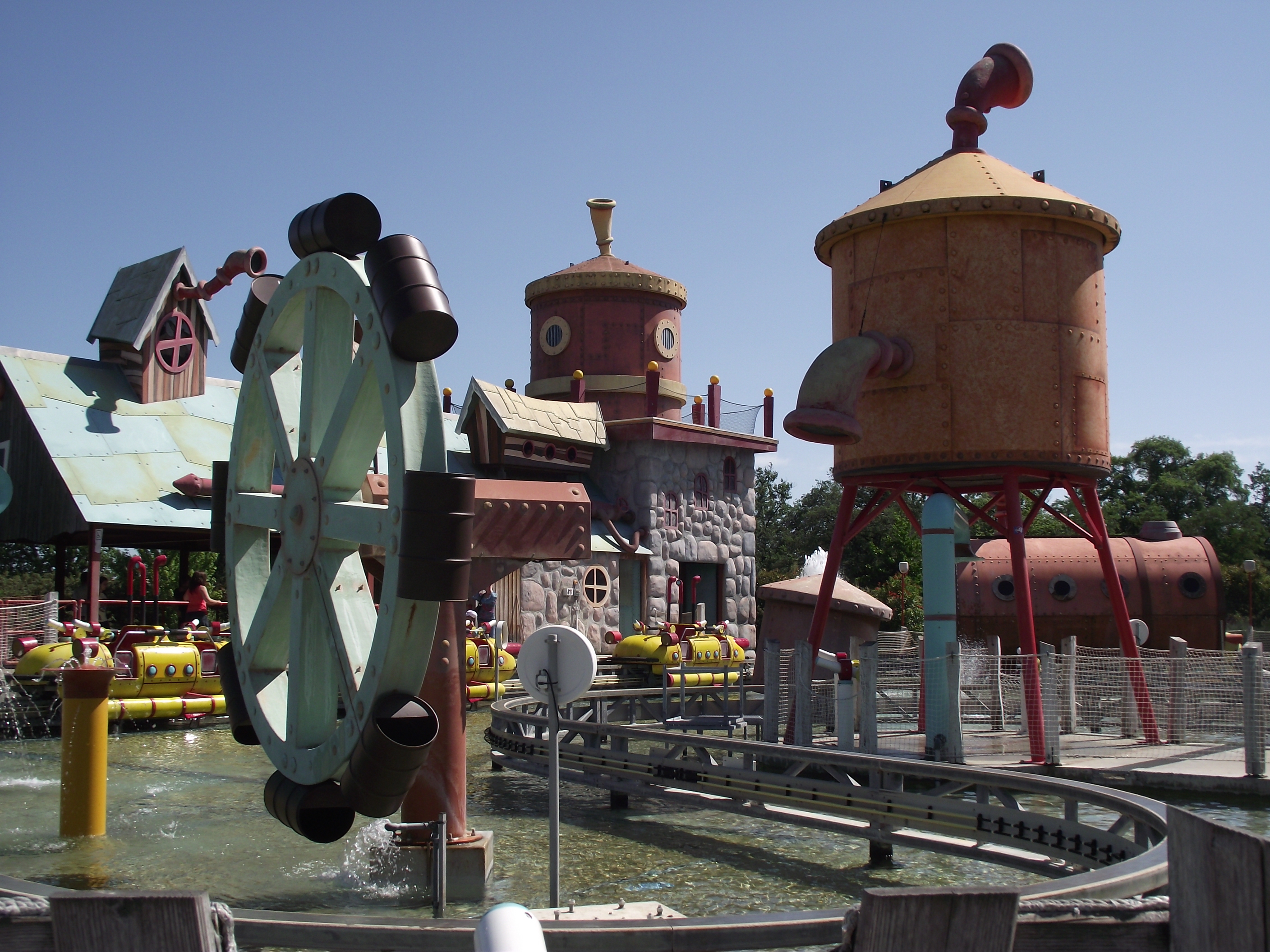
Splash Battle à Walibi Aquitaine
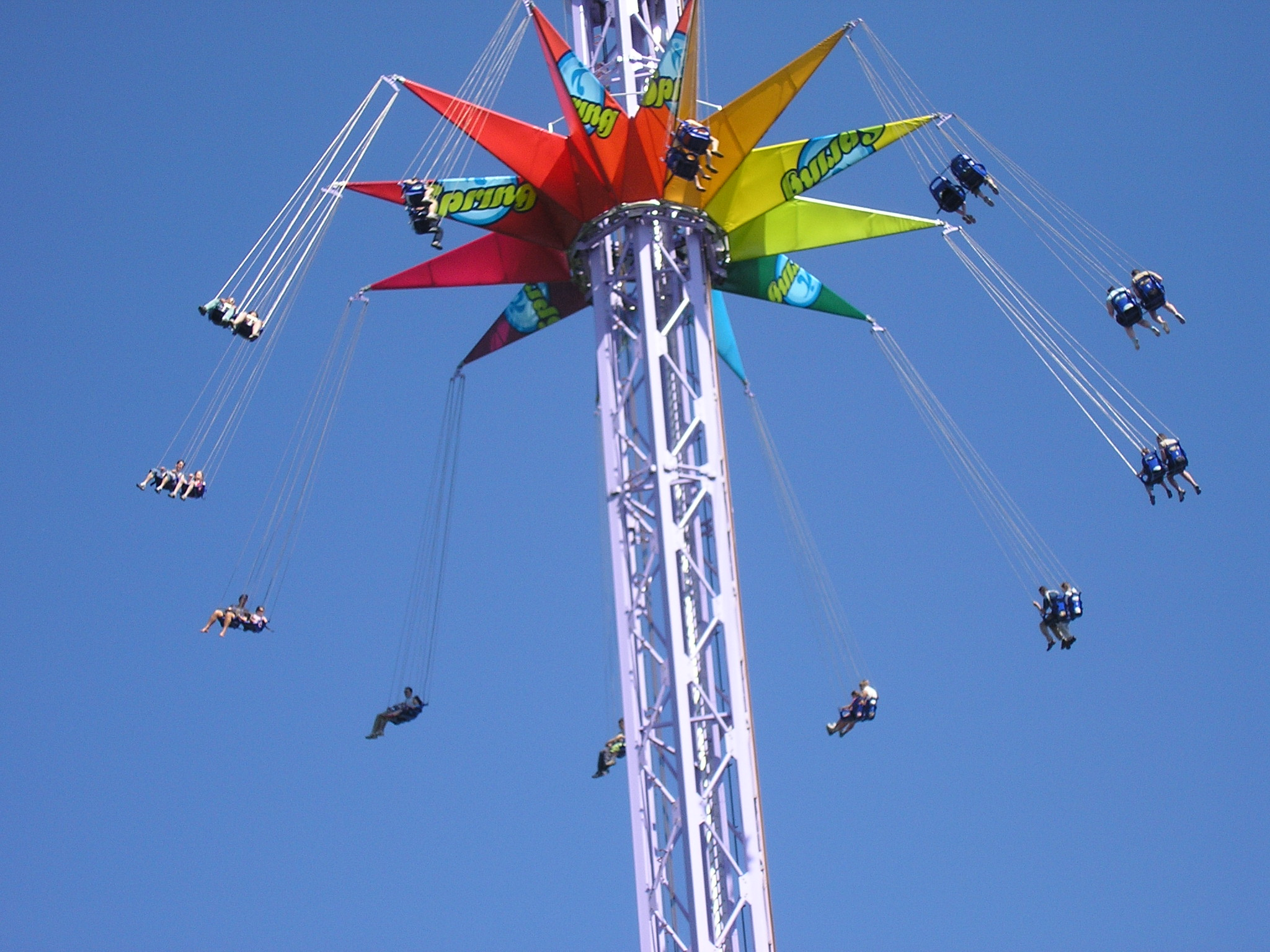
SpringFlyer à Plopsaland De Panne
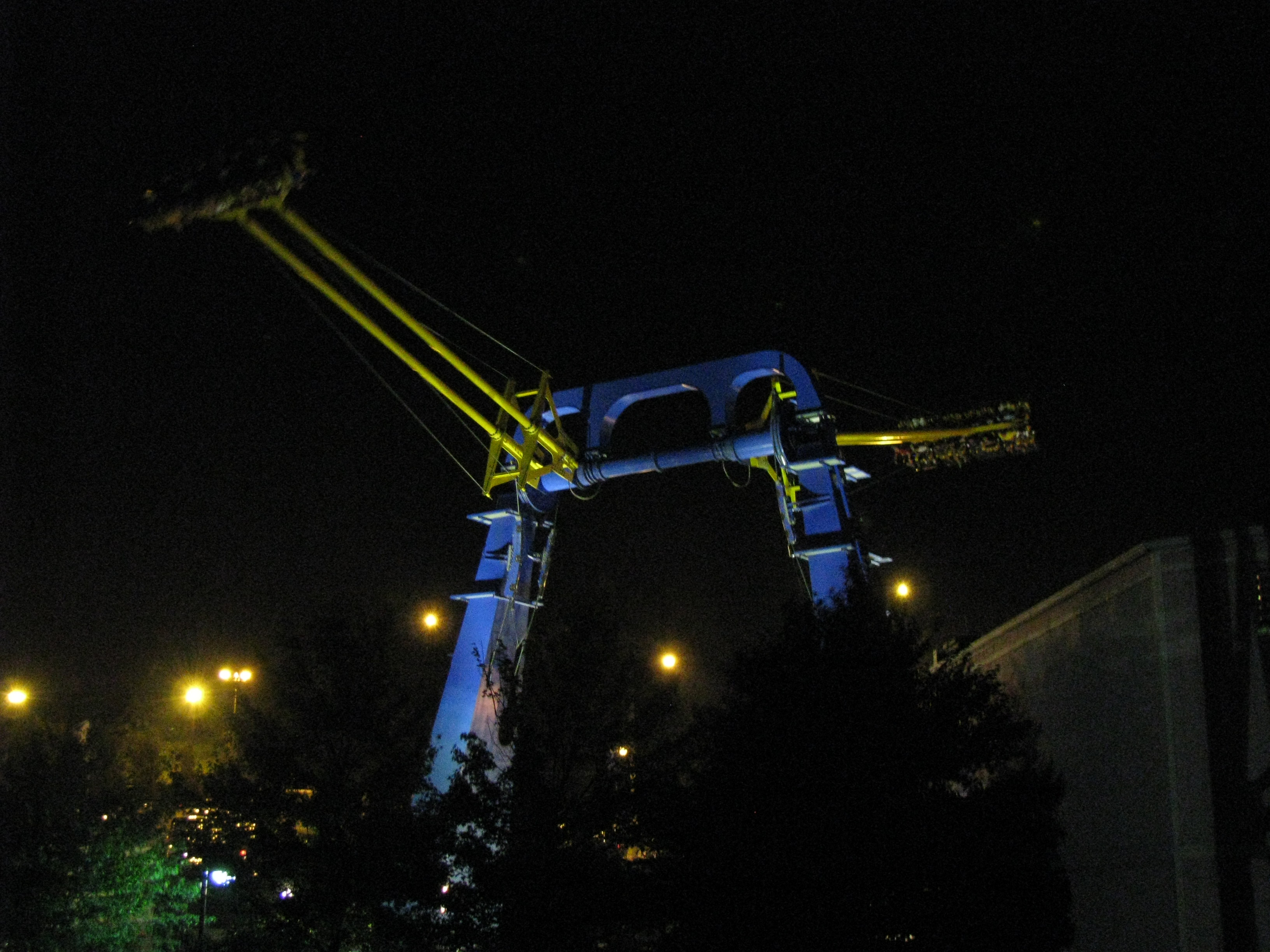
Swing Shot à Kennywood
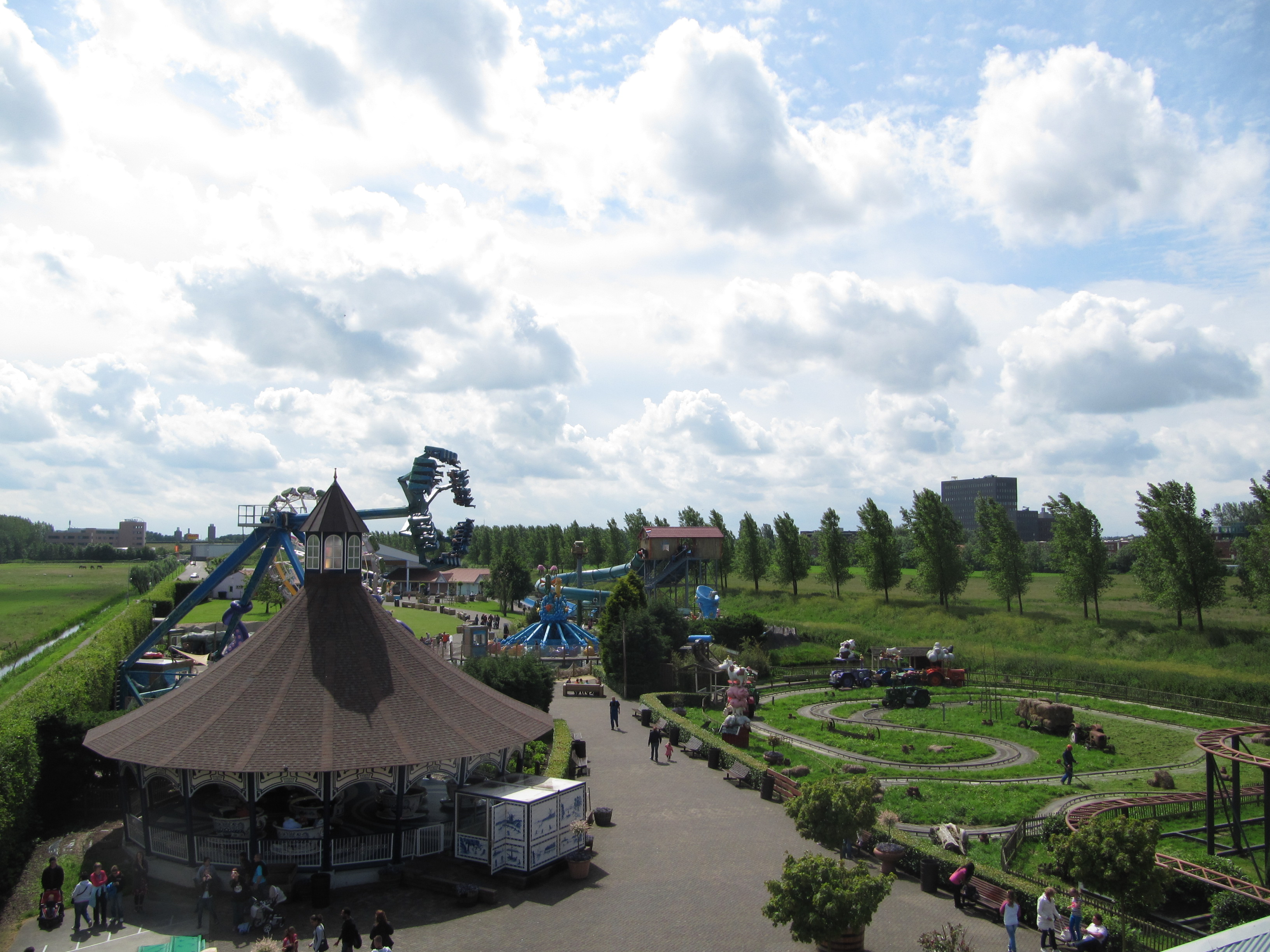
Theeleut à Drievliet
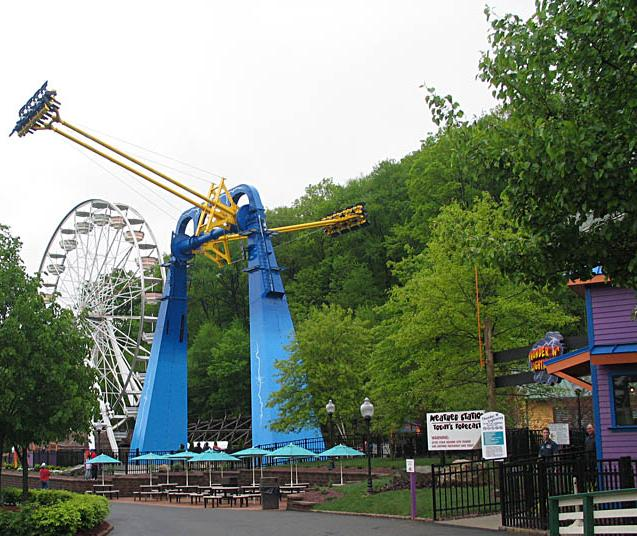
Thunder N' Lightning à Lake Compounce
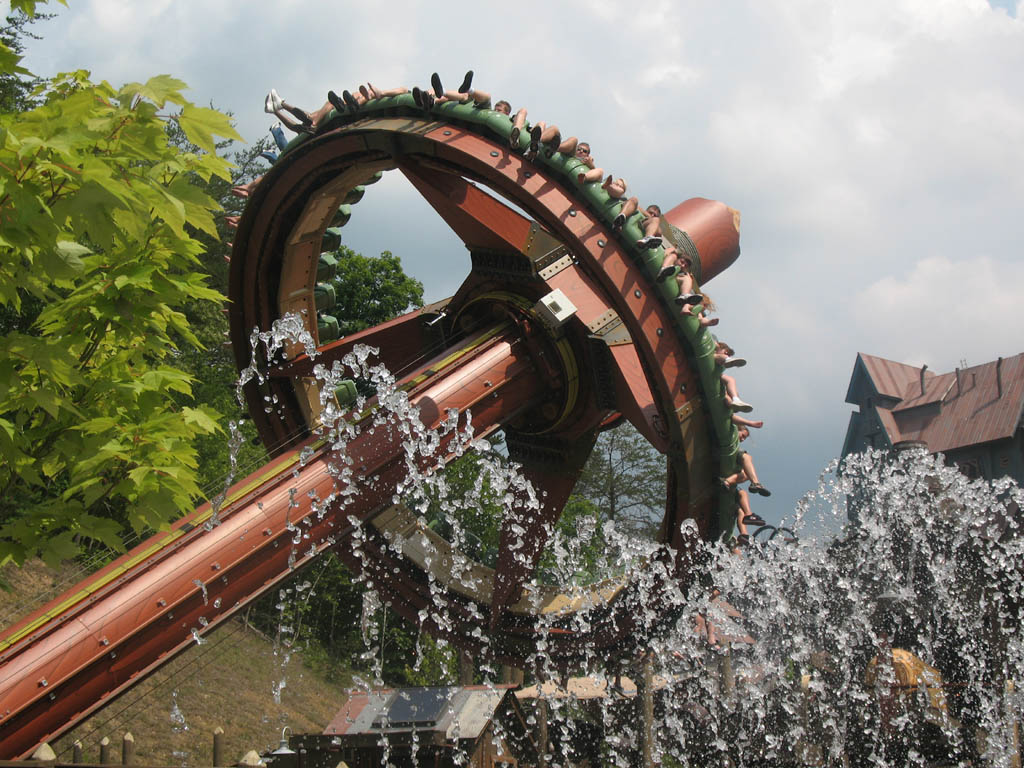
Timber Tower à Dollywood
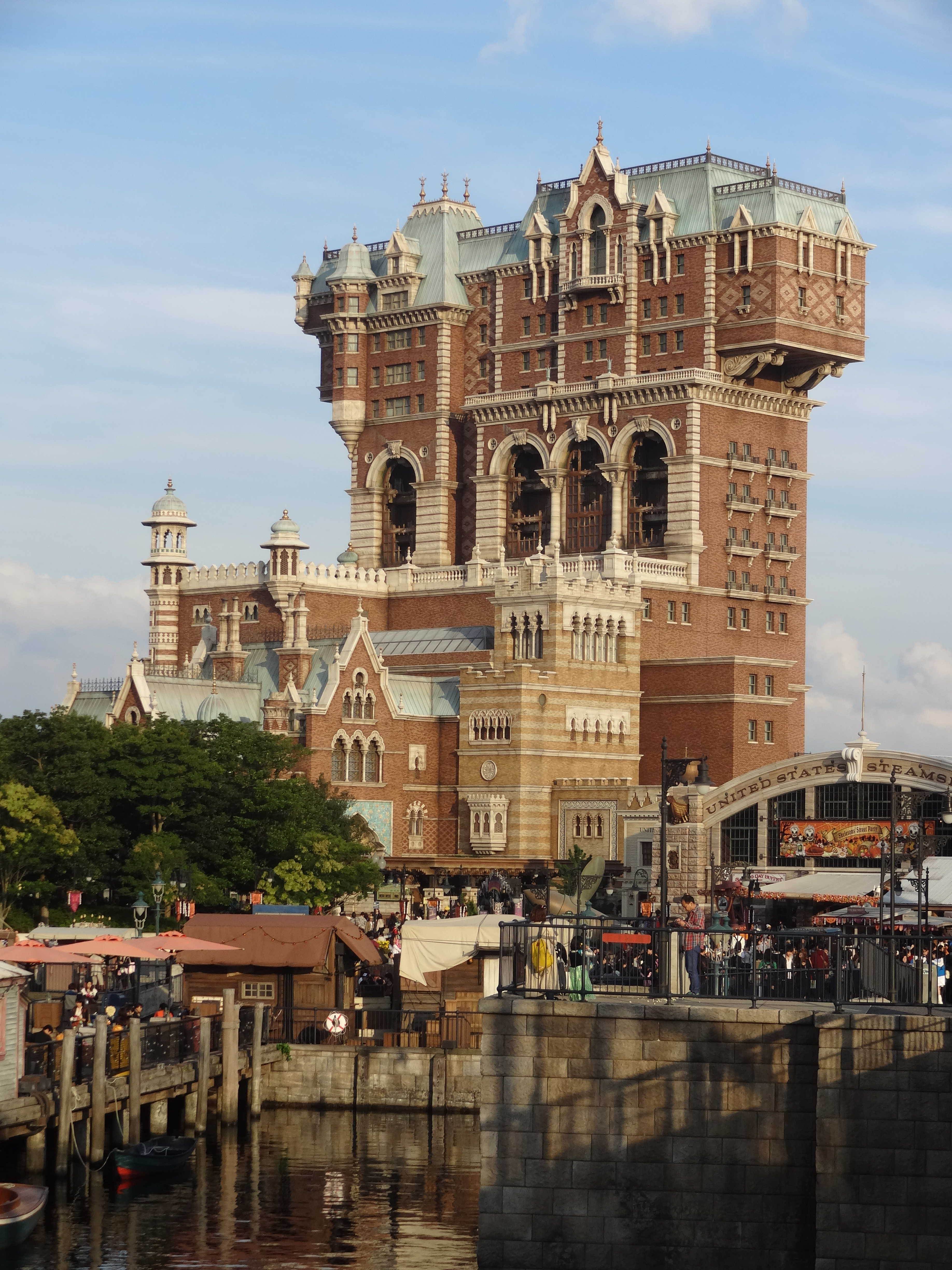
Tower of Terror à Tokyo DisneySea
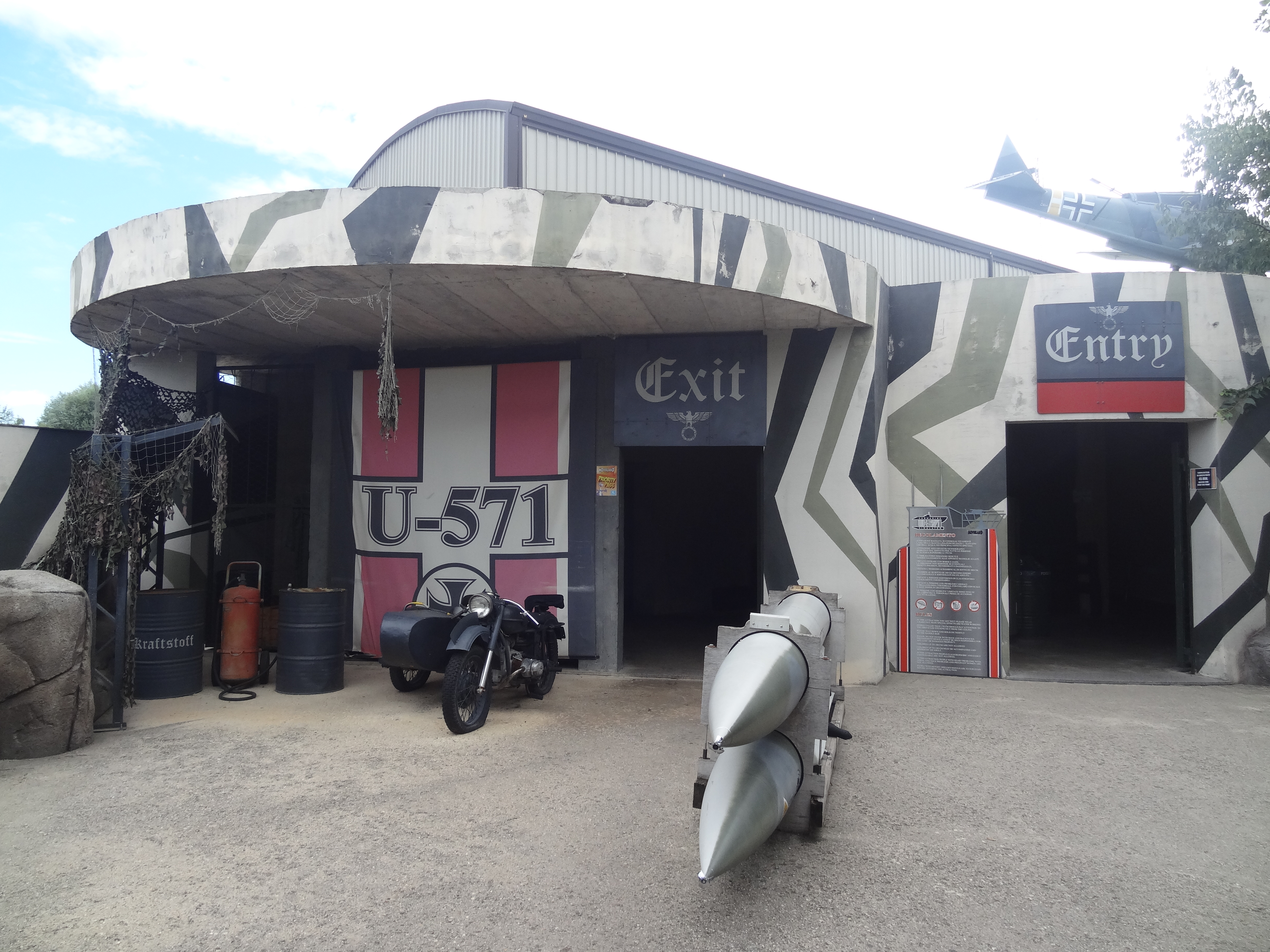
U-571 Submarine simulator à Movieland Studios
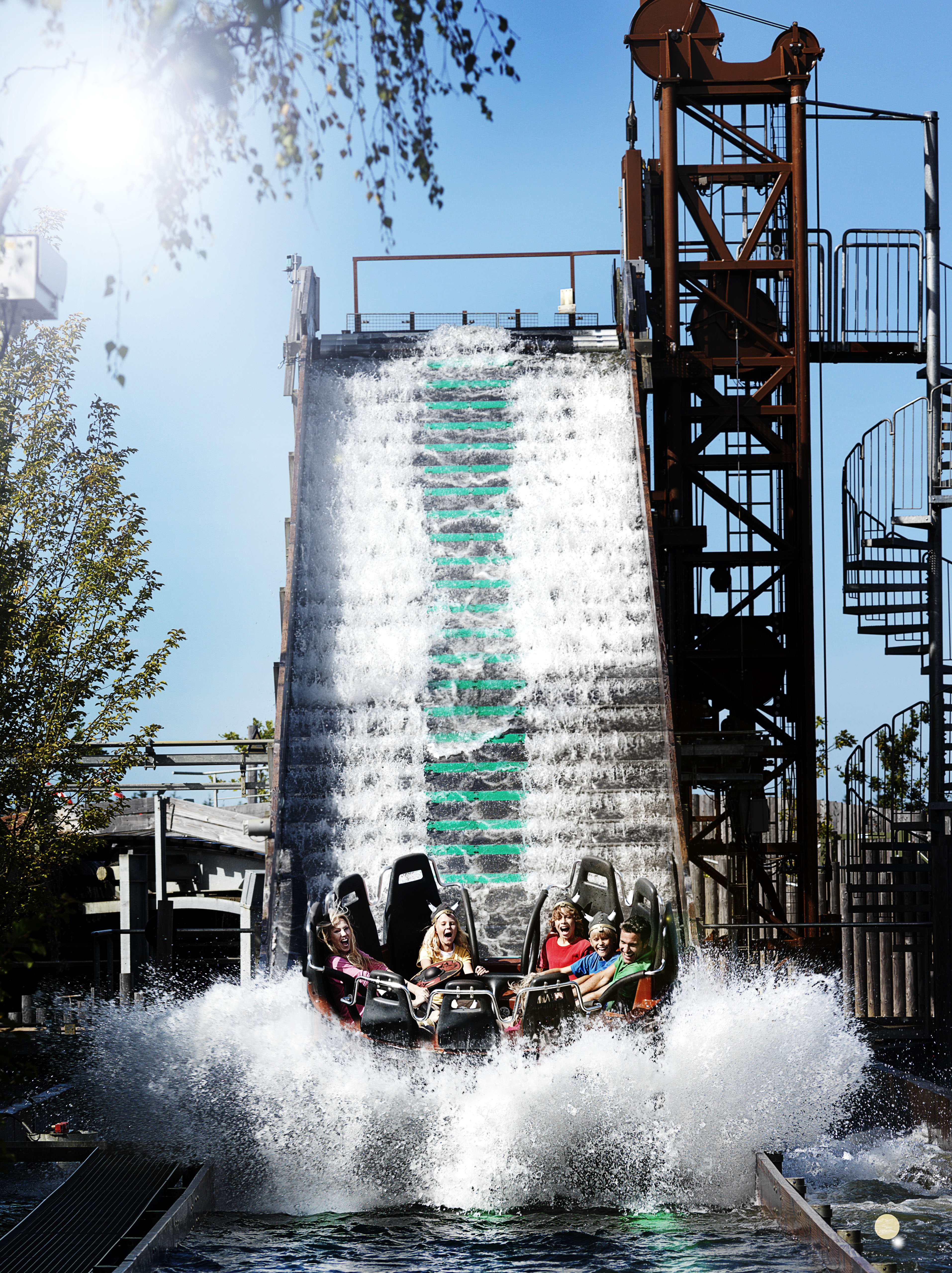
Vikings' River Splash à Legoland Billund

#### Nouveau thème
| Nom                          | Type / Modèle                | Constructeur | Parc                            | Pays        | Anciennement              |
| ---------------------------- | ---------------------------- | ------------ | ------------------------------- | ----------- | ------------------------- |
| Cueva de las Tarántulas      | Parcours scénique interactif |              | Parque de Atracciones de Madrid | Espagne     | The Old Mine 1910         |
| Imperial Leather Bubbleworks | Barque scénique              | Mack Rides   | Chessington World of Adventures | Royaume-Uni | Prof. Burp's Bubble Works |

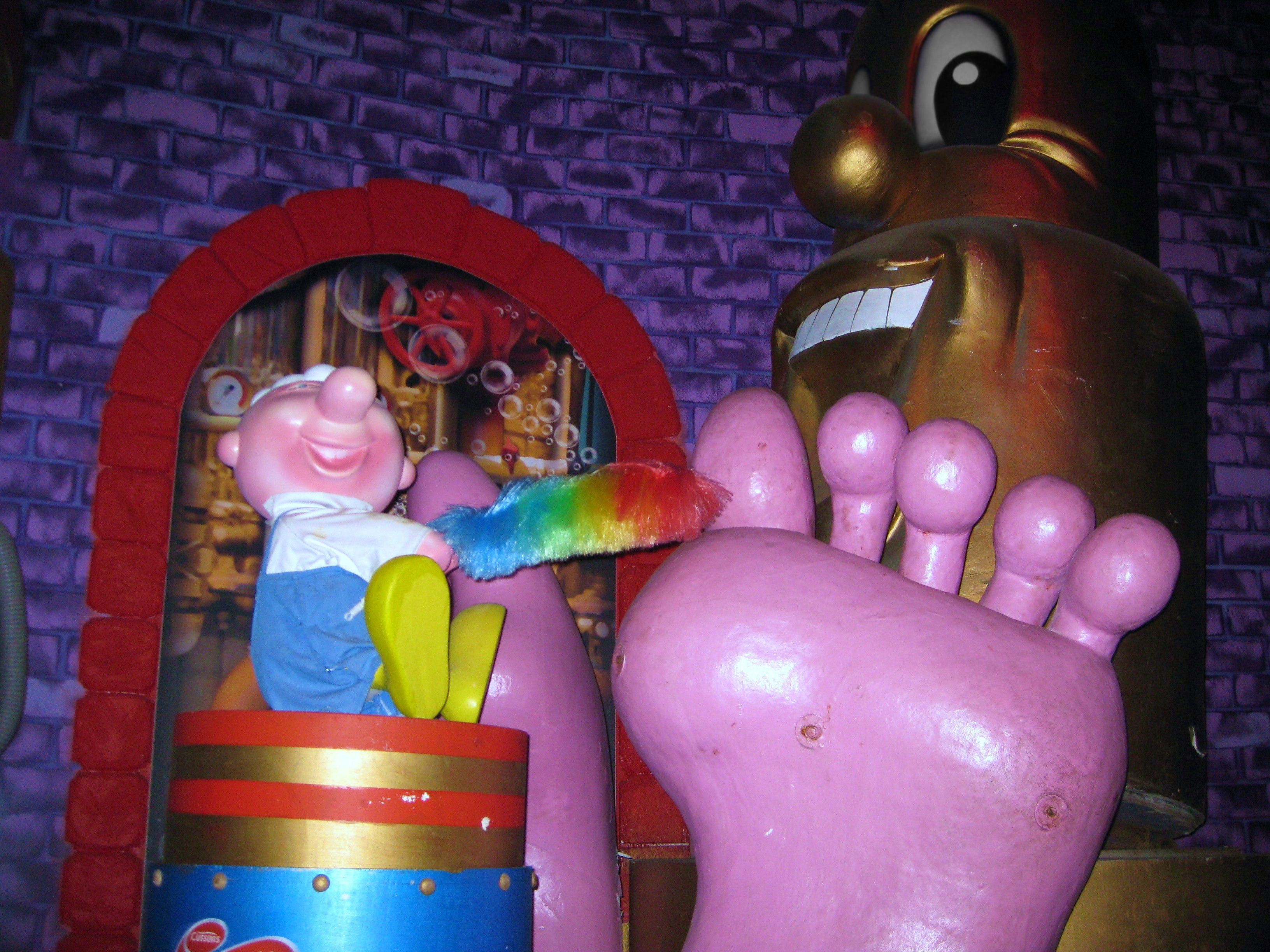
Imperial Leather Bubbleworks à Chessington World of Adventures

#### Délocalisations
| Nom                    | Type / Modèle | Constructeur | Parc              | Pays   | Anciennement              |
| ---------------------- | ------------- | ------------ | ----------------- | ------ | ------------------------- |
| Hollywood Action Tower | Freefall      | Intamin      | Movieland Studios | Italie | Drop of Doom à Galaxyland |

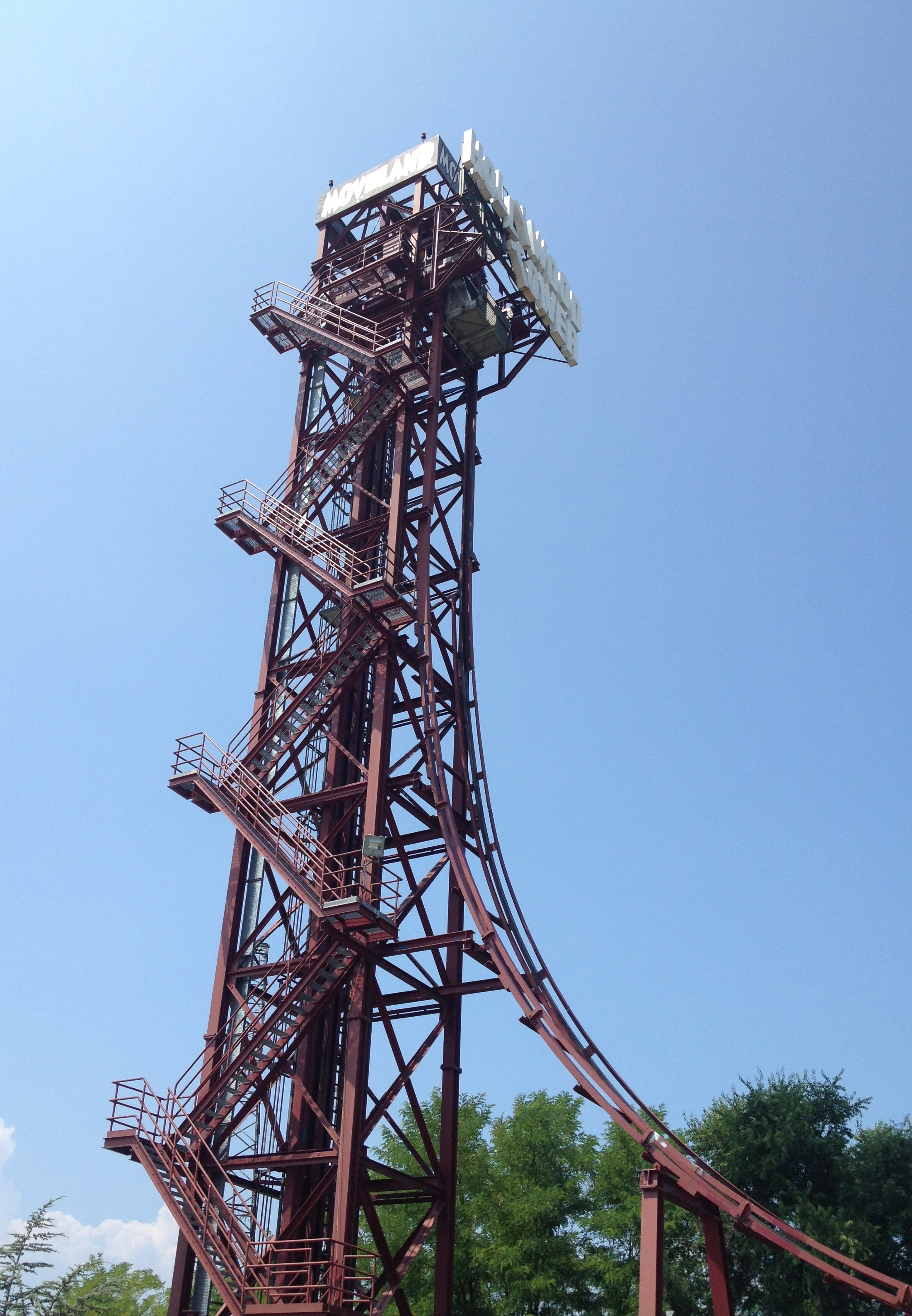
Hollywood Action Tower à Movieland Studios